# Lịch sử thế giới
Lịch sử thế giới (còn gọi là lịch sử loài người và lịch sử nhân loại) là ghi chép về hành trình phát triển của nhân loại từ thời tiền sử cho đến hiện tại. Loài người hiện đại tiến hóa ở châu Phi khoảng 300.000 năm trước và ban đầu sống bằng săn bắn hái lượm. Trong Thời kỳ băng hà sau cùng, loài người bắt đầu di cư ra khỏi châu Phi và đến cuối Kỷ Băng hà này cách đây khoảng 12.000 năm – họ đã phân bổ khắp các lục địa trên Trái Đất (ngoại trừ Nam Cực). Không lâu sau đó, Cách mạng đồ đá mới tại Tây Á đánh dấu bước ngoặt lớn với việc con người bắt đầu canh tác và trồng trọt có hệ thống, chuyển dịch từ lối sống du mục sang định cư lâu dài trong các khu vực làm nông. Sự phát triển ngày càng phức tạp của xã hội loài người đã đặt ra nhu cầu về những hệ thống kế toán và chữ viết.
Những bước phát triển nói trên đã tạo tiền đề cho sự hình thành của các nền văn minh khởi thủy ở Lưỡng Hà, Ai Cập, Thung lũng sông Ấn và Trung Quốc, đánh dấu sự khởi đầu của thời kỳ cổ đại vào khoảng năm 3500 trước Công nguyên (TCN). Những nền văn minh này không chỉ thúc đẩy sự hình thành của các đế chế khu vực mà còn là mảnh đất màu mỡ cho sự xuất hiện của nhiều tư tưởng triết học và tôn giáo mang tính cách mạng. Trong đó, Ấn Độ giáo bắt đầu xuất hiện vào cuối thời kỳ đồ đồng – về sau là sự ra đời của một loạt các hệ tư tưởng quan trọng trong Thời kỳ Trục tâm bao gồm Phật giáo, Nho giáo, triết học Hy Lạp, Kỳ Na giáo, Do Thái giáo, Đạo giáo và Hỏa giáo. Thời kỳ trung đại từ khoảng năm 500 đến 1500 Công nguyên (CN) – chứng kiến sự trỗi dậy của Hồi giáo cùng với sự lan rộng và củng cố của Kitô giáo, đồng thời nền văn minh loài người lan tỏa tới những vùng đất mới và hoạt động giao thương giữa các xã hội ngày càng phát triển. Những chuyển biến ấy diễn ra song hành với sự thăng trầm của các đế chế lớn như Đế quốc Byzantine, các vương triều Hồi giáo, Đế quốc Mông Cổ và nhiều triều đại Trung Quốc khác nhau. Trong giai đoạn này, sự ra đời của thuốc súng và máy in đã để lại ảnh hưởng sâu sắc đến lịch sử nhân loại sau này.
Trong thời kỳ cận đại – từ khoảng năm 1500 đến 1800 CN – các cường quốc châu Âu đã tiến hành khám phá và thuộc địa hóa nhiều khu vực trên khắp thế giới, qua đó đẩy mạnh sự giao thoa văn hóa và kinh tế toàn cầu. Đây là giai đoạn đánh dấu những bước tiến vượt bậc về trí tuệ, văn hóa và công nghệ ở châu Âu, được thúc đẩy bởi các phong trào lớn như Phục hưng, Cải cách tôn giáo tại Đức dẫn tới sự ra đời của Tin Lành, Cách mạng khoa học và Thời kỳ Khai sáng. Vào thế kỷ 18, sự tích lũy kiến thức và công nghệ đã đạt tới điểm bùng phát, dẫn đến Cách mạng Công nghiệp. Cuộc cách mạng này đóng vai trò quan trọng trong việc hình thành Đại phân kỳ và mở ra thời kỳ hiện đại bắt đầu từ khoảng năm 1800 CN. Sự tăng trưởng nhanh chóng về năng lực sản xuất đã thúc đẩy hơn nữa thương mại quốc tế, quá trình thuộc địa hóa và liên kết các nền văn minh khác nhau thông qua toàn cầu hóa, cũng như củng cố vai trò thống trị của châu Âu xuyên suốt thế kỷ 19. Trong vòng 250 năm qua (bao gồm cả hai cuộc chiến tranh thế giới thảm khốc), nhân loại đã trải qua sự tăng tốc đáng kinh ngạc trong nhiều lĩnh vực như dân số, nông nghiệp, công nghiệp, thương mại, tri thức khoa học, công nghệ, truyền thông, năng lực quân sự và sự suy thoái môi trường.
Việc nghiên cứu lịch sử loài người dựa trên những hiểu biết từ nhiều lĩnh vực học thuật như lịch sử, khảo cổ học, nhân học, ngôn ngữ học và di truyền học. Nhằm cung cấp một cái nhìn tổng quan dễ tiếp cận, các nhà nghiên cứu chia lịch sử nhân loại thành nhiều giai đoạn khác nhau theo các phương pháp phân kỳ.

## Thời kỳ tiền sử

### Bình minh loài người
Loài người tiến hóa từ các loài vượn lớn tại châu Phi, thông qua dòng dõi hominin xuất hiện cách đây khoảng 7–5 triệu năm. Khả năng đi đứng bằng hai chân dần thành hình ở những loài hominin sơ khai sau khi chúng tách khỏi tổ tiên chung với tinh tinh, có thể là một sự thích nghi liên quan tới sự thay đổi môi trường sống từ rừng rậm sang thảo nguyên. Hominin bắt đầu sử dụng các công cụ bằng đá thô sơ vào k. 3,3 triệu năm trước, đánh dấu sự khởi đầu của thời kỳ Đồ đá cũ.
Chi Homo tiến hóa từ Australopithecus. Bằng chứng sớm nhất về sự tồn tại của Homo là mẫu hóa thạch LD 350-1 có niên đại 2,8 triệu năm, được tìm thấy tại Ethiopia, và loài được đặt tên sớm nhất trong chi này là Homo habilis, tiến hóa cách đây khoảng 2,3 triệu năm. Sự khác biệt quan trọng nhất giữa Homo habilis và Australopithecus là kích thước não bộ của Homo habilis lớn hơn khoảng 50%. Homo erectus tiến hóa cách đây khoảng 2 triệu năm và là loài hominin đầu tiên rời khỏi châu Phi để di cư và phân bố khắp lục địa Á-Âu. Có lẽ sớm nhất là khoảng 1,5 triệu năm trước, nhưng chắc chắn muộn nhất là khoảng 250.000 năm trước, hominin đã bắt đầu biết sử dụng lửa để sưởi ấm và nấu nướng.
Khoảng 500.000 năm trước, Homo bắt đầu phân hóa thành nhiều loài người cổ xưa mới như Neanderthal ở châu Âu, Denisova ở Siberia và loài người lùn Homo floresiensis ở Indonesia. Sự tiến hóa loài người không phải là một tiến trình tuyến tính hay phân nhánh đơn giản, mà thay vào đó có sự giao phối giữa các loài có quan hệ gần gũi. Nghiên cứu về bộ gen chỉ ra rằng việc lai tạp giữa các dòng dõi có sự khác biệt đáng kể là hiện tượng phổ biến trong quá trình tiến hóa của loài người. Bằng chứng DNA cho thấy một số gen có nguồn gốc từ Neanderthal vẫn hiện diện trong tất cả các quần thể người bên ngoài châu Phi hạ Sahara. Người Neanderthal và các loài hominin khác như Denisova có thể đã đóng góp tới 6% bộ gen của con người hiện đại không thuộc châu Phi hạ Sahara.

### Người nguyên thủy

Các đợt di cư nối tiếp nhau của Homo erectus (màu vàng), Homo neanderthalensis (màu nâu đất) trong giai đoạn Ra khỏi châu Phi I, cùng với Homo sapiens (màu đỏ) trong giai đoạn Ra khỏi châu Phi II – kèm theo số năm kể từ thời điểm các loài này xuất hiện trước hiện tại

Homo sapiens (con người hiện đại) xuất hiện ở châu Phi vào khoảng 300.000 năm trước, tiến hóa từ loài Homo heidelbergensis. Qua hàng thiên niên kỷ tiếp theo, loài người tiếp tục phát triển – rồi đến 100.000 năm trước, họ đã biết sử dụng đồ trang sức và đất son để làm đẹp cho cơ thể. Khoảng 50.000 năm trước, con người bắt đầu mai táng người chết, sử dụng vũ khí tầm xa và thậm chí thực hiện những chuyến hải hành. Một trong những bước ngoặt quan trọng nhất (dù thời điểm chính xác vẫn chưa được xác định) là sự phát triển của ngôn ngữ có cú pháp, giúp cải thiện đáng kể khả năng giao tiếp của con người. Dấu tích về nghệ thuật nguyên thủy được biểu lộ qua những bức tranh trong hang động và các tác phẩm điêu khắc từ ngà voi, đá và xương, phản ánh sự tồn tại của một hình thức tâm linh mà giới nghiên cứu thường diễn giải là dấu hiệu của thuyết vật linh hoặc Shaman giáo. Nhạc cụ cổ xưa nhất từng được biết đến ngoài giọng hát con người là những cây sáo làm từ xương, được tìm thấy ở Swabian Jura (Đức), có niên đại khoảng 40.000 năm trước. Trong suốt thời đồ đá cũ, con người sống bằng săn bắt hái lượm và thường là dân du mục.
Cuộc di cư của con người hiện đại về mặt giải phẫu ra khỏi châu Phi đã diễn ra theo nhiều đợt, bắt đầu từ 194.000–177.000 năm trước. Quan điểm chủ đạo trong giới học thuật cho rằng những làn sóng di cư sớm này đều bị tuyệt diệt và toàn bộ người không thuộc châu Phi ngày nay đều là hậu duệ của một nhóm người duy nhất đã rời lục địa đen cách đây khoảng 70.000–50.000 năm. H. sapiens dần mở rộng phạm vi sinh sống và định cư trên khắp các lục địa cũng như các hòn đảo lớn, lần lượt đặt chân đến Úc khoảng 65.000 năm trước, châu Âu khoảng 45.000 năm trước và châu Mỹ khoảng 21.000 năm trước. Những cuộc di cư này diễn ra trong thời kỳ băng hà gần đây nhất, khi nhiều vùng ôn đới ngày nay vẫn còn quá khắc nghiệt để con người sinh sống. Song, vào cuối Kỷ Băng hà này cách đây khoảng 12.000 năm, con người đã định cư tại hầu hết các vùng đất không bị băng tuyết bao phủ trên địa cầu. Sự bành trướng của loài người trùng hợp với cả sự kiện tuyệt chủng kỷ Đệ Tứ và sự tuyệt chủng của người Neanderthal. Những sự kiện tuyệt chủng nói trên có thể là kết quả của biến đổi khí hậu, hoạt động của con người, hoặc sự kết hợp của cả hai.

### Sự phát triển của nông nghiệp
Bắt đầu từ khoảng năm 10.000 TCN, Cách mạng Đồ đá mới đã mở đường cho sự phát triển của nông nghiệp, làm thay đổi căn bản lối sống của con người. Nông nghiệp phát sinh một cách độc lập tại nhiều khu vực khác nhau trên thế giới, với sự thuần hóa đa dạng các loài thực vật và động vật ở ít nhất 11 trung tâm khởi nguyên riêng biệt. Tại Lưỡng Hà vào khoảng năm 8.500 TCN, con người đã bắt đầu canh tác những loại cây lương thực như lúa mì và đại mạch, đồng thời thuần hóa cừu và dê. Tại lưu vực sông Dương Tử ở Trung Quốc, lúa nước đã được thuần hóa vào khoảng năm 8000–7000 TCN; còn ở lưu vực sông Hoàng Hà, kê có thể đã được canh tác từ khoảng năm 7.000 TCN. Lợn là loài động vật được thuần hóa quan trọng nhất ở Trung Quốc thời kỳ đầu. Người dân ở vùng Sahara thuộc châu Phi đã canh tác cao lương cùng với một số loại cây trồng khác trong khoảng thời gian từ năm 8000 đến 5000 TCN. Bên cạnh đó, các trung tâm nông nghiệp khác cũng hình thành tại Cao nguyên Ethiopia và những khu rừng mưa nhiệt đới ở Tây Phi. Tại lưu vực sông Ấn, con người đã bắt đầu trồng trọt từ khoảng năm 7000 TCN và gia súc được thuần hóa vào khoảng năm 6500 TCN. Tại châu Mỹ, bí được trồng ít nhất là vào năm 8500 TCN ở Nam Mỹ, trong khi cây hoàng tinh (arrowroot) đã được thuần hóa ở Trung Mỹ vào khoảng năm 7800 TCN. Khoai tây được trồng lần đầu tại vùng Andes thuộc Nam Mỹ, nơi mà lạc đà không bướu cũng được thuần hóa. Nhiều nghiên cứu cho rằng, trong xuyên suốt quá trình thuần hóa thực vật và phát triển nông nghiệp nói trên, phụ nữ đã đóng vai trò trung tâm.

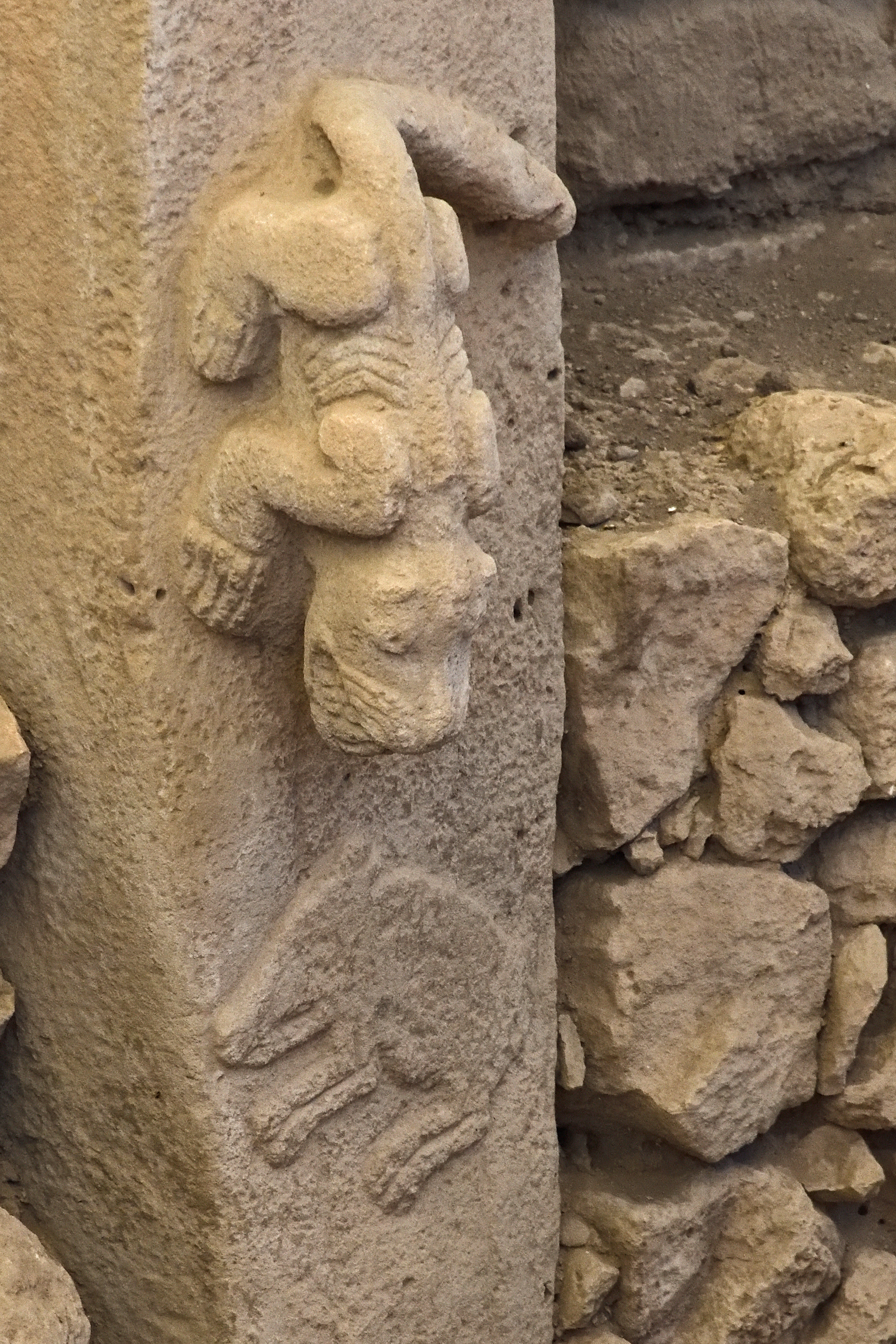
Một cột trụ tại Göbekli Tepe thuộc thời kỳ đồ đá mới

Có nhiều lời giải thích khác nhau đã được đưa ra nhằm giải thích căn nguyên dẫn tới Cách mạng Đồ đá mới. Một số giả thuyết cho rằng sự gia tăng dân số là động lực chính, buộc con người phải tìm kiếm các nguồn thực phẩm mới để đáp ứng nhu cầu sinh tồn. Ngược lại, một số quan điểm khác lại nhìn nhận sự gia tăng dân số không phải là nguyên nhân mà là hệ quả của những cải tiến trong nguồn cung cấp thực phẩm. Ngoài ra, các yếu tố khác cũng được đề xuất bao gồm biến đổi khí hậu, sự khan hiếm tài nguyên và hệ tư tưởng. Việc chuyển đổi sang nông nghiệp đã tạo ra thặng dư lương thực, giúp nuôi sống những người không trực tiếp tham gia vào quá trình sản xuất thực phẩm. Điều này góp phần làm gia tăng mật độ dân số và đặt nền móng cho sự ra đời của những thành phố và nhà nước khởi thủy.
Các thành phố đóng vai trò là trung tâm thương mại, sản xuất chế tạo và quyền lực chính trị. Chúng phát triển mối quan hệ tương hỗ với các vùng nông thôn xung quanh: trong đó thành phố tiếp nhận nguồn cung nông sản, đồng thời cung cấp hàng hóa thủ công và thiết lập mức độ kiểm soát chính trị nhất định đối với nông thôn. Bên cạnh các thành phố nông nghiệp, các xã hội du mục dựa trên chăn nuôi gia súc cũng dần phát triển – chủ yếu ở những vùng đất khô cằn không thích hợp cho canh tác – điển hình như thảo nguyên Á-Âu và Sahel thuộc châu Phi. Xung đột giữa các bộ tộc du mục và những cộng đồng nông nghiệp định cư diễn ra thường xuyên, trở thành một mô típ lặp đi lặp lại trong suốt lịch sử thế giới.
Kỹ nghệ kim loại lần đầu tiên được ứng dụng trong việc chế tạo công cụ và đồ trang sức bằng đồng vào khoảng năm 6400 TCN. Vàng và bạc cũng được con người sử dụng ngay sau đó, chủ yếu để chế tác đồ trang sức. Những dấu tích đầu tiên của đồng điếu – hợp kim giữa đồng và thiếc – có niên đại vào khoảng 4500 TCN, tuy nhiên hợp kim này không được sử dụng rộng rãi cho đến tận thiên niên kỷ 3 TCN.

## Thời kỳ cổ đại

### Cái nôi của những nền văn minh

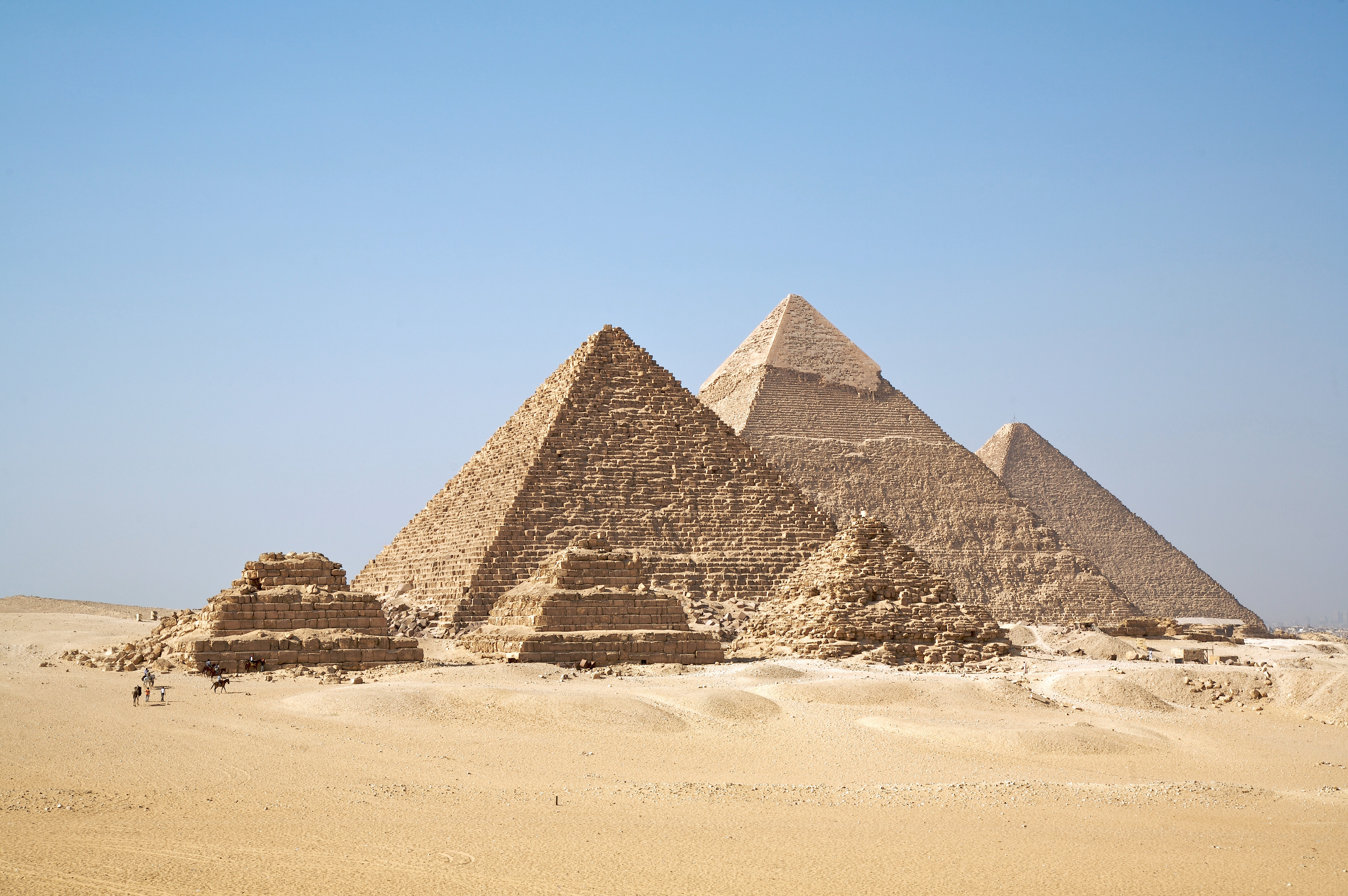
Kim tự tháp Giza, Ai Cập

Thời kỳ đồ đồng chứng kiến sự phát triển của các thành phố và nền văn minh. Những nền văn minh sơ khai thường xuất hiện gần các con sông lớn, khởi đầu là Lưỡng Hà (3300 TCN) nằm giữa hai dòng sông Tigris và Euphrates, kế đến là nền văn minh Ai Cập dọc theo sông Nile (3200 TCN), nền văn minh Norte Chico ở miền duyên hải Peru (3100 TCN), nền văn minh thung lũng sông Ấn ở Pakistan và tây bắc Ấn Độ (2500 TCN), cuối cùng là nền văn minh Trung Hoa dọc theo sông Dương Tử và Hoàng Hà (2200 TCN).
Những xã hội nói trên dần phát triển một số đặc điểm chung bao gồm chính quyền trung ương, nền kinh tế và cơ cấu xã hội phức tạp, cùng với hệ thống lưu trữ thông tin. Các nền văn hóa ấy đã tạo ra nhiều phát minh quan trọng, chẳng hạn như bánh xe, toán học, nghề luyện đồng, thuyền buồm, bàn xoay gốm, dệt vải, kỹ thuật xây dựng các công trình kiến trúc hoành tráng và chữ viết. Bên cạnh đó, thuyết đa thần cũng được hình thành với trung tâm là đền thờ, nơi các thầy tế và nữ tu thực hiện những nghi lễ hiến tế.

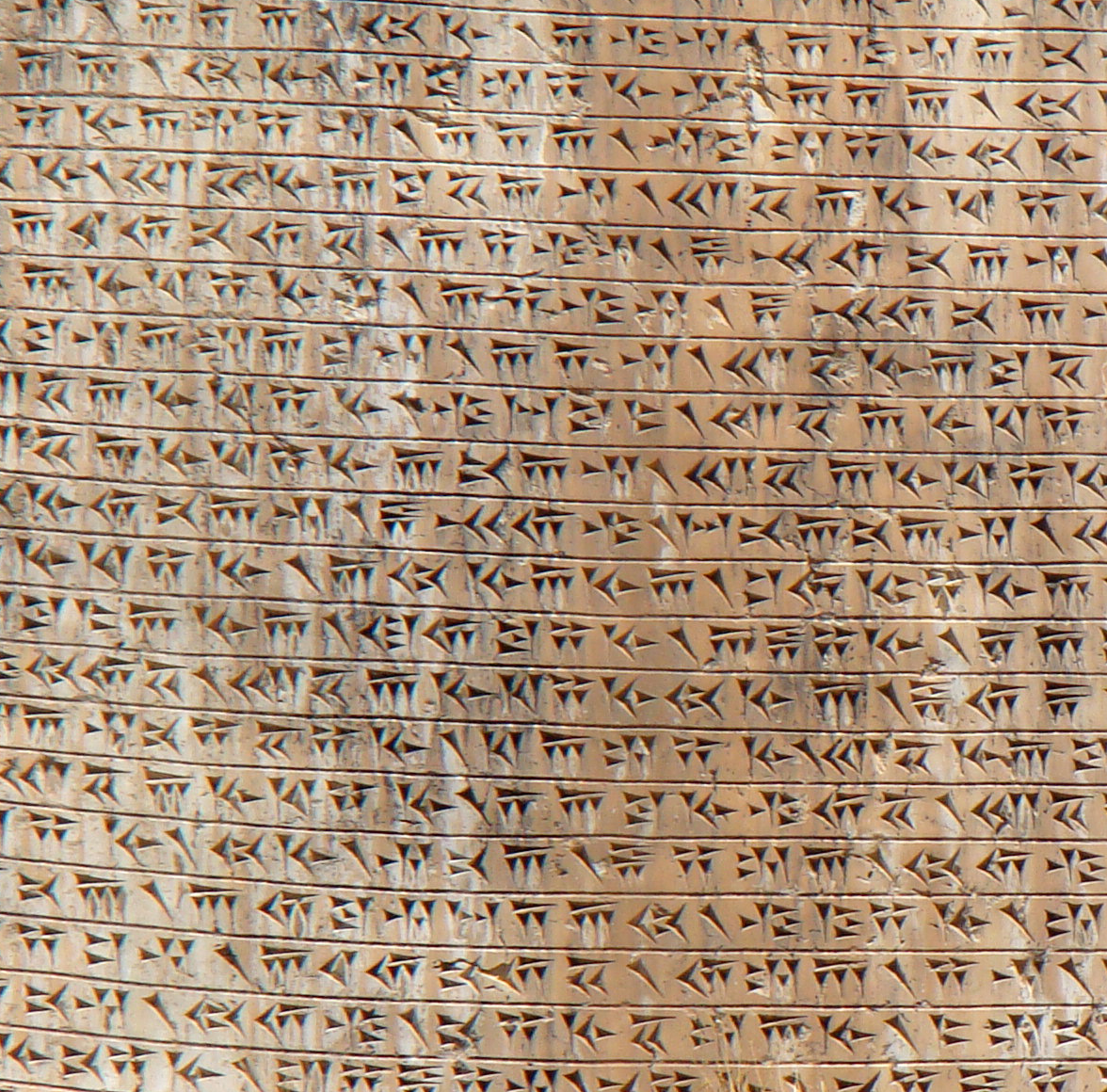
Bia khắc chữ hình nêm, miền đông Thổ Nhĩ Kỳ

Chữ viết đóng vai trò thiết yếu trong việc quản lý các thành phố, truyền đạt ý tưởng và lưu giữ thông tin. Chữ viết có lẽ đã phát sinh một cách độc lập tại ít nhất bốn nền văn minh cổ đại: Lưỡng Hà (3300 TCN), Ai Cập (khoảng 3250 TCN), Trung Quốc (1200 TCN) và vùng đất thấp Trung Bộ châu Mỹ (trước 650 TCN). Hệ thống chữ viết cổ xưa nhất là chữ hình nêm Lưỡng Hà, khởi đầu dưới dạng các ký hiệu tượng hình mô phỏng trực quan sự vật, rồi chúng dần được giản lược và mang tính trừu tượng hơn. Bên cạnh chữ hình nêm, một số hệ thống chữ viết cổ đại có sức ảnh hưởng lớn khác gồm chữ tượng hình Ai Cập và chữ Indus. Ở Trung Quốc, chữ viết được sử dụng lần đầu tiên dưới thời nhà Thương (1766–1045 TCN).
Giao thông vận tải được cải thiện nhờ các tuyến đường thủy bao gồm sông ngòi và biển cả, không chỉ giúp triển khai sức mạnh quân sự mà còn thúc đẩy sự trao đổi hàng hóa, tư tưởng và phát minh. Thời đại đồ đồng cũng chứng kiến sự ra đời của những công nghệ giao thông đường bộ mới, chẳng hạn như kỵ binh và xe chiến mã – giúp các đạo quân di chuyển mau lẹ hơn. Hoạt động thương mại ngày càng trở nên quan trọng khi các xã hội đô thị trao đổi hàng hóa chế tác để lấy nguyên liệu thô từ những vùng đất xa xôi, từ đó tạo nên các mạng lưới thương mại rộng lớn và đặt nền móng cho quá trình toàn cầu hóa sơ khai. Đơn cử, ngành sản xuất đồng điếu ở Tây Nam Á đòi hỏi phải nhập khẩu thiếc từ những nơi xa xôi như Anh.
Sự phát triển của các thành phố thường kéo theo sự hình thành của các nhà nước và đế quốc. Tại Ai Cập, ban đầu khu vực này được chia thành Thượng và Hạ Ai Cập. Tuy nhiên, đến khoảng năm 3100 TCN, toàn bộ thung lũng sông Nile đã được thống nhất dưới một vương triều duy nhất. Khoảng năm 2600 TCN, nền văn minh thung lũng sông Ấn đã xây dựng những thành phố lớn như Harappa và Mohenjo-daro. Lịch sử Lưỡng Hà gắn liền với những cuộc chiến triền miên giữa các thành bang, khiến quyền bá chủ thay đổi luân phiên từ thành phố này sang thành phố khác. Trong khoảng thời gian từ thế kỷ 25 đến thế kỷ 21 TCN, khu vực này chứng kiến sự trỗi dậy của các đế chế như Akkad và Tân Sumer. Tại đảo Crete, nền văn minh Minos đã thành hình vào khoảng năm 2000 TCN và được xem là nền văn minh đầu tiên của châu Âu.
Trong hàng thiên niên kỷ tiếp theo, các nền văn minh dần phát triển hưng thịnh trên khắp thế giới. Đến năm 1600 TCN, nền văn minh Mycenae ở Hy Lạp bắt đầu hình thành. Tuy nhiên, nó suy bại trong Thời kỳ đồ đồng muộn sụp đổ (Late Bronze Age collapse, khoảng 1300–1000 TCN) – một sự kiện làm rung chuyển nhiều nền văn minh quanh Địa Trung Hải. Tại Ấn Độ, thời kỳ Vệ Đà (1750–600 TCN) đã đặt nền móng cho nhiều khía cạnh văn hóa quan trọng, trong đó có sự ra đời của Ấn Độ giáo. Từ khoảng năm 550 TCN, nhiều vương quốc và nước cộng hòa độc lập gọi chung là Mahajanapadas đã hiện diện trên khắp tiểu lục địa Ấn Độ.

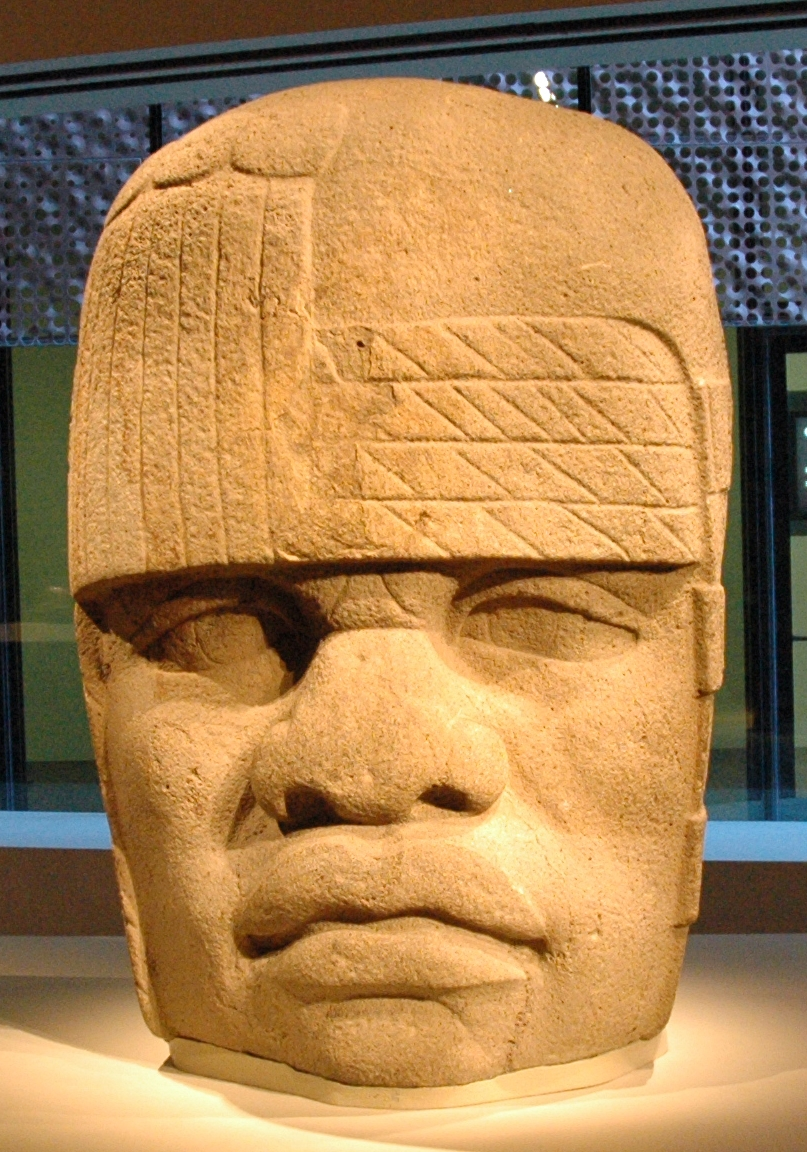
Đầu khổng lồ của người Olmec, hiện được trưng bày tại Bảo tàng Nhân học Xalapa

Những người nói nhóm ngôn ngữ Bantu bắt đầu mở rộng lãnh thổ ra khắp Trung Phi, Đông Phi và Nam Phi từ khoảng năm 3000 TCN cho đến năm 1000 Công nguyên (CN). Quá trình bành trướng này, cùng với những cuộc tiếp xúc giữa họ với các nhóm dân bản địa khác, đã dẫn tới sự thoái lui của người Pygmy và Khoisan khỏi vùng đất nguyên thủy của họ. Đồng thời, người Bantu còn góp phần lan tỏa mô hình nông nghiệp hỗn hợp và kỹ thuật luyện sắt trên khắp châu Phi hạ Sahara, tạo tiền đề cho sự hình thành của các nhà nước về sau.
Văn hóa Lapita xuất hiện tại quần đảo Bismarck (gần New Guinea) vào khoảng năm 1500 TCN và đã tiến hành định cư trên nhiều hòn đảo hoang sơ thuộc Châu Đại Dương xa xôi. Họ dần mở rộng phạm vi di trú của mình đến tận Samoa vào khoảng năm 700 TCN.
Tại châu Mỹ, nền văn hóa Norte Chico hình thành ở Peru vào khoảng năm 3100 TCN. Người Norte Chico đã xây dựng những công trình kiến trúc công cộng đồ sộ tại thành phố Caral, có niên đại từ năm 2627 TCN đến năm 1977 TCN. Chính thể Chavín sau này đôi khi được xem là nhà nước Andes đầu tiên, với trung tâm là khu phức hợp tôn giáo Chavín de Huantar. Một số nền văn hóa Andes quan trọng khác bao gồm Moche (nổi tiếng với các tác phẩm gốm sứ mô tả nhiều khía cạnh của đời sống thường nhật) và Nazca (nổi tiếng với những hình vẽ khổng lồ trên sa mạc được gọi là đường Nazca). Tại Trung Bộ châu Mỹ, nền văn minh Olmec phát triển vào khoảng năm 1200 TCN và được biết đến với những bức tượng đầu người khổng lồ được chạm khắc từ đá bazan. Họ còn phát minh ra lịch Trung Bộ châu Mỹ (Mesoamerican calendar), về sau được các nền văn hóa như Maya và Teotihuacan kế thừa và sử dụng. Trong khi đó, xã hội ở Bắc Mỹ chủ yếu là những cộng đồng săn bắn hái lượm có tính bình đẳng, kết hợp khẩu phần ăn của họ với các loài thực vật thuộc Tổ hợp Nông nghiệp miền Đông Hoa Kỳ. Họ cũng xây dựng các công trình đắp đất như Watson Brake (4000 TCN) và Poverty Point (3600 TCN), cả hai đều tọa lạc ở bang Louisiana ngày nay.

### Thời kỳ Trục tâm

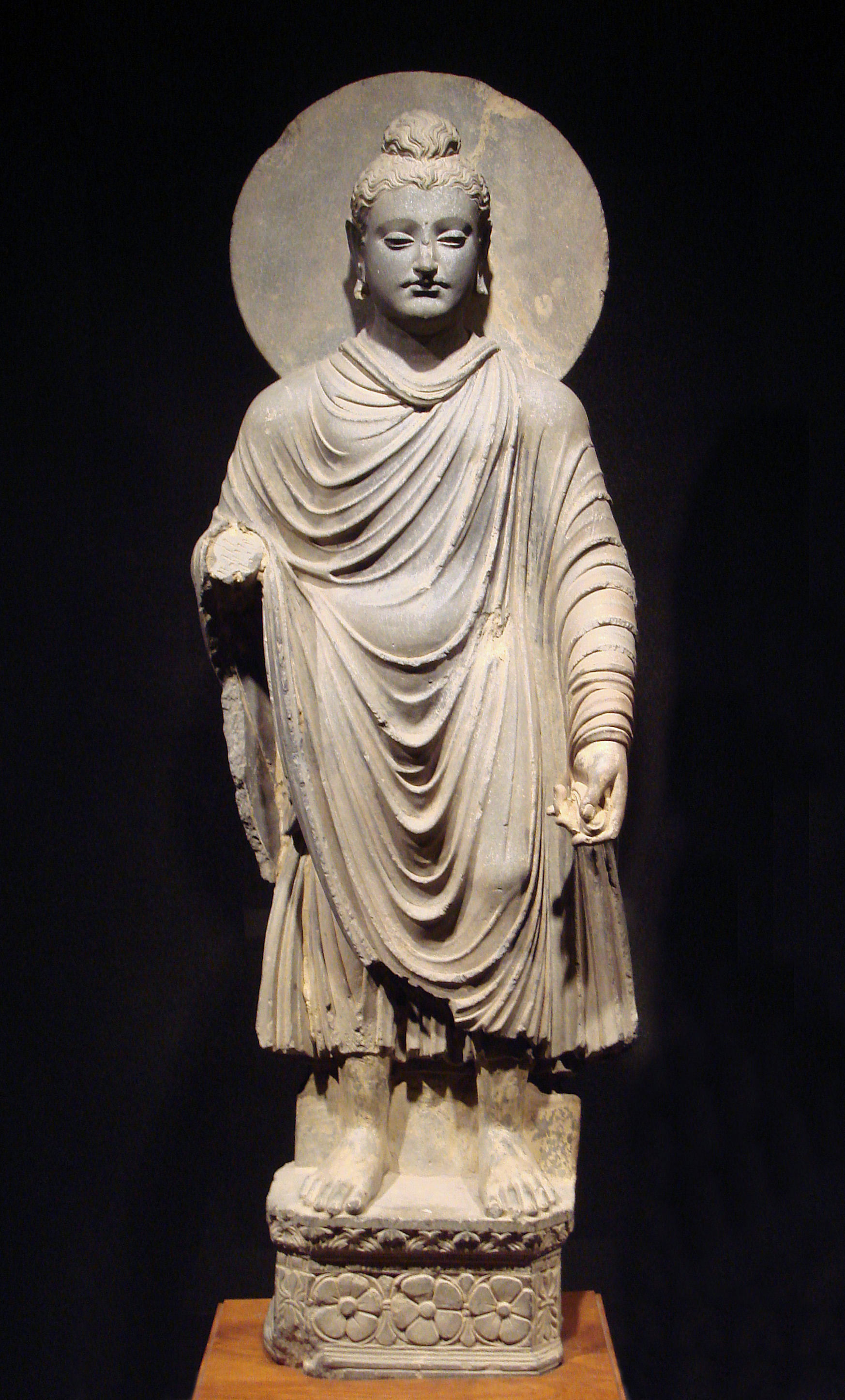
Tượng Phật đứng từ Gandhara, thế kỷ 2 CN

Từ năm 800 đến 200 TCN, thời kỳ Trục tâm chứng kiến sự ra đời của những tư tưởng triết học và tôn giáo mang tính đột phá, được phát triển một cách độc lập ở nhiều nơi khác nhau trên thế giới. Nho giáo của người Trung Quốc (người Hán), Phật giáo và Kỳ Na giáo của người Ấn Độ, cũng như thuyết độc thần của người Do Thái đều phát sinh trong giai đoạn này. Riêng Hỏa giáo của người Ba Tư tuy ra đời sớm hơn, có lẽ vào khoảng năm 1000 TCN, nhưng phải đến Thời đại Trục tâm mới được Đế quốc Achaemenid thể chế hóa. Những triết lý mới bắt đầu phát triển mạnh mẽ tại Hy Lạp vào thế kỷ 5 TCN, với đại diện tiêu biểu là các nhà tư tưởng như Plato và Aristotle. Năm 776 TCN, Thế vận hội đầu tiên được tổ chức, mở ra một giai đoạn lịch sử được gọi là "Cổ đại Hy-La". Đến năm 508 TCN, hệ thống chính quyền dân chủ đầu tiên trên thế giới được thiết lập tại Athens.
Những tư tưởng xuất hiện trong Thời đại Trục tâm đã định hình sâu sắc lịch sử tư tưởng và tôn giáo của nhân loại về sau. Nho giáo là một trong ba trường phái tư tưởng chủ đạo chi phối tư duy Trung Hoa, bên cạnh Đạo giáo và Pháp gia. Với tầm ảnh hưởng sâu rộng, Nho giáo không tìm kiếm đạo đức chính trị thông qua sức mạnh cưỡng chế của pháp luật mà nhấn mạnh vào giá trị truyền thống và tấm gương đạo đức của nhà cầm quyền để duy trì trật tự xã hội. Nho giáo sau này được truyền bá sang Triều Tiên và Nhật Bản. Phật giáo du nhập vào Trung Quốc khoảng thế kỷ 1 CN và nhanh chóng lan rộng khắp đất nước. Đến thế kỷ 7 CN, chỉ riêng miền bắc Trung Quốc đã có 30.000 ngôi chùa Phật giáo. Phật giáo dần trở thành tôn giáo chính ở nhiều khu vực thuộc Nam Á, Đông Nam Á và Đông Á. Trong khi đó, triết học Hy Lạp bắt đầu lan rộng khắp thế giới Địa Trung Hải và thậm chí vươn tới tận Ấn Độ kể từ thế kỷ 4 TCN, sau những cuộc chinh phạt của Alexander Đại đế xứ Macedon. Cả Kitô giáo lẫn Hồi giáo đều có nguồn gốc từ hệ thống tín ngưỡng của Do Thái giáo.

### Các đế quốc khu vực
Thiên niên kỷ từ năm 500 TCN đến năm 500 CN đã chứng kiến sự hình thành và phát triển của một loạt các đế quốc với quy mô chưa từng có trong lịch sử. Những đội quân chuyên nghiệp được huấn luyện bài bản, hệ tư tưởng thống nhất và bộ máy quan liêu tiên tiến đã tạo điều kiện cho các hoàng đế cai trị những lãnh địa rộng lớn với dân số có thể lên tới hàng chục triệu người. Bên cạnh đó, thương mại quốc tế cũng mở rộng, đáng chú ý nhất là các tuyến đường thương mại khổng lồ trên Địa Trung Hải, mạng lưới thương mại hàng hải trên Ấn Độ Dương và Con đường tơ lụa.

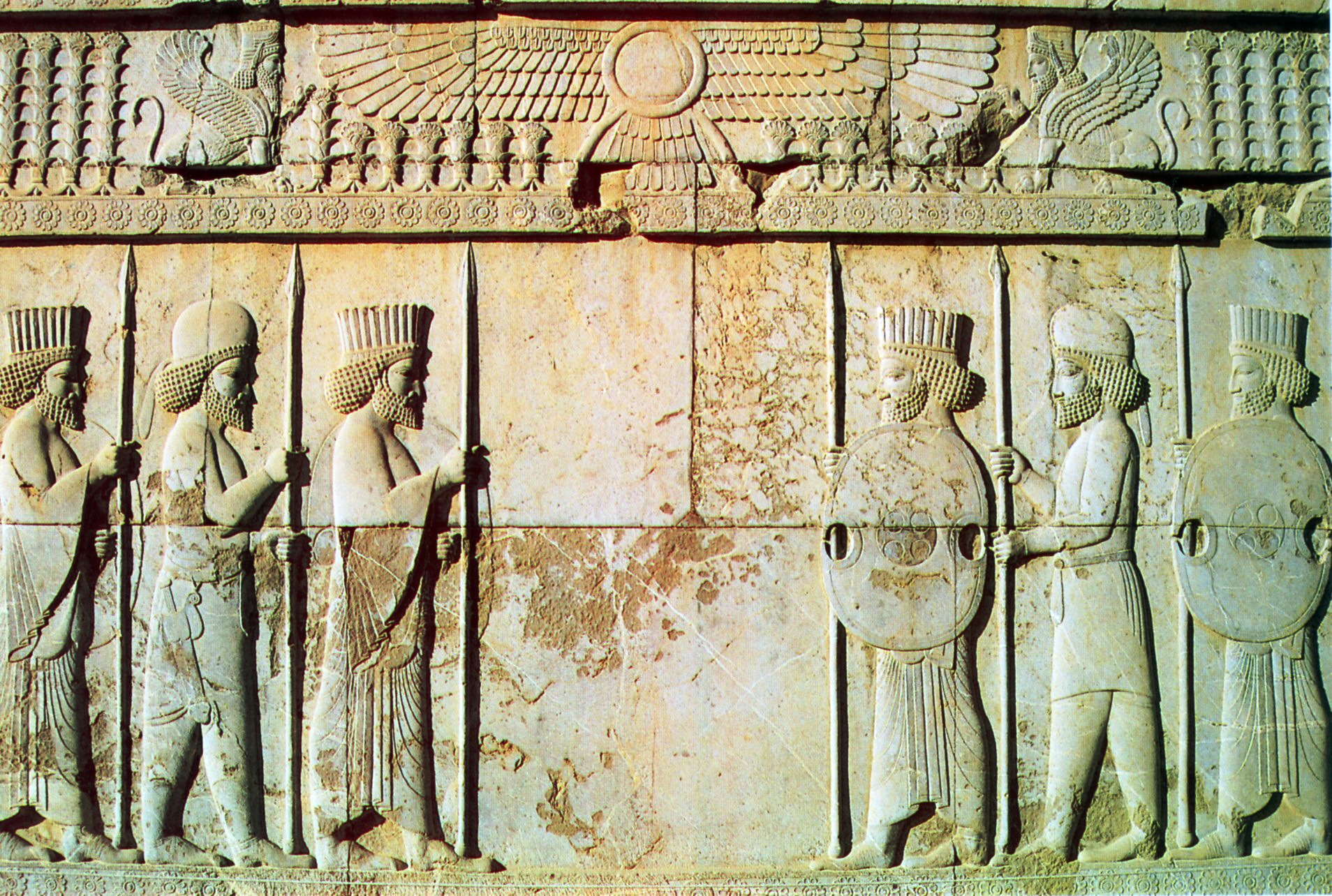
Bức chạm khắc hình ảnh binh lính Ba Tư và Media, Persepolis, Đế quốc Achaemenid, thế kỷ 5 TCN

Vương quốc Media đã góp phần tiêu diệt Đế quốc Assyria, phối hợp cùng với người Scythia du mục và người Babylon. Năm 612 TCN, kinh đô Nineveh của Assyria đã bị người Media cướp phá. Sau khi Đế quốc Media suy tàn, các nhà nước Iran kế cận lần lượt trỗi dậy bao gồm Achaemenid (550–330 TCN), Parthia (247 TCN – 224 CN) và Sassanid (224–651 CN).
Hai đế quốc lớn đã hình thành trên vùng đất mà ngày nay là Hy Lạp. Vào cuối thế kỷ 5 TCN, một số thành bang Hy Lạp đã ngăn chặn thành công bước tiến của Achaemenid Ba Tư vào châu Âu trong Chiến tranh Hy Lạp-Ba Tư. Thắng lợi của người Hy Lạp đã mở ra Thời kỳ hoàng kim của Athens – một giai đoạn rực rỡ trong lịch sử Hy Lạp cổ đại, đặt nền móng cho nhiều thành tựu quan trọng của nền văn minh phương Tây bao gồm cả những vở kịch sân khấu đầu tiên. Hệ quả của các cuộc chiến ấy là sự ra đời của Liên minh Delos vào năm 477 TCN, rồi sau đó phát triển thành Đế quốc Athens (454–404 TCN). Song Athens cuối cùng đã bị đánh bại bởi liên minh do Sparta lãnh đạo trong Chiến tranh Peloponnisos. Philip xứ Macedon đã thống nhất các thành bang Hy Lạp thành Liên minh Corinth và con trai ông Alexander Đại đế (356–323 TCN) đã gầy dựng một đế quốc rộng lớn trải dài từ Hy Lạp ngày nay đến tận Ấn Độ. Ngay sau khi Alexander băng hà, đế chế này nhanh chóng tan rã và bị chia cắt thành nhiều quốc gia kế vị. Quá trình đó dẫn đến sự ra đời của hàng loạt thành phố mới và sự lan tỏa mạnh mẽ của văn hóa Hy Lạp trên khắp các vùng lãnh thổ bị chinh phục, một hiện tượng được gọi là Hy Lạp hóa. Thời kỳ Hy Lạp hóa kéo dài từ sau cái chết của Alexander vào năm 323 TCN cho đến năm 31 TCN khi Ai Cập dưới triều Ptolemaios bị Đế quốc La Mã thôn tính.
Tại châu Âu, Cộng hòa La Mã được thành lập vào thế kỷ 6 TCN và bắt đầu bành trướng lãnh thổ vào thế kỷ 3 TCN. Trước đó, Đế quốc Carthage là thế lực thống trị vùng Địa Trung Hải, nhưng sau đó đã thất bại trong ba cuộc chiến tranh liên tiếp trước người La Mã. Cộng hòa La Mã dần chuyển mình thành Đế quốc La Mã – và đến thời Hoàng đế Augustus (63 TCN–14 CN) – đế chế này đã thiết lập quyền kiểm soát trên hầu hết khu vực Địa Trung Hải. Đế quốc tiếp tục mở rộng và đạt tới đỉnh cao quyền lực dưới thời Trajan (53–117 CN), kiểm soát một vùng đất rộng lớn từ Anh đến Lưỡng Hà. Hai thế kỷ tiếp theo được gọi là Pax Romana – một giai đoạn hòa bình, thịnh vượng và ổn định chính trị chưa từng có trên phần lớn lãnh thổ châu Âu. Kitô giáo, sau ba thế kỷ bị đàn áp, cuối cùng đã được Constantine I hợp pháp hóa vào năm 313 CN. Đến năm 380 CN, đạo Kitô trở thành tôn giáo chính thức duy nhất của Đế chế La Mã, trong khi Theodosius ban hành lệnh cấm các tôn giáo ngoại lai vào các năm 391–392 CN.
Ở Nam Á, Chandragupta Maurya lập ra Đế quốc Maurya (320–185 TCN), vương triều này phát triển cực thịnh dưới sự trị vì của Ashoka Đại đế. Từ thế kỷ 4 đến thế kỷ 6 CN, Đế quốc Gupta cai trị Ấn Độ và mở ra một giai đoạn được gọi là Thời kỳ Hoàng kim của Ấn Độ cổ đại. Sự ổn định mà Gupta mang lại đã tạo điều kiện thuận lợi cho sự phát triển rực rỡ của văn hóa Hindu và Phật giáo trong thế kỷ 4 và 5, cũng như thúc đẩy những bước tiến vượt bậc trong lĩnh vực khoa học và toán học. Ở Nam Ấn Độ, ba vương quốc Dravida hùng mạnh đã nổi lên: Chera, Chola và Pandya.

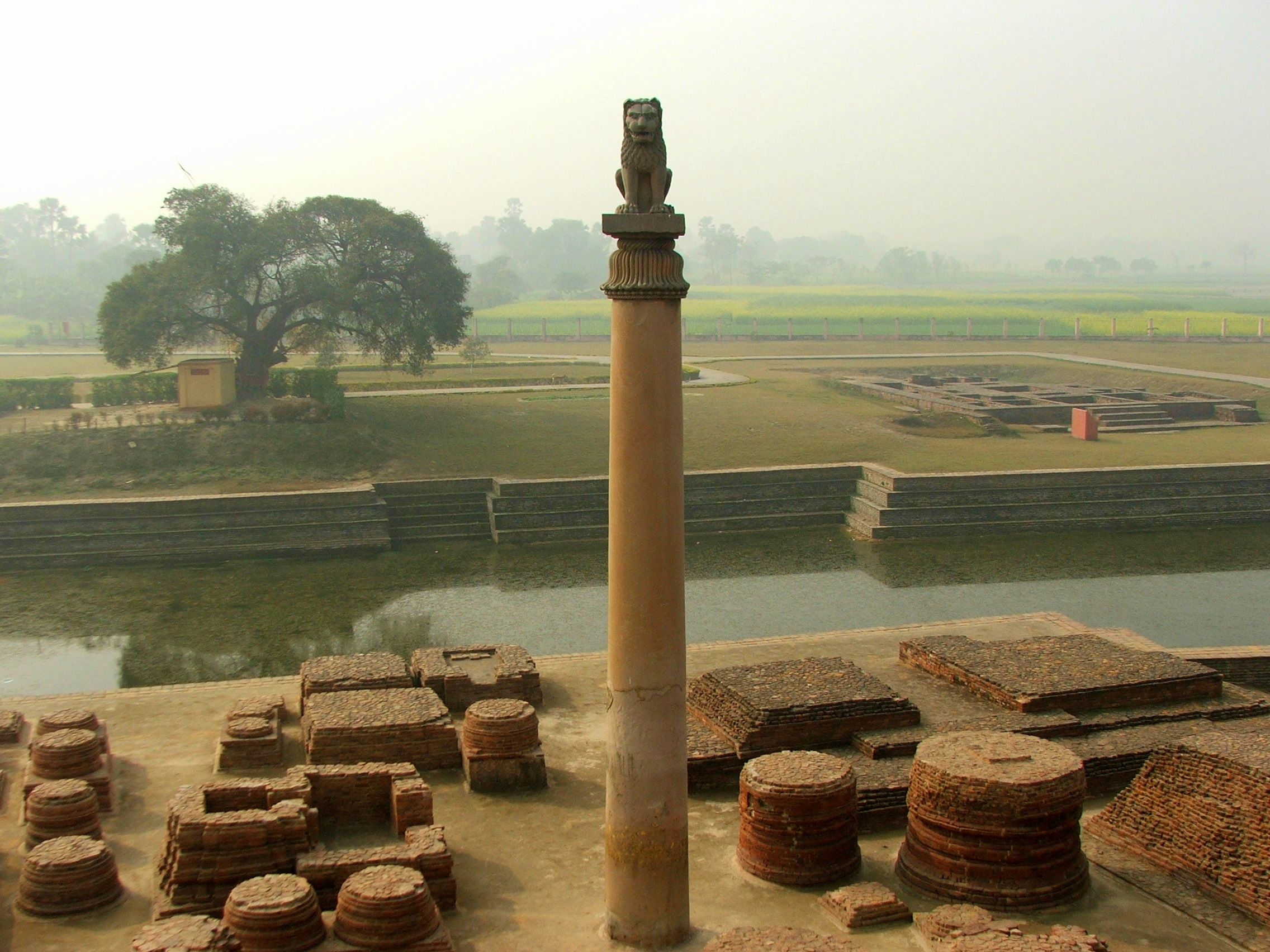
Cột đá được dựng lên bởi Ashoka, Hoàng đế Maurya của Ấn Độ

Tại Trung Quốc, Tần Thủy Hoàng đã chấm dứt thời kỳ Chiến Quốc đầy hỗn loạn bằng việc thống nhất toàn bộ Trung Hoa dưới triều đại nhà Tần (221–206 TCN). Là một người theo trường phái Pháp gia, Tần Thủy Hoàng đã thay thế chế độ quý tộc cha truyền con nối bằng cách xây dựng một hệ thống hành chính hiệu quả, trong đó đội ngũ quan lại được tuyển lựa dựa trên năng lực. Sự cai trị hà khắc của nhà Tần đã dẫn đến hàng loạt cuộc nổi dậy và cuối cùng là sự sụp đổ của triều đại này. Kế nghiệp nhà Tần là nhà Hán (202 TCN – 220 CN), vương triều đã kết hợp hệ thống hành chính Pháp gia với những tư tưởng Nho giáo. Nhà Hán có sức mạnh và tầm ảnh hưởng ngang hàng với Đế quốc La Mã nằm ở phía bên kia của Con đường tơ lụa. Nhờ vào sự thịnh vượng kinh tế, triều Hán đã mở rộng và chinh phục nhiều vùng đất rộng lớn thuộc Mông Cổ, Trung Á, Mãn Châu, Triều Tiên và miền Bắc Việt Nam. Giống như các đế chế khác trong thời cổ đại, Trung Quốc thời Hán đã đạt được những thành tựu vượt bậc trong các lĩnh vực chính phủ, giáo dục, khoa học và công nghệ. Người Hán đã phát minh ra la bàn, một trong Tứ đại phát minh của Trung Hoa.

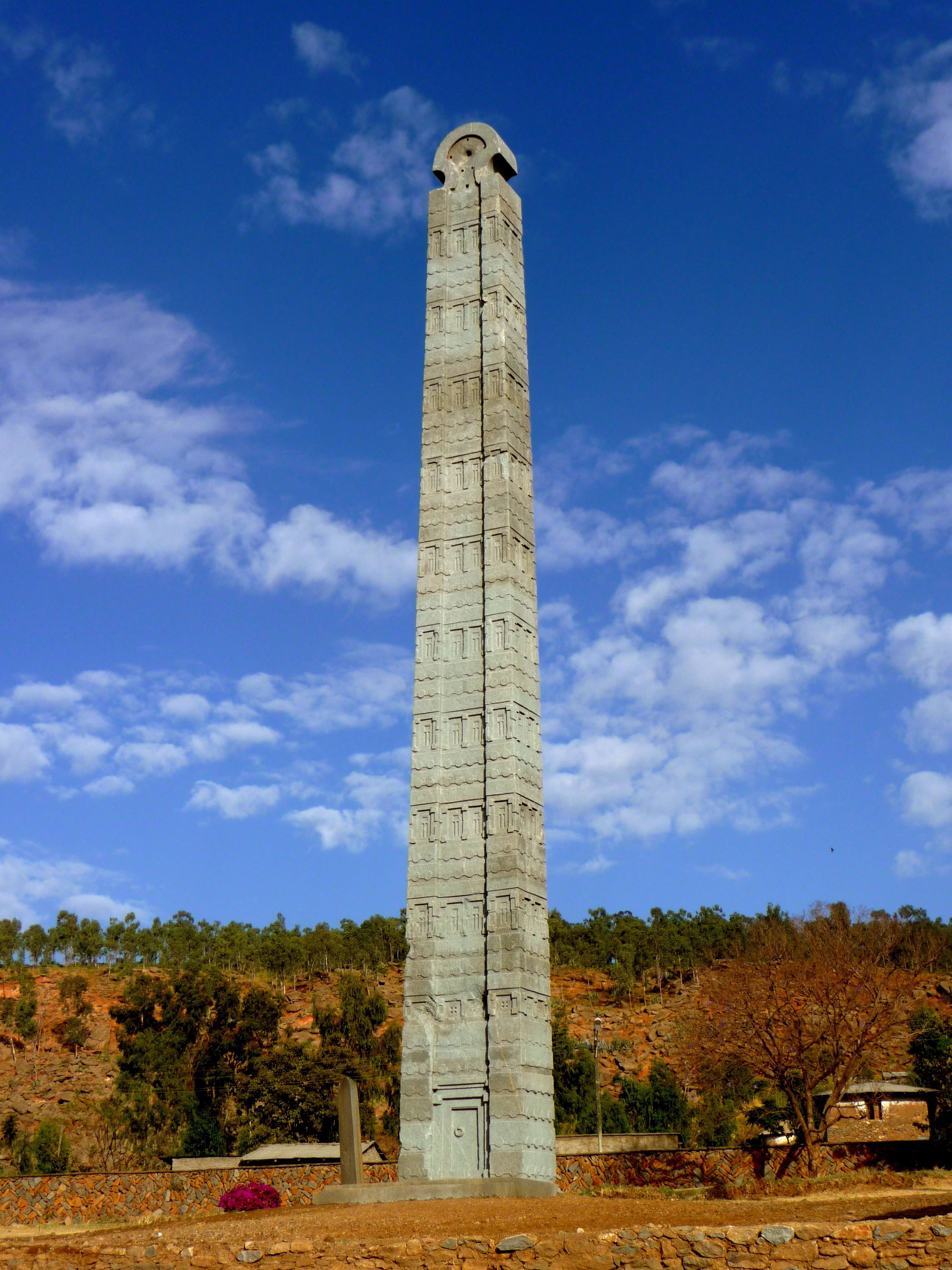
Cột đá Axum, Ethiopia

Ở châu Phi, Vương quốc Kush phát triển phồn thịnh nhờ vào mối quan hệ giao thương với cả Ai Cập lẫn khu vực hạ Sahara. Kush từng cai trị Ai Cập với tư cách là Vương triều thứ Hai Mươi Lăm từ năm 712 đến năm 650 TCN, sau đó tiếp tục tồn tại như một quốc gia nông nghiệp và thương mại với trung tâm đặt tại thành phố Meroë cho đến thế kỷ 4 CN. Vương quốc Aksum, với trung tâm nằm ở khu vực nay là Ethiopia, đã tự khẳng định vị thế của mình vào thế kỷ 1 CN như một đế chế thương mại hùng mạnh. Aksum không chỉ chi phối những vùng lân cận như Nam Ả Rập và Kush, mà còn kiểm soát các tuyến giao thương trên Biển Đỏ. Vương quốc này thậm chí còn đúc tiền riêng và dựng lên những bia đá nguyên khối khổng lồ để đánh dấu các lăng mộ của hoàng đế.
Tại châu Mỹ, các đế quốc khu vực hùng mạnh cũng đã được hình thành, phát sinh từ những nền văn hóa xuất hiện từ khoảng năm 2500 TCN. Ở Trung Bộ châu Mỹ, nhiều xã hội tiền Columbus rộng lớn đã được kiến lập, nổi bật nhất là nền văn minh Zapotec (700 TCN – 1521 CN) và nền văn minh Maya. Người Maya đạt đến đỉnh cao phát triển trong thời kỳ Cổ điển Trung Bộ châu Mỹ (Mesoamerican classic period, k. 250–900 CN), nhưng nền văn minh của họ vẫn tiếp tục tồn tại và phát triển trong suốt thời kỳ trung đại. Các thành bang Maya dần gia tăng về số lượng và tầm quan trọng, đồng thời văn hóa Maya lan rộng khắp bán đảo Yucatán và các khu vực lân cận. Người Maya đã phát triển hệ thống chữ viết riêng và là một trong những nền văn minh sớm nhất áp dụng khái niệm số 0 trong toán học. Ở phía tây Maya, cụ thể tại miền trung Mexico, thành phố Teotihuacan trở nên phồn thịnh nhờ vào việc kiểm soát hoạt động buôn bán hắc diện thạch. Quyền lực của Teotihuacan đạt đỉnh vào khoảng năm 450 CN, khi dân số của nó dao động từ 125.000 đến 150.000 người, biến nơi đây trở thành một trong những thành phố lớn nhất thế giới thời bấy giờ.
Công nghệ phát triển không đồng đều trong thế giới cổ đại. Đã có những giai đoạn chứng kiến sự tiến bộ vượt bậc về công nghệ, chẳng hạn như thời kỳ Hy-La ở khu vực Địa Trung Hải. Khoa học, công nghệ và toán học của Hy Lạp thường được cho là đã đạt đến đỉnh cao trong thời kỳ Hy Lạp hóa, được minh chứng qua những phát minh tiêu biểu như Cỗ máy Antikythera. Dẫu vậy, cũng có những giai đoạn công nghệ bị chững lại và suy thoái, chẳng hạn như sự suy vong của Đế quốc La Mã rồi sau đó là thời kỳ đầu Trung Cổ. Hai trong số những phát minh quan trọng nhất là giấy (Trung Quốc vào thế kỷ 1 và 2 CN) và bàn đạp (Ấn Độ vào thế kỷ 2 TCN và Trung Á vào thế kỷ 1 CN), cả hai đều lan rộng khắp thế giới. Người Trung Quốc đã học cách sản xuất lụa và xây dựng những công trình kỹ thuật khổng lồ như Vạn Lý Trường Thành và Đại Vận Hà. Người La Mã cũng là những kiến trúc sư tài ba với việc phát minh ra bê tông, hoàn thiện kỹ thuật xây vòm trong kiến trúc và tạo ra hệ thống cầu dẫn nước giúp vận chuyển nước qua những quãng đường dài đến các trung tâm đô thị.
Hầu hết xã hội cổ đại đều duy trì chế độ nô lệ, trong đó chế độ này đặc biệt phổ biến tại Athens và Rome, nơi mà nô lệ chiếm một tỷ lệ lớn dân số và đóng vai trò trụ cột trong nền kinh tế. Bên cạnh đó, chế độ phụ quyền cũng là một đặc điểm nổi bật, khi nam giới nắm giữ nhiều quyền lực chính trị và kinh tế hơn phụ nữ.

### Thăng trầm và hồi sinh

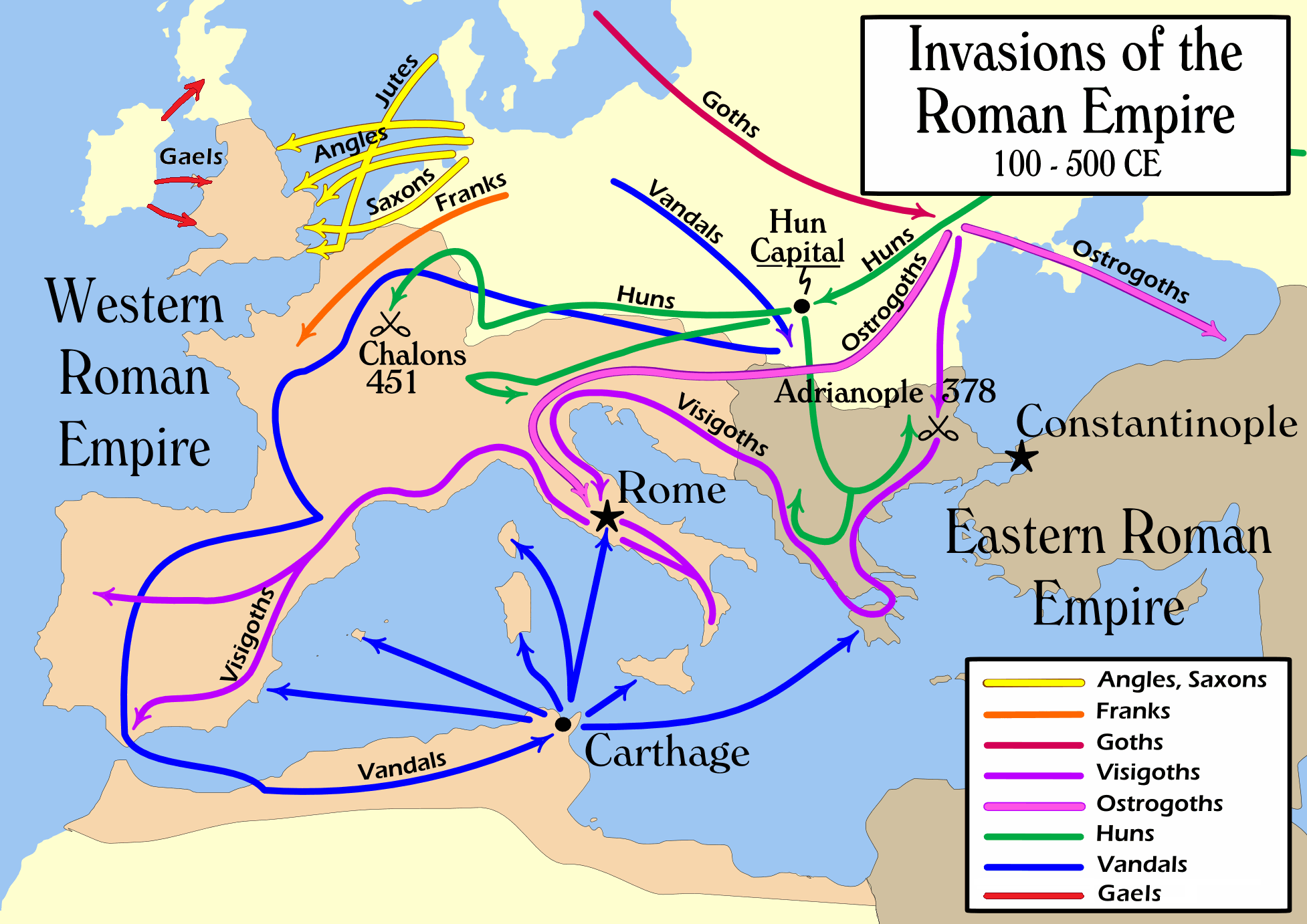
Những cuộc di cư ở châu Âu chủ yếu do các dân tộc German tiến hành, thế kỷ 2–6

Các đế quốc cổ đại đều phải đối mặt với những vấn đề chung liên quan đến việc duy trì đội quân khổng lồ và vận hành bộ máy quan liêu tập trung. Tại La Mã và Trung Hoa thời Hán, chính quyền dần suy yếu, trong khi áp lực từ các bộ tộc man di ở biên giới càng làm trầm trọng thêm quá trình tan rã nội bộ. Nhà Hán sụp đổ vào năm 220 CN, mở ra thời kỳ Tam Quốc – trong khi Đế chế La Mã đương thời cũng dần trở nên phân quyền và cát cứ, dẫn đến Khủng hoảng thế kỷ thứ Ba. Từ vùng thảo nguyên Á-Âu, các bộ tộc du mục cưỡi ngựa đã thống trị phần lớn lục địa. Sự phát triển của bàn đạp cùng với chiến thuật sử dụng kỵ xạ đã biến những người du mục trở thành mối đe dọa thường trực đối với các nền văn minh định cư.
Vào thế kỷ 4 CN, Đế quốc La Mã bị chia tách thành hai khu vực Đông và Tây, mỗi bên thường do một hoàng đế riêng cai trị. Đế quốc Tây La Mã thất thủ vào năm 476 CN dưới ảnh hưởng của các dân tộc German, khi Odoacer lên nắm quyền trong bối cảnh Giai đoạn Di cư của sắc dân này. Trong khi đó, Đế quốc Đông La Mã (hay còn gọi là Đế quốc Byzantine) thì tồn tại lâu dài hơn. Tại Trung Quốc, các hoàng triều nối tiếp nhau hưng thịnh rồi suy tàn, nhưng trái ngược hoàn toàn với thế giới Địa Trung Hải và châu Âu, sự thống nhất chính trị vẫn luôn được khôi phục. Sau khi nhà Đông Hán sụp đổ và thời kỳ Tam Quốc kết thúc, các bộ tộc du mục từ phương bắc bắt đầu tràn vào lãnh thổ Trung Hoa, buộc nhiều người Hán phải di cư xuống phía nam.

## Thời kỳ trung đại

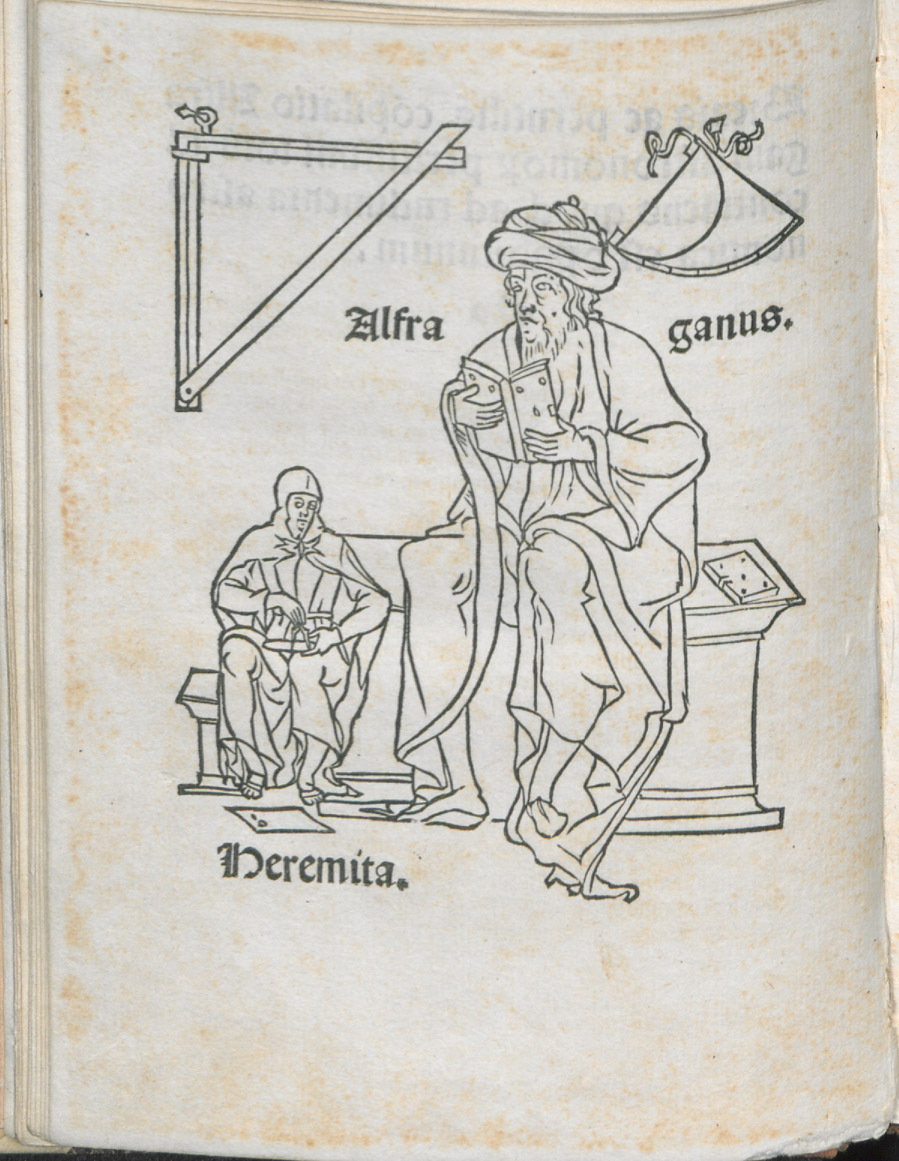
Chân dung Alfraganus trong tác phẩm Compilatio astronomica xuất bản năm 1493. Từ trước thế kỷ 9, các nhà thiên văn học Hồi giáo đã bắt đầu sưu tầm và dịch thuật các văn bản thiên văn học từ Ấn Độ, Ba Tư và Hy Lạp, đồng thời bổ sung thêm những tri thức thiên văn của riêng mình, qua đó tạo điều kiện để thiên văn học châu Âu về sau phát triển dựa trên nền tảng ấy. Điều này tiêu biểu cho thời kỳ trung đại – một giai đoạn chứng kiến sự phát triển vượt bậc của nền văn hóa học thuật liên vùng, đặc biệt trong lĩnh vực khoa học với việc các phương pháp khoa học được lan tỏa và không ngừng hoàn thiện.

Thời kỳ trung đại, kéo dài từ khoảng năm 500 đến 1500 CN, được đánh dấu bởi sự trỗi dậy và lan tỏa của những tôn giáo lớn trong khi nền văn minh mở rộng đến nhiều vùng đất mới trên thế giới và hoạt động giao thương giữa các xã hội ngày càng trở nên sôi động. Từ thế kỷ 10 đến thế kỷ 13, Thời kỳ ấm Trung cổ ở bán cầu Bắc đã tạo điều kiện thuận lợi cho nông nghiệp phát triển, dẫn đến sự gia tăng dân số tại nhiều khu vực thuộc châu Âu và châu Á. Sau đó là Thời kỳ băng hà nhỏ – cùng với các dịch bệnh trong thế kỷ 14 – đã khiến dân số Á-Âu suy giảm nghiêm trọng. Những phát minh quan trọng trong thời trung đại bao gồm thuốc súng, súng hỏa mai và kỹ thuật in ấn, tất cả đều có nguồn gốc từ Trung Quốc.
Thời kỳ trung đại bao gồm các sự kiện nổi bật như những cuộc chinh phục ban đầu của người Hồi giáo, Thời đại hoàng kim của Hồi giáo và sự khởi đầu cũng như mở rộng của hoạt động buôn bán nô lệ Ả Rập. Theo sau là các cuộc xâm lược của Mông Cổ và sự thành lập của Đế quốc Ottoman. Nam Á trải qua sự thống trị của nhiều vương quốc trung gian trước khi chứng kiến sự thành lập của các đế chế Hồi giáo tại Ấn Độ.
Tại Tây Phi, Đế quốc Mali và Đế quốc Songhai lần lượt trỗi dậy. Ở vùng duyên hải phía đông nam châu Phi, các thương cảng Ả Rập được thiết lập – nơi diễn ra hoạt động giao dịch vàng, gia vị và nhiều loại hàng hóa khác. Điều này giúp châu Phi hội nhập vào hệ thống thương mại Đông Nam Á, mở ra cơ hội tiếp xúc với châu Á và góp phần hình thành nên văn hóa Swahili.
Trung Quốc đã trải qua các triều đại nối tiếp nhau tương đối liên tục bao gồm Tùy, Đường, Tống, Nguyên và giai đoạn đầu của triều Minh. Các tuyến thương mại ở Trung Đông dọc theo Ấn Độ Dương và Con đường tơ lụa băng qua sa mạc Gobi đã tạo ra sự giao lưu kinh tế và văn hóa dù còn hạn chế giữa các nền văn minh châu Á với châu Âu. Cùng thời điểm, những nền văn minh ở châu Mỹ như Mississippian, Aztec, Maya và Inca đã đạt tới đỉnh cao phát triển của mình.

### Đại Trung Đông

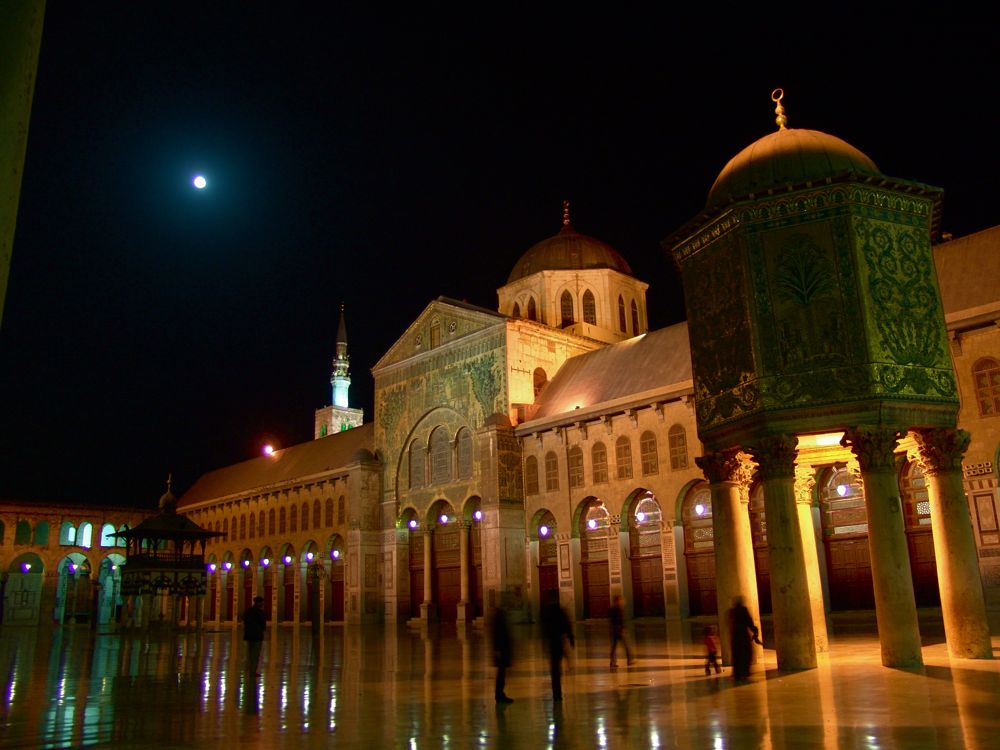
Nhà thờ Hồi giáo Umayyad ở Damascus

Trước khi Hồi giáo xuất hiện vào thế kỷ thứ 7, Trung Đông bị chi phối bởi Đế quốc Byzantine và Đế quốc Sasanian, hai bên thường xuyên chạm trán nhau để giành quyền chiếm hữu một số vùng lãnh thổ tranh chấp. Đây không chỉ là một cuộc chiến quân sự mà còn là sự cạnh tranh văn hóa, khi văn hóa Kitô giáo Byzantine đối đầu với các truyền thống Hỏa giáo Ba Tư. Việc Hồi giáo ra đời đã đánh dấu sự trỗi dậy của một thế lực mới, nhanh chóng vượt mặt cả hai đế chế này.
Muhammad, người sáng lập Hồi giáo, đã khởi xướng các cuộc chinh phục ban đầu của người Hồi giáo vào thế kỷ thứ 7. Ông dựng lên một chính thể thống nhất mới tại bán đảo Ả Rập và nhanh chóng bành trướng lãnh thổ dưới triều đại Rashidun và Umayyad, đạt đỉnh cao với việc thiết lập quyền cai trị của người Hồi giáo trên ba châu lục (Á, Phi và Âu) vào năm 750 CN. Triều đại Abbasid kế cận đã chèo lái Thời đại hoàng kim của Hồi giáo – một kỷ nguyên rực rỡ về tri thức, khoa học và sáng tạo – nơi triết học, nghệ thuật và văn học phát triển mạnh mẽ. Các học giả Hồi giáo đã lưu giữ và tổng hợp những tinh hoa tri thức từ Hy Lạp và Ba Tư cổ đại, tiếp thu kỹ thuật sản xuất giấy từ Trung Quốc và hệ đếm thập phân theo vị trí từ Ấn Độ. Đồng thời, họ còn có những đóng góp quan trọng mang tính nguyên bản trong nhiều lĩnh vực khác nhau, chẳng hạn như sự phát triển của đại số do Al-Khwarizmi khởi xướng và hệ thống triết học toàn diện của Avicenna. Nền văn minh không chỉ mở rộng qua các cuộc chinh phục mà còn nhờ vào nền kinh tế thương mại sôi động. Nhiều thương nhân mang theo cả hàng hóa lẫn đức tin Hồi giáo đến các khu vực như Trung Quốc, Ấn Độ, Đông Nam Á và châu Phi.
Sự thống trị của người Ả Rập tại Trung Đông chấm dứt vào giữa thế kỷ 11 khi người Seljuk, một nhánh của người Turk, di cư từ vùng đất tổ tiên của họ ở phía bắc xuống phía nam. Người Seljuk về sau phải đối mặt với sức ép từ châu Âu trong Thập tự chinh – một loạt các cuộc chiến tranh tôn giáo nhằm mục đích đẩy lùi sự hiện diện của người Hồi giáo và tái kiểm soát Đất Thánh. Song các cuộc Thập tự chinh rốt cuộc đã không đạt được mục tiêu đề ra mà ngược lại còn làm suy yếu Đế quốc Byzantine, đặc biệt là sau vụ cướp phá Constantinople vào năm 1204. Đầu thế kỷ 13, một làn sóng xâm lược mới xuất hiện khi người Mông Cổ quét qua khu vực này nhưng cuối cùng họ đã bị lu mờ bởi người Turk và sự thành lập của Đế quốc Ottoman tại vùng đất nay là Thổ Nhĩ Kỳ vào khoảng năm 1299.
Vào thế kỷ 7, Bắc Phi chứng kiến sự lụi tàn của Châu Phi thuộc Byzantine và các vương quốc Berber trong những cuộc chinh phục ban đầu của người Hồi giáo. Từ thế kỷ 10, các vùng lãnh thổ châu Phi thuộc vương triều Abbasid dần bị thâu tóm bởi vương triều Fatimid, với trung tâm quyền lực đặt tại Ai Cập. Sau đó, nhà Fatimid bị thay thế bởi vương triều Ayyubid vào thế kỷ 12, rồi kế tục là vương triều Mamluk vào thế kỷ 13. Ở vùng Maghreb và Tây Sahara, vương triều Almoravid đã thống trị từ thế kỷ 11, nhưng về sau bị sáp nhập vào Đế quốc Almohad vào thế kỷ 12. Sự sụp đổ của nhà Almohad đã mở đường cho sự hình thành của nhiều triều đại mới như Marinid ở Morocco, Zayyanid ở Algeria và Hafsid ở Tunisia.
Khu vực Caucasus từng là chiến trường của hàng loạt cuộc chiến tranh giữa Đế chế Byzantine và Đế chế Sasanian. Tuy nhiên, hai cường quốc đối địch nói trên dần kiệt quệ do các cuộc xung đột liên miên. Điều này tạo điều kiện cho nhà Rashidun dễ dàng mở rộng lãnh thổ vào nơi đây trong các cuộc chinh phục ban đầu của người Hồi giáo. Vào thế kỷ 11, người Seljuk đã thảo phạt Armenia và Gruzia. Tiếp đến, người Mông Cổ xâm lược Caucasus vào thế kỷ 13.
Những người du mục từ vùng thảo nguyên Trung Á tiếp tục là mối đe dọa cho các xã hội định cư trong thời kỳ trung đại, nhưng chính họ cũng phải đối mặt với những cuộc xâm lấn từ người Ả Rập và Trung Quốc. Trung Quốc mở rộng lãnh thổ vào Trung Á trong thời nhà Tùy (581–618). Tại đây, người Trung Quốc đụng độ với các bộ tộc du mục người Turk, nhóm dân tộc đang dần trở thành thế lực chi phối trong khu vực. Ban đầu mối quan hệ giữa hai bên chủ yếu mang tính hợp tác – nhưng tới năm 630, nhà Đường phát động cuộc tấn công chống lại người Turk và chiếm lĩnh nhiều vùng thuộc sa mạc Ordos. Sang thế kỷ 8, đạo Hồi bắt đầu thâm nhập vào Trung Á và nhanh chóng trở thành tôn giáo chủ đạo của phần lớn dân cư, mặc dầu Phật giáo vẫn duy trì vị thế vững chắc ở phía đông khu vực. Từ thế kỷ 9 đến thế kỷ 13, Trung Á bị chia cắt giữa nhiều quốc gia hùng mạnh bao gồm Đế quốc Samanid, Seljuk và Khwarazmian. Các nhà nước này sau đó bị người Mông Cổ khuất phục vào thế kỷ 13. Năm 1370, Thiếp Mộc Nhi, một lãnh tụ người Turk kế thừa truyền thống quân sự Mông Cổ, đã chinh phục hầu hết khu vực và gây dựng nên Đế quốc Timurid. Mặc dù đế chế rộng lớn này sụp đổ không lâu sau khi Thiếp Mộc Nhi qua đời, các hậu duệ của ông vẫn duy trì quyền kiểm soát một vùng lãnh thổ trọng yếu bao gồm cả Trung Á và Iran. Họ đã lãnh đạo thời kỳ Phục hưng Timurid, nổi bật với sự phát triển rực rỡ của nghệ thuật và kiến trúc.

### Châu Âu

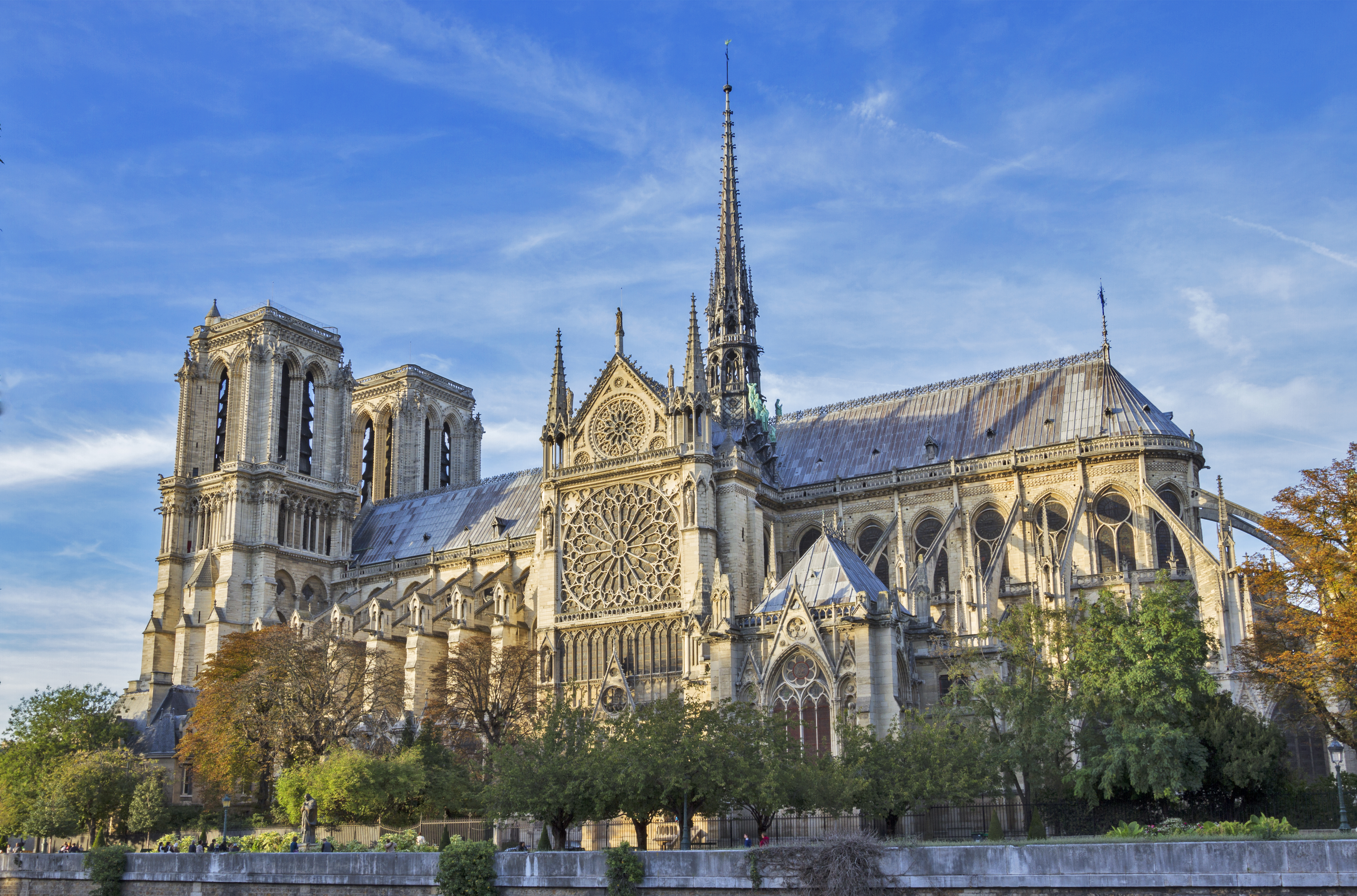
Nhà thờ Đức Bà Paris, Pháp

Ít nhất từ thế kỷ 4, Kitô giáo đã đóng vai trò then chốt trong việc định hình văn hóa, hệ giá trị và các thiết chế của nền văn minh phương Tây, trước tiên thông qua Công giáo và sau đó là Kháng Cách. Châu Âu trong Sơ kỳ Trung Cổ được đặc trưng bởi sự suy giảm dân số, quá trình phi đô thị hóa (deurbanization) và làn sóng xâm lược của các bộ tộc man di, tất cả đều bắt đầu từ Hậu kỳ cổ đại. Những tộc người xâm lăng này đã dựng lên các vương quốc mới của riêng họ trên tàn tích của Đế quốc Tây La Mã. Dẫu có những thay đổi đáng kể trong cấu trúc xã hội và chính trị, nhưng hầu hết vương quốc mới đều duy trì và tiếp thu các thiết chế sẵn có của La Mã. Kitô giáo lan rộng khắp Tây Âu, dẫn đến sự ra đời của nhiều tu viện. Vào thế kỷ 7 và 8, người Frank dưới triều đại Carolingian đã xây dựng một đế quốc bao trùm phần lớn Tây Âu. Song đến thế kỷ 9, đế chế này suy yếu và tan rã trước áp lực từ những cuộc xâm lược mới của người Viking, người Magyar và người Ả Rập. Nó về sau bị chia cắt thành Tây Francia và Đông Francia, hai khu vực này lần lượt phát triển thành nước Pháp thời Trung Cổ và Đế quốc La Mã Thần thánh (tức nước Đức thời Trung Cổ). Trong thời kỳ Carolingian, các nhà thờ đã phát triển một hệ thống ký âm gọi là neume – đây là nền tảng của hệ thống ký âm hiện đại ngày nay. Song song đó, Kievan Rus' – với thủ đô đặt tại Kiev – đã mở rộng lãnh thổ và trở thành quốc gia lớn nhất châu Âu vào thế kỷ 10. Năm 988, Vladimir Đại đế chọn Chính thống giáo Đông phương làm quốc giáo của Kievan Rus'.

Chữ cái đầu lồng ghép sử hoạ của Pháp từ thế kỷ 13 mô tả ba giai tầng trong xã hội Trung Cổ: những người cầu nguyện (tăng lữ), những người chiến đấu (hiệp sĩ) và những người lao động (tá điền)

Trong Trung kỳ Trung Cổ, bắt đầu sau năm 1000, dân số châu Âu gia tăng nhờ những đổi mới trong công nghệ và nông nghiệp giúp thúc đẩy thương mại phát triển và nâng cao năng suất cây trồng. Việc thiết lập hệ thống phong kiến đã tác động sâu sắc tới cấu trúc xã hội thời Trung Cổ. Hệ thống này bao gồm chế độ trang viên (tổ chức tá điền thành các làng mạc, nơi họ phải nộp tô thuế và thực hiện nghĩa vụ lao động cho giới quý tộc) và chế độ chư hầu (một cấu trúc chính trị mà trong đó các hiệp sĩ và quý tộc cấp thấp phải phục vụ quân sự cho lãnh chúa của mình, đổi lại họ được hưởng quyền thu tô từ đất đai và điền trang). Sau sự tan rã của Đế quốc Carolingian, vốn gây ra những ảnh hưởng phân quyền sâu sắc, các vương quốc vương quốc dần trở nên tập trung hóa hơn. Năm 1054, sự kiện Đại Ly Giáo giữa Giáo hội Công giáo và Giáo hội Chính thống giáo Đông phương đã tạo nên những khác biệt văn hóa rõ rệt giữa Tây Âu và Đông Âu. Thập tự chinh là một loạt các cuộc chiến tranh tôn giáo do Kitô hữu phát động nhằm giành lại quyền kiểm soát Đất Thánh từ tay người Hồi giáo. Những cuộc chiến nói trên đã đạt được thành công trong một khoảng thời gian đủ dài để dựng lên một số quốc gia Thập tự chinh tại vùng Levant. Trong giai đoạn này, các thương nhân Ý đã đưa nô lệ đến để làm việc trong các hộ gia đình hoặc trong ngành chế biến đường. Đời sống trí thức được đánh dấu bằng sự phát triển của chủ nghĩa kinh viện và sự ra đời của các trường đại học, trong khi việc xây dựng các nhà thờ và thánh đường theo phong cách Gothic được coi là một trong những thành tựu nghệ thuật nổi bật nhất của thời đại. Thời kỳ Trung Cổ còn chứng kiến quá trình đô thị hóa bền vững đầu tiên tại Bắc và Tây Âu, kéo dài cho đến khi thời kỳ cận đại bắt đầu vào thế kỷ 16.
Năm 1236, người Mông Cổ tràn vào châu Âu và chinh phục Kievan Rus', cũng như tiến hành các cuộc xâm lược ngắn ngủi vào Ba Lan và Hungary. Litva tuy có hợp tác với người Mông Cổ nhưng vẫn duy trì được nền độc lập và đã thành lập liên minh cá nhân với Ba Lan vào cuối thế kỷ 14. Hậu kỳ Trung Cổ được ghi dấu bởi những khó khăn và tai họa nghiêm trọng. Nạn đói, bệnh dịch và chiến tranh đã tàn phá dân số Tây Âu. Đặc biệt, Cái Chết Đen là một trong những đại dịch chết chóc nhất trong lịch sử nhân loại, cướp đi sinh mạng của khoảng 75 đến 200 triệu người trong giai đoạn 1347–1350. Phát khởi từ châu Á, dịch bệnh đã lan tràn sang Địa Trung Hải và Tây Âu vào cuối thập niên 1340, gây ra cái chết của hàng chục triệu người châu Âu chỉ trong vòng 6 năm; ước tính từ 1/4 đến 1/3 dân số lục địa già thời bấy giờ bị xóa sổ.

### Châu Phi hạ Sahara
Châu Phi hạ Sahara là quê hương của nhiều nền văn minh khác nhau. Ở Nubia, Vương quốc Kush được kế tục bởi các vương quốc Kitô giáo như Makuria, Alodia và Nobatia. Vào thế kỷ 7, Makuria thôn tính Nobatia, trở thành thế lực thống trị trong khu vực và thành công trong việc ngăn chặn sự bành trướng của đạo Hồi. Tuy nhiên, do nội chiến liên miên và làn sóng di cư của người Ả Rập vào Sudan, Makuria dần suy yếu và tan rã vào thế kỷ 15, mở đường cho sự hình thành của Vương quốc Hồi giáo Funj.

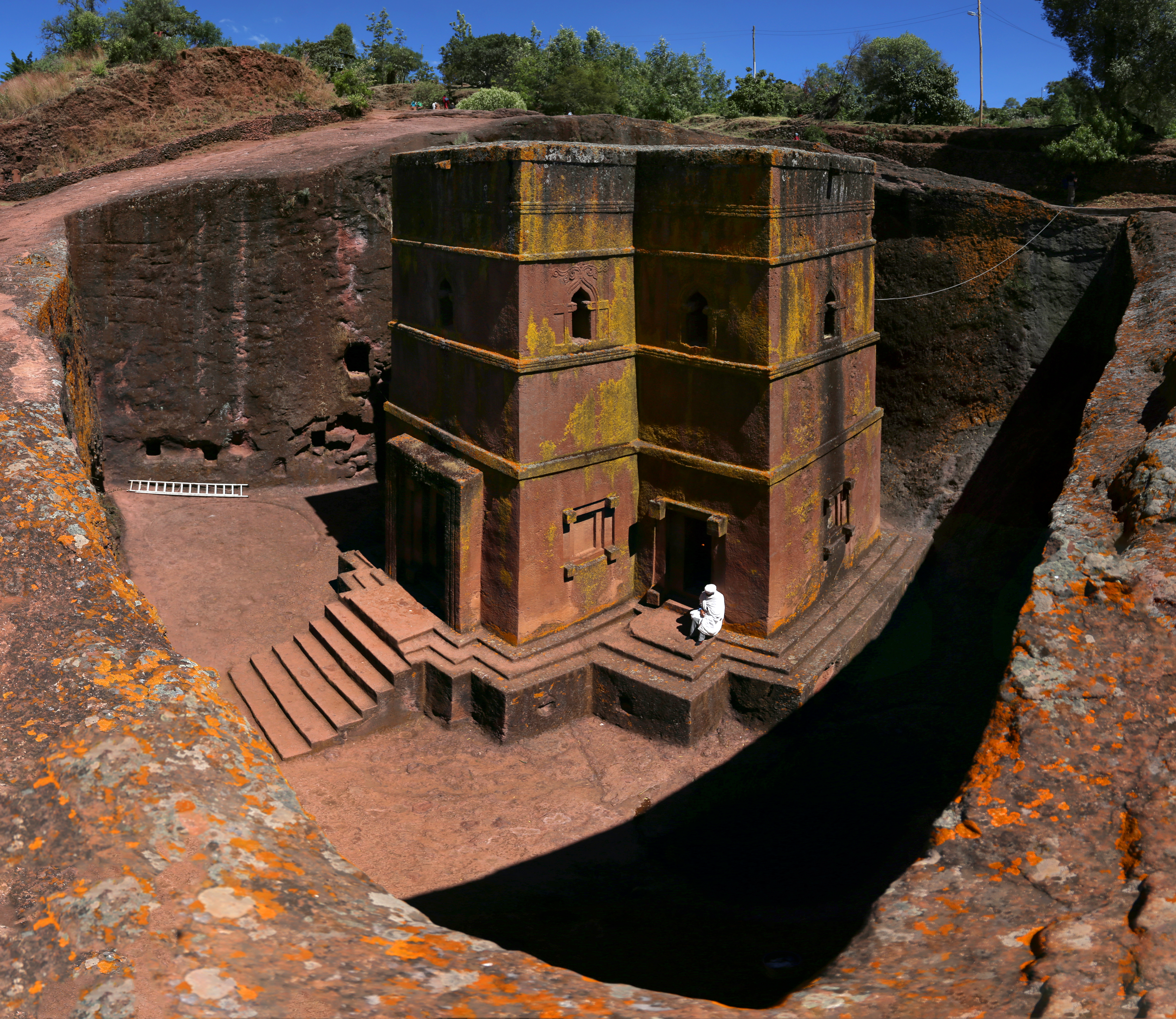
Một trong mười một Nhà thờ Đá nguyên khối ở Lalibela được xây dựng dưới triều đại Zagwe ở Ethiopia

Tại Sừng châu Phi, đạo Hồi dần lan rộng trong cộng đồng người Somali. Trong khi đó, Vương quốc Aksum bắt đầu suy yếu từ thế kỷ 7 do sự kiểm soát của người Hồi giáo đối với các tuyến thương mại trên Biển Đỏ, vương quốc này cuối cùng đã sụp đổ vào thế kỷ 10. Bước sang thế kỷ 12, triều đại Zagwe nổi lên như một thế lực hùng mạnh, cạnh tranh quyền bá chủ với Vương quốc Hồi giáo Shewa và Vương quốc Damot. Vào thế kỷ 13, nhà Zagwe bị lật đổ bởi triều đại Solomonic, mở đường cho sự trị vì của Đế quốc Ethiopia. Cùng lúc đó, Shewa suy yếu và nhường chỗ cho triều đại Walashma đang cai trị Vương quốc Hồi giáo Ifat. Ethiopia về sau đã đánh bại Ifat và chiếm đóng các tiểu quốc Hồi giáo lân cận. Ở miền duyên hải phía đông của vùng Sừng châu Phi, Vương quốc Hồi giáo Ajuran nổi lên và nắm quyền kiểm soát các tuyến giao thương trên Ấn Độ Dương. Sau khi Ifat suy tàn, Vương quốc Hồi giáo Adal kế ngôi và tiến hành tái chiếm phần lớn các vùng đất Hồi giáo đã mất trước đây.
Tại vùng Sahel thuộc Tây Phi, Đế quốc Ghana được thành hình trong khoảng thời gian từ thế kỷ 2 đến thế kỷ 8 – trong khi về phía đông, Đế quốc Gao nắm quyền kiểm soát khu vực từ thế kỷ 7. Việc nhà Almoravid chiếm giữ Aoudaghost (một trung tâm kinh tế quan trọng của vương triều Ghana) đã buộc đế chế Tây Phi này phải cải đạo sang Hồi giáo vào thế kỷ 11. Những ảnh hưởng của biến đổi khí hậu đã khiến Ghana bị nước chư hầu của mình là Sosso thôn tính vào thế kỷ 13. Sosso cũng không tồn tại được lâu, nhanh chóng bị lật đổ bởi Đế quốc Mali. Mali sau đó chinh phục Gao và nắm quyền kiểm soát các tuyến thương mại xuyên Sahara. Ở phía nam Mali, các vương quốc Mossi được thành lập. Trong khi ở phía đông, Đế quốc Kanem–Bornu, vốn tồn tại từ thế kỷ 6, đã mở rộng tầm ảnh hưởng của mình lên các vương quốc Hausa. Đến thế kỷ 15, Đế quốc Mali dần suy tàn và Đế quốc Songhai – với trung tâm quyền lực đặt tại Gao – vươn mình trở thành thế lực thống trị trong khu vực.

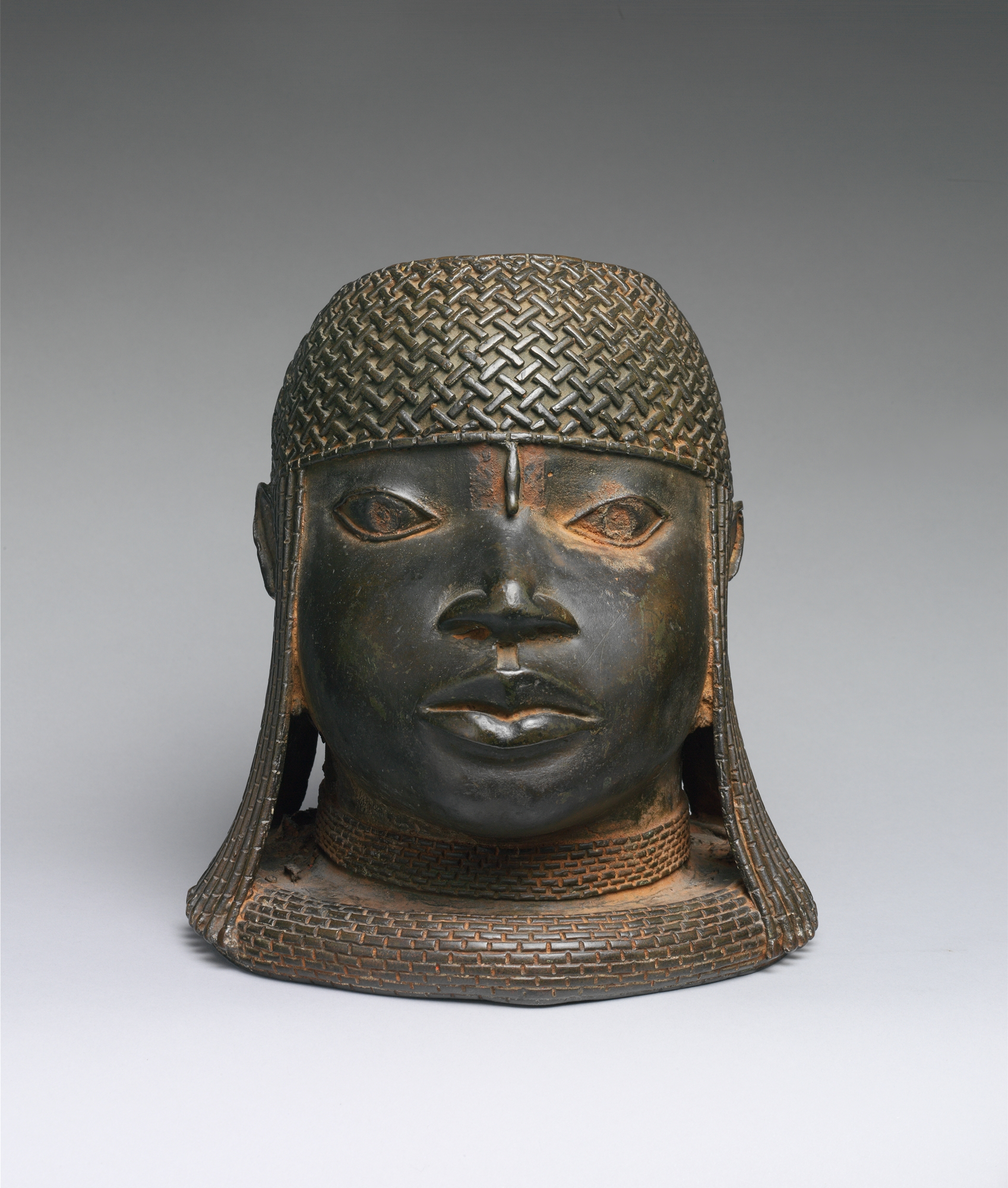
Đầu tượng đồng Benin có nguồn gốc từ Nigeria

Trong những vùng rừng rậm nhiệt đới ở Tây Phi, nhiều vương quốc và đế chế đã phát triển rực rỡ, tiêu biểu là các đế quốc của người Yoruba như Ife và Oyo, vương quốc Nri của người Igbo, vương quốc Benin của người Edo (nổi tiếng với nghệ thuật điêu khắc tinh xảo), vương quốc Dagbon của người Dagomba và vương quốc Bonoman của người Akan. Đến thế kỷ 15, những vương quốc nói trên bắt đầu tiếp xúc với người Bồ Đào Nha, đánh dấu sự khởi đầu của hoạt động buôn bán nô lệ Đại Tây Dương.
Tại lưu vực sông Congo vào thế kỷ 13, ba liên minh nhà nước chính đã hình thành: Bảy Vương quốc, Mpemba và một liên minh do Vungu đứng đầu.:24–25 Đến thế kỷ 14, Vương quốc Kongo xuất hiện và nhanh chóng trở thành thế lực bá chủ trong khu vực. Xa hơn về phía đông, Đế quốc Luba được thành lập tại vùng Sụt lún Upemba vào thế kỷ 15. Tại khu vực phía bắc Đại Hồ, Đế quốc Kitara trỗi dậy vào khoảng thế kỷ 11, nổi tiếng với việc hoàn toàn không có bất kỳ tư liệu thành văn nào được ghi chép. Tuy nhiên, đế chế ấy sụp đổ vào thế kỷ 15 do các cuộc di cư của người Luo đến khu vực này.
Tại duyên hải Swahili, các thành bang Swahili phát triển hưng thịnh nhờ vào hoạt động thương mại trên Ấn Độ Dương. Sự giao thương này dần dẫn tới quá trình Hồi giáo hóa, đặt nền móng cho sự hình thành của Vương quốc Hồi giáo Kilwa vào thế kỷ 10. Các dân tộc Nam Đảo cập bến và định cư trên đảo Madagascar trong khoảng từ thế kỷ 5 đến thế kỷ 7, các xã hội tại đây được tổ chức và vận hành dựa trên hệ thống hasina.:43, 52–53 Ở miền Nam châu Phi, những vương quốc sơ khai như Mapela và Mapungubwe xuất hiện, trước khi Vương quốc Zimbabwe trỗi dậy vào thế kỷ 13, rồi tiếp nối là Đế quốc Mutapa vào thế kỷ 15.

### Nam Á

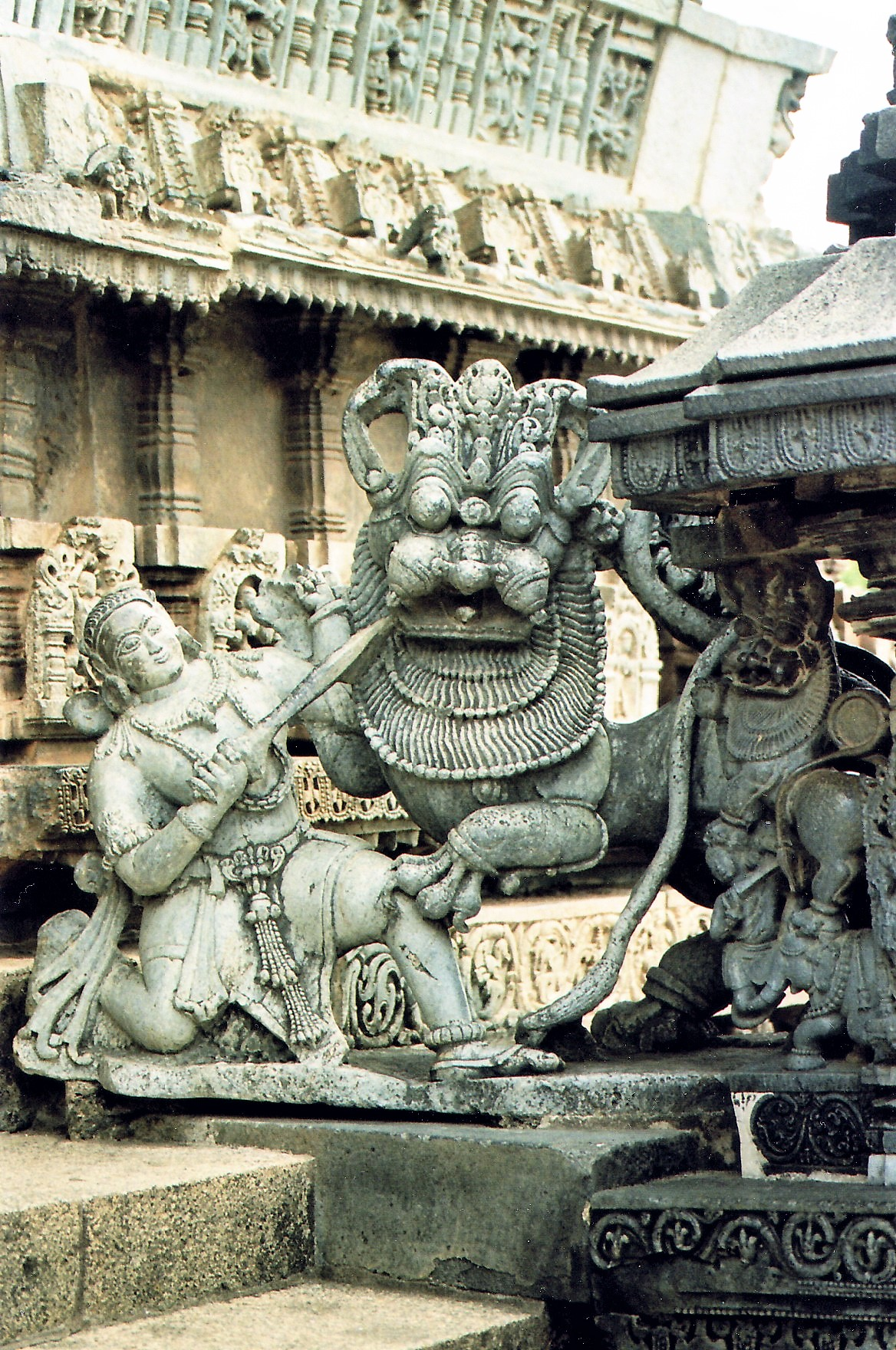
Đền Chennakesava, Belur, Ấn Độ

Sau khi Đế chế Gupta thất thủ vào năm 550 CN, Bắc Ấn Độ bị chia cắt thành một mạng lưới các tiểu quốc phức tạp và không ổn định. Những cuộc bành trướng ban đầu của người Hồi giáo mở màn ở phía tây bắc vào năm 711 CN, khi triều đại Umayyad của người Ả Rập chinh phục phần lớn lãnh thổ nay là Pakistan. Mặc dù bước tiến quân sự của người Ả Rập bị khựng lại tại thời điểm ấy, đạo Hồi vẫn tiếp tục lan rộng khắp Ấn Độ, chủ yếu nhờ vào ảnh hưởng của các thương nhân Ả Rập dọc duyên hải phía tây. Đến thế kỷ 9, ba đế quốc hùng mạnh Pratihara, Pala và Rashtrakuta đối đầu nhau trong cuộc chiến tranh giành quyền kiểm soát Bắc Ấn Độ, được biết đến với tên gọi Tranh chấp Tam hùng.
Các vương triều trong thời kỳ trung đại ở Nam Ấn Độ bao gồm Chalukya, Hoysala và Chola. Nhờ sự bảo trợ của họ, các lĩnh vực văn học, kiến trúc, điêu khắc và hội họa đều phát triển rực rỡ. Bên cạnh đó, một số quốc gia quan trọng khác cũng trỗi dậy ở Nam Ấn Độ trong giai đoạn này, chẳng hạn như Vương quốc Hồi giáo Bahmani và Đế quốc Vijayanagara.

### Đông Bắc Á
Sau một giai đoạn tương đối chia rẽ, Trung Quốc được tái thống nhất dưới triều đại nhà Tùy vào năm 589. Kế thừa cơ nghiệp của nhà Tùy, triều đại nhà Đường (618–907) đã đưa Trung Quốc bước vào thời kỳ hoàng kim với sự ổn định chính trị và thịnh vượng kinh tế song hành cùng những thành tựu rực rỡ về văn học và nghệ thuật, tiêu biểu như thơ ca của Lý Bạch và Đỗ Phủ. Nhà Tùy và nhà Đường đã thiết lập hệ thống khoa cử lâu dài, theo đó các chức vụ hành chính chỉ được giao cho những người vượt qua kỳ thi nghiêm ngặt về tư tưởng Nho giáo và các tác phẩm kinh điển Trung Hoa. Trung Quốc thời Đường còn cạnh tranh với Tây Tạng (618–842) để giành quyền kiểm soát các khu vực thuộc Nội Á. Tuy nhiên, Đường triều dần suy yếu và tan rã. Sau nửa thế kỷ chìm trong biến loạn, nhà Tống đã tái thống nhất phần lớn lãnh thổ Trung Quốc. Tuy nhiên, áp lực từ các đế quốc du mục phương Bắc ngày càng gia tăng. Đến năm 1127, miền bắc Trung Quốc rơi vào tay người Nữ Chân trong chiến tranh Kim–Tống và rồi người Mông Cổ chinh phục hoàn toàn Trung Quốc vào năm 1279. Sau gần một thế kỷ nằm dưới sự cai trị của nhà Nguyên do người Mông Cổ lập ra, người Hán tái khẳng định quyền kiểm soát đất nước bằng việc thành lập nhà Minh vào năm 1368.

Một trận đánh trong cuộc xâm lược Nhật Bản của người Mông Cổ năm 1281

Tại Nhật Bản, dòng dõi hoàng gia được thiết lập vào khoảng thế kỷ 3 CN và một nhà nước tập quyền bắt đầu hình thành trong thời kỳ Yamato (k. 300–710). Phật giáo được du nhập vào Nhật Bản trong giai đoạn này, đi cùng với sự tiếp nhận sâu rộng các yếu tố văn hóa Trung Hoa và Nho giáo. Thời kỳ Nara (710–794) đánh dấu sự xuất hiện của một nền văn học non trẻ, bên cạnh sự phát triển của các tác phẩm nghệ thuật và kiến trúc lấy cảm hứng từ Phật giáo. Thời kỳ Heian (794–1185) đánh dấu đỉnh cao quyền lực của hoàng gia, sau đó là sự trỗi dậy của các gia tộc quân sự và tầng lớp samurai. Cũng trong thời kỳ Heian, Murasaki Shikibu đã sáng tác nên Truyện kể Genji, tác phẩm thường được xem là tiểu thuyết đầu tiên trên thế giới. Từ năm 1185 đến năm 1868, Nhật Bản chịu sự chi phối của những lãnh chúa địa phương đầy quyền lực (daimyo) và chế độ quân sự do các tướng quân (shogun) lãnh đạo, tiêu biểu là Mạc phủ Ashikaga và Tokugawa. Thiên hoàng tuy vẫn tồn tại nhưng chỉ mang tính biểu tượng và không có quyền lực thực sự. Trong khi đó, quyền lực của tầng lớp thương nhân ngày càng gia tăng. Thời kỳ Tokugawa cũng chứng kiến sự nảy nở của một phong cách nghệ thuật độc đáo và có sức ảnh hưởng lớn mang tên ukiyo-e – đặc trưng là những bức mộc bản họa, ban đầu tập trung mô tả các kỹ nữ nổi tiếng.
Thời trung đại tại Triều Tiên chứng kiến sự kết thúc của kỷ nguyên Tam Quốc trong đó ba vương quốc Goguryeo, Baekje và Silla tranh đoạt quyền bá chủ. Thời kỳ này khép lại khi Silla lần lượt chinh phục Baekje vào năm 660 và Goguryeo vào năm 668, đánh dấu sự khởi đầu của thời đại Nam–Bắc Quốc trong đó Silla thống nhất cai trị ở phía nam còn Balhae (một nhà nước kế thừa Goguryeo) nắm quyền ở phía bắc. Đến năm 892 CN, trật tự này sụp đổ, mở ra kỷ nguyên Hậu Tam Quốc. Trong bối cảnh trên, Goguryeo vươn lên mạnh mẽ và thống nhất toàn bộ bán đảo Triều Tiên vào năm 936. Triều đại Goryeo được thành lập từ đó và cầm quyền cho tới năm 1392, trước khi nhường ngôi cho triều đại Joseon trị vì gần 500 năm về sau.
Tại Mông Cổ, Thành Cát Tư Hãn đã thống nhất các bộ lạc người Mông Cổ và người Turk dưới một ngọn cờ chung vào năm 1206. Đế quốc Mông Cổ sau đó mở rộng lãnh thổ, bao trùm toàn bộ Trung Hoa và Trung Á cùng với nhiều vùng đất rộng lớn của Nga và Trung Đông, trở thành đế chế liền kề lớn nhất trong lịch sử. Sau khi Mông Kha Hãn qua đời vào năm 1259, Đế chế Mông Cổ bị phân chia thành bốn nhà nước kế tục: triều đại nhà Nguyên tại Trung Quốc, Hãn quốc Sát Hợp Đài tại Trung Á, Hãn quốc Kim Trướng tại Đông Âu và Nga, Hãn quốc Y Nhi tại Iran.

### Đông Nam Á

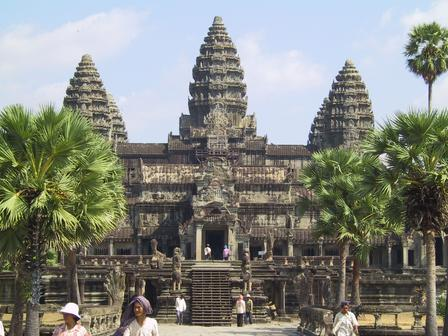
Quần thể đền đài Angkor Wat, Campuchia, đầu thế kỷ 12

Chính thể Phù Nam ở Đông Nam Á – hình thành từ thế kỷ 2 CN – đã bắt đầu suy tàn vào thế kỷ 6 khi các tuyến thương mại của Trung Quốc dịch chuyển khỏi các cảng biển của vùng đất này. Phù Nam sau đó bị thay thế bởi Đế quốc Khmer vào năm 802 CN. Kinh đô Angkor của người Khmer là thành phố rộng lớn nhất thế giới trong thời kỳ tiền công nghiệp và là nơi tọa lạc của Angkor Wat, công trình tôn giáo đồ sộ nhất thế giới. Hai vương quốc Sukhothai (giữa thế kỷ 13) và Ayutthaya (1351) của người Thái nổi lên như những thế lực lớn, chịu ảnh hưởng sâu đậm từ nền văn minh Khmer.
Bắt đầu từ thế kỷ 9, Vương quốc Pagan vươn mình trở thành một thế lực lớn tại khu vực ngày nay là Myanmar. Sự sụp đổ của Pagan đã dẫn tới tình trạng phân rã chính trị kéo dài, kết thúc khi Đế quốc Toungoo trỗi dậy vào thế kỷ 16. Các vương quốc đáng chú ý khác trong giai đoạn này bao gồm Srivijaya và Lavo (đều nổi lên từ thế kỷ 7), Chăm Pa và Hariphunchai (đều khoảng năm 750), Đại Việt (968), Lan Na (thế kỷ 13), Majapahit (1293), Lan Xang (1353) và Ava (1365). Ấn Độ giáo và Phật giáo đã bắt đầu lan rộng khắp Đông Nam Á từ thế kỷ 1 CN. Đến thế kỷ 13, Hồi giáo xuất hiện và nhanh chóng mở rộng ảnh hưởng đến các khu vực như Indonesia ngày nay. Giai đoạn ấy còn chứng kiến sự hình thành của các quốc gia Mã Lai, tiêu biểu là Brunei và Malacca. Tại Philippines, một số thực thể chính trị độc lập đã được dựng lên như Tondo, Cebu và Butuan.

### Châu Đại Dương

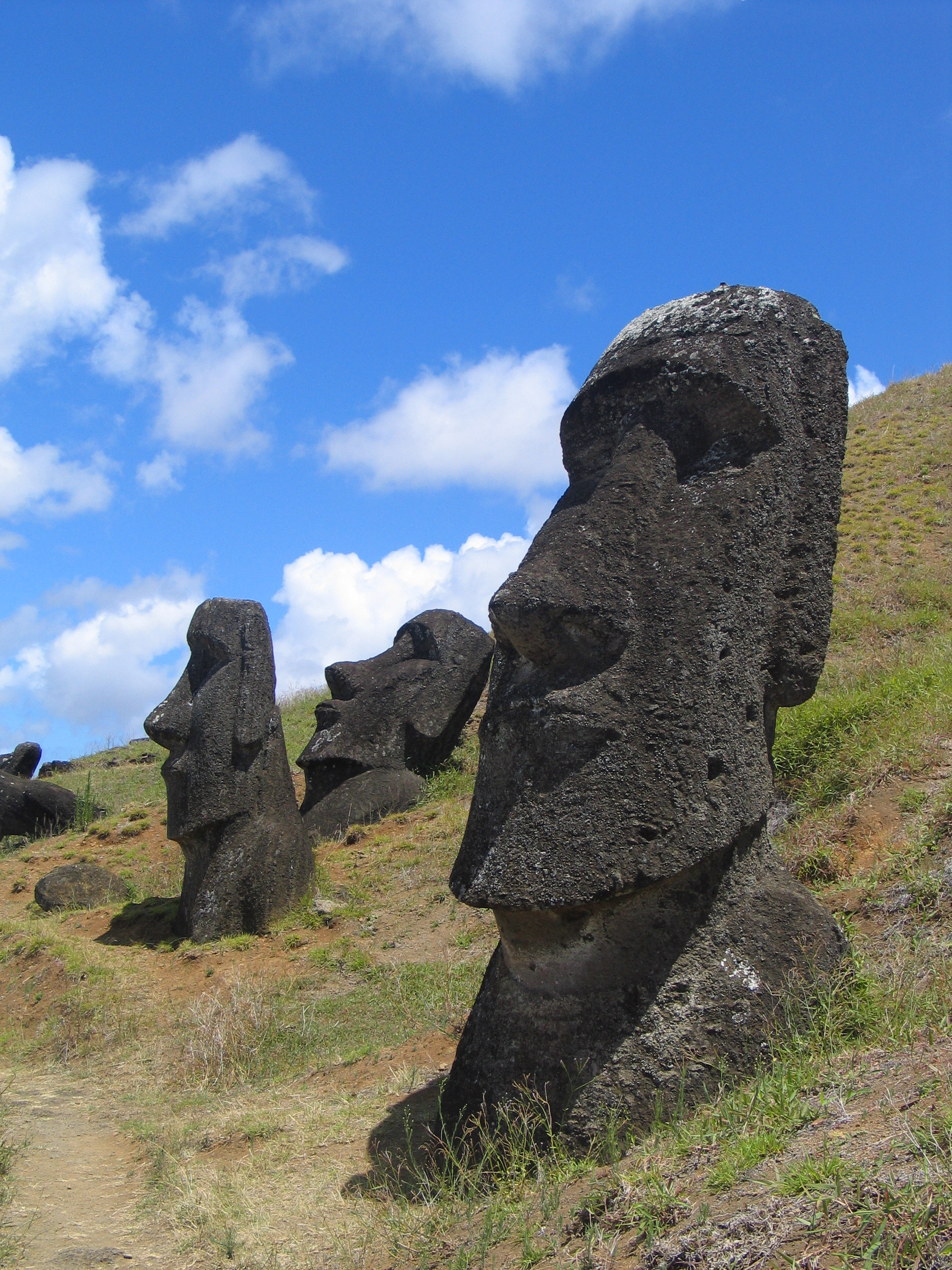
Moai, Đảo Phục Sinh

Người Polynesia, hậu duệ của dân tộc Lapita, đã bắt đầu công cuộc chinh phục và định cư trên các vùng đất rộng lớn thuộc Châu Đại Dương xa xôi từ khoảng năm 1000 CN. Những chuyến hải hành này đã đưa họ đặt chân lên hàng trăm hòn đảo bao gồm Marquesas, Hawaii, Rapa Nui (Đảo Phục Sinh) và New Zealand.
Đế quốc Tuʻi Tonga được thành lập vào thế kỷ 10 CN và mở rộng lãnh thổ từ năm 1250 đến năm 1500. Văn hóa, ngôn ngữ và quyền lực của người Tonga lan rộng khắp miền đông Melanesia, Micronesia và miền trung Polynesia trong giai đoạn này. Họ đã có ảnh hưởng mạnh mẽ đến phía đông 'Uvea, Rotuma, Futuna, Samoa và Niue, cùng với một số hòn đảo và khu vực nhất định thuộc Micronesia, Vanuatu và New Caledonia. Tại miền bắc nước Úc, các bằng chứng khảo cổ học cho thấy người bản địa Úc thường xuyên giao thương với những người Makassan đến từ Indonesia chuyên khai thác và buôn bán hải sâm rất lâu trước khi người châu Âu đổ bộ vào đây. Nếu như trong các xã hội bản địa Úc, vai trò lãnh đạo được xác lập dựa trên công trạng cá nhân – thì cấu trúc xã hội của các cộng đồng người Polynesia lại được đặc trưng bởi chế độ tù trưởng cha truyền con nối.

### Châu Mỹ

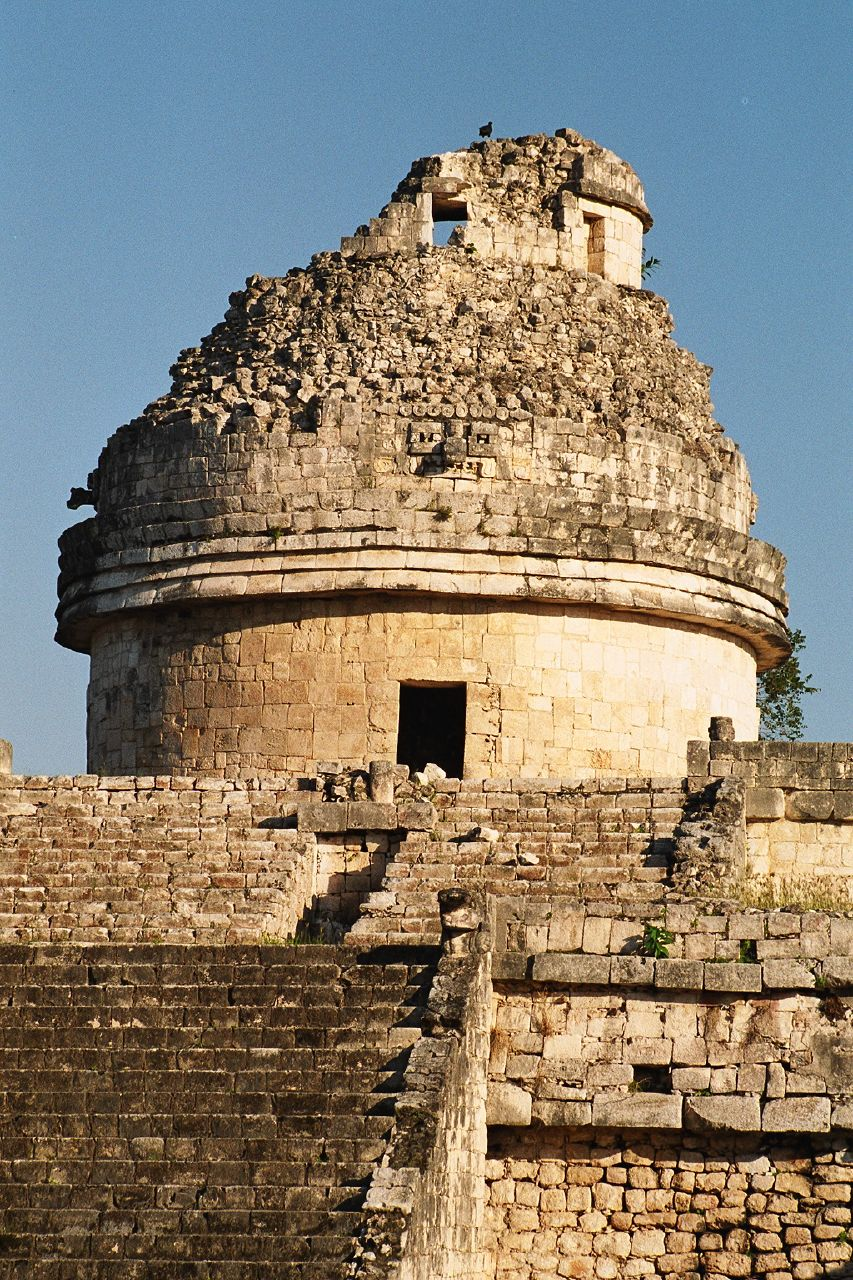
Đài thiên văn Maya, Chichen Itza, Mexico

Machu Picchu, Đế quốc Inca, Peru

Tại Bắc Mỹ, giai đoạn này chứng kiến sự phát triển của nền văn hóa Mississippian ở khu vực ngày nay là Hoa Kỳ vào k. 950 CN, nổi bật với quần thể đô thị rộng lớn ở Cahokia được xây dựng vào thế kỷ 11. Người Pueblo cổ đại (Ancestral Puebloans) và những cộng đồng tiền thân của họ (từ thế kỷ 9 đến thế kỷ 13) đã xây dựng nhiều khu định cư kiên cố rộng lớn, bao gồm các công trình bằng đá vốn được xem là những tòa nhà lớn nhất ở Bắc Mỹ cho tới tận thế kỷ 19.
Ở Trung Bộ châu Mỹ, nền văn minh Teotihuacan suy tàn, đồng thời sự sụp đổ của nền văn minh Maya cổ điển (classic Maya collapse) cũng diễn ra. Vào thế kỷ 14 và 15, Đế quốc Aztec vươn lên thống trị phần lớn khu vực Trung Bộ châu Mỹ.
Tại Nam Mỹ, thế kỷ 15 chứng kiến sự trỗi dậy của người Inca. Đế quốc Inca, với thủ đô đặt tại Cusco và có lãnh thổ trải dài khắp dãy Andes, trở thành nền văn minh tiền Columbus rộng lớn nhất. Người Inca nổi tiếng với sự thịnh vượng và trình độ phát triển cao, đặc biệt là hệ thống đường sá ưu việt và kỹ thuật chế tác đá tinh xảo.

## Thời kỳ cận đại
Thời kỳ cận đại là giai đoạn nối tiếp sau thời Trung Cổ ở châu Âu, kéo dài đến khoảng năm 1789 hoặc 1800. Một mốc chuyển giao phổ biến từ trung đại sang cận đại được xác định trong khoảng từ năm 1450 đến năm 1500, gắn liền với một loạt sự kiện quan trọng như sự thất thủ của Constantinople vào tay Đế quốc Ottoman, sự phổ biến của kỹ thuật in ấn cùng với các chuyến thám hiểm của châu Âu đến châu Mỹ và dọc duyên hải châu Phi. Bên cạnh đó, bản chất của chiến tranh cũng đã có sự thay đổi khi quy mô và tổ chức của các lực lượng quân sự trên bộ lẫn trên biển ngày càng mở rộng, đi cùng với việc thuốc súng được sử dụng rộng rãi hơn. Thời kỳ cận đại có ý nghĩa đặc biệt vì đây là khởi đầu của quá trình tiền toàn cầu hóa (proto-globalization), sự xuất hiện ngày càng nhiều của các nhà nước quan liêu tập trung và những hình thức sơ khai của chủ nghĩa tư bản. Trong giai đoạn đó, các cường quốc châu Âu bắt đầu tiến hành thực dân hóa trên diện rộng thông qua các đế quốc hàng hải: khởi đầu là Đế quốc Bồ Đào Nha và Tây Ban Nha, sau đó là Đế quốc Pháp, Anh và Hà Lan. Nguyên nhân dẫn tới sự trỗi dậy của châu Âu – được gọi là Đại phân kỳ – hiện vẫn là một chủ đề gây tranh luận trong giới sử học.

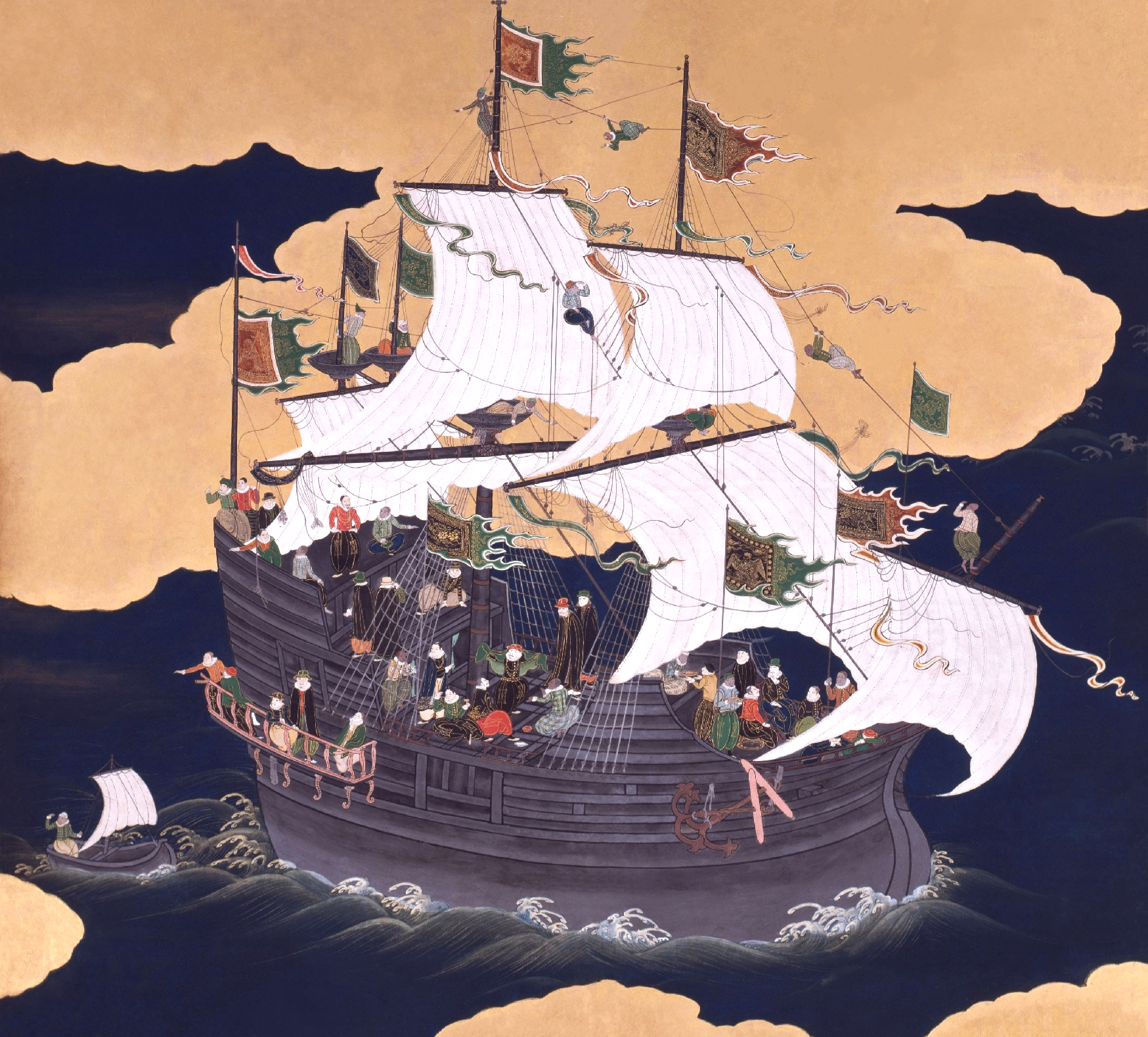
Bức họa mô tả một chiếc tàu carrack của Bồ Đào Nha theo phong cách Nhật Bản, đây là kết quả của quá trình toàn cầu hóa trong thương mại hàng hải

Nền kinh tế tư bản chủ nghĩa bắt đầu xuất hiện, trước tiên tại các nước cộng hòa miền bắc nước Ý và một số cảng thị ở châu Á. Các quốc gia châu Âu áp dụng chủ nghĩa trọng thương thông qua việc thực thi những chính sách thương mại một chiều nhằm tối đa hóa lợi ích cho mẫu quốc, thường là bằng cách bóc lột các thuộc địa. Bắt đầu từ cuối thế kỷ 15, người Bồ Đào Nha đã thiết lập nhiều trạm mậu dịch trên khắp châu Phi, châu Á và Brazil để buôn bán các mặt hàng như vàng và gia vị, đồng thời tham gia vào hoạt động buôn bán nô lệ. Bước sang thế kỷ 17, các công ty cổ phần khổng lồ được thành lập, tiêu biểu là Công ty Đông Ấn Anh vào năm 1600 (thường được coi là tập đoàn đa quốc gia đầu tiên trên thế giới) và Công ty Đông Ấn Hà Lan vào năm 1602. Cùng thời điểm, tại nhiều khu vực thuộc phạm vi ảnh hưởng của châu Âu, chế độ nông nô dần suy tàn và cuối cùng biến mất – trong khi quyền lực của Giáo hội Công giáo cũng bị thu hẹp đáng kể.
Thời đại Khám phá là giai đoạn đầu tiên mà Cựu Thế giới tiến hành giao lưu sâu rộng về văn hóa, vật chất và sinh học với Tân Thế giới. Giai đoạn này bắt đầu vào cuối thế kỷ 15, khi Bồ Đào Nha và Vương quốc Castile tổ chức những chuyến thám hiểm tiên phong đổ bộ vào châu Mỹ, nơi mà Christopher Columbus lần đầu đặt chân đến vào năm 1492. Quá trình hội nhập toàn cầu tiếp tục diễn ra với việc các cường quốc châu Âu thuộc địa hóa châu Mỹ, khởi nguồn cho Trao đổi Columbus (Columbian exchange) – một sự giao lưu toàn diện giữa hai bán cầu Đông và Tây về thực vật, động vật, lương thực, dân cư (kể cả nô lệ), dịch bệnh truyền nhiễm và văn hóa. Đây được xem là một trong những sự kiện tầm cỡ toàn cầu quan trọng nhất trong lịch sử, có ảnh hưởng sâu sắc tới sinh thái và nông nghiệp. Đặc biệt, những loại cây trồng mới được các nhà thám hiểm châu Âu mang về từ châu Mỹ vào thế kỷ 16 đã đóng góp đáng kể vào sự gia tăng dân số toàn cầu.

### Đại Trung Đông
Đế chế Ottoman nhanh chóng vươn lên bá chủ vùng Trung Đông sau khi chinh phục Constantinople vào năm 1453, đánh dấu sự cáo chung của Đế chế Byzantine. Ba Tư nằm dưới sự cai trị của triều đại Safavid vào năm 1501, kế tiếp là Afsharid vào năm 1736, Zand vào năm 1751 và Qajar vào năm 1794. Nhà Safavid đã chọn Hồi giáo Shia làm quốc giáo của Ba Tư, qua đó tạo cho quốc gia này một bản sắc riêng biệt so với các nước láng giềng theo Hồi giáo Sunni. Cùng với đế quốc Mughal ở Ấn Độ, Ottoman và Safavid được gọi là "các đế quốc thuốc súng" nhờ sự tiên phong trong việc sử dụng hỏa khí. Trong suốt thế kỷ 16, Ottoman đã chinh phục toàn bộ Bắc Phi – ngoại trừ Morocco – nơi nằm dưới sự cai trị của triều đại Saadi đương thời, rồi sau đó là triều đại Alawi vào thế kỷ 17. Vào cuối thế kỷ 18, Đế quốc Nga bắt đầu cuộc chinh phạt vùng Caucasus. Trong khi đó, người Uzbek thay thế người Timurid trở thành thế lực thống trị ở Trung Á.

### Châu Âu

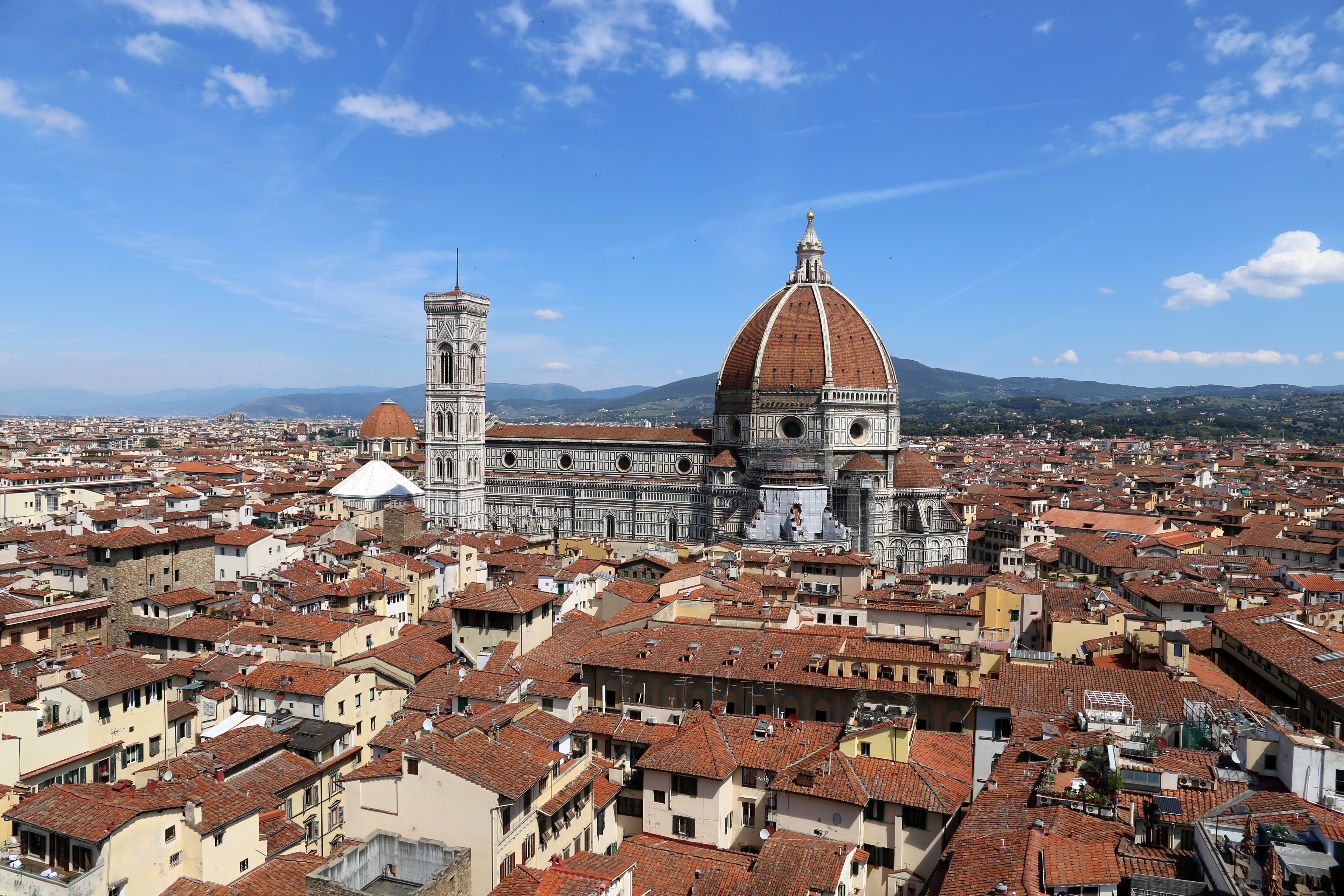
Florence, cái nôi của thời kỳ Phục hưng Ý

Thời kỳ cận đại ở châu Âu là một giai đoạn sôi động về tư duy và trí tuệ. Phong trào Phục hưng – được ví như sự "tái sinh" của văn hóa cổ điển, khởi nguồn tại Ý vào thế kỷ 14 và kéo dài đến thế kỷ 16 – bao gồm việc tái khám phá những thành tựu văn hóa, khoa học và công nghệ của thế giới cổ điển, cũng như đánh dấu sự trỗi dậy về kinh tế và xã hội của châu Âu. Giai đoạn này cũng nổi bật với những thành tựu rực rỡ trong lĩnh vực nghệ thuật và văn học. Một số kiệt tác tiêu biểu của thời cận đại bao gồm thơ ca của Petrarch, Decameron của Giovanni Boccaccio, các tuyệt tác hội họa và điêu khắc của Leonardo da Vinci và Albrecht Dürer (Dürer là một biểu tượng của Phục hưng phương Bắc). Sau Phục hưng là Cải cách tôn giáo, một phong trào thần học và xã hội chống lại giáo quyền do Martin Luther khởi xướng tại Đức, dẫn tới sự ra đời của Kitô giáo Kháng Cách.
Thời kỳ Phục hưng đã khơi dậy một nền văn hóa ham học hỏi, từ đó dẫn đến sự ra đời của chủ nghĩa nhân văn và Cách mạng Khoa học – một nỗ lực nhằm khám phá thế giới tự nhiên thông qua quan sát trực tiếp và thực nghiệm. Thành công của các phương pháp khoa học mới đã truyền cảm hứng cho những nỗ lực áp dụng chúng vào nhiều vấn đề chính trị và xã hội, mở ra Thời kỳ Khai sáng do các nhà tư tưởng như John Locke và Immanuel Kant dẫn dắt. Sự phát triển ấy đi cùng với quá trình thế tục hóa, biểu lộ qua sự suy giảm dần ảnh hưởng của các niềm tin và thẩm quyền tôn giáo trong cả đời sống công cộng lẫn cá nhân. Phát minh về kỹ thuật chữ in rời của Johannes Gutenberg vào năm 1440 đã góp phần lan tỏa tư tưởng của các phong trào trí thức mới mẻ này.

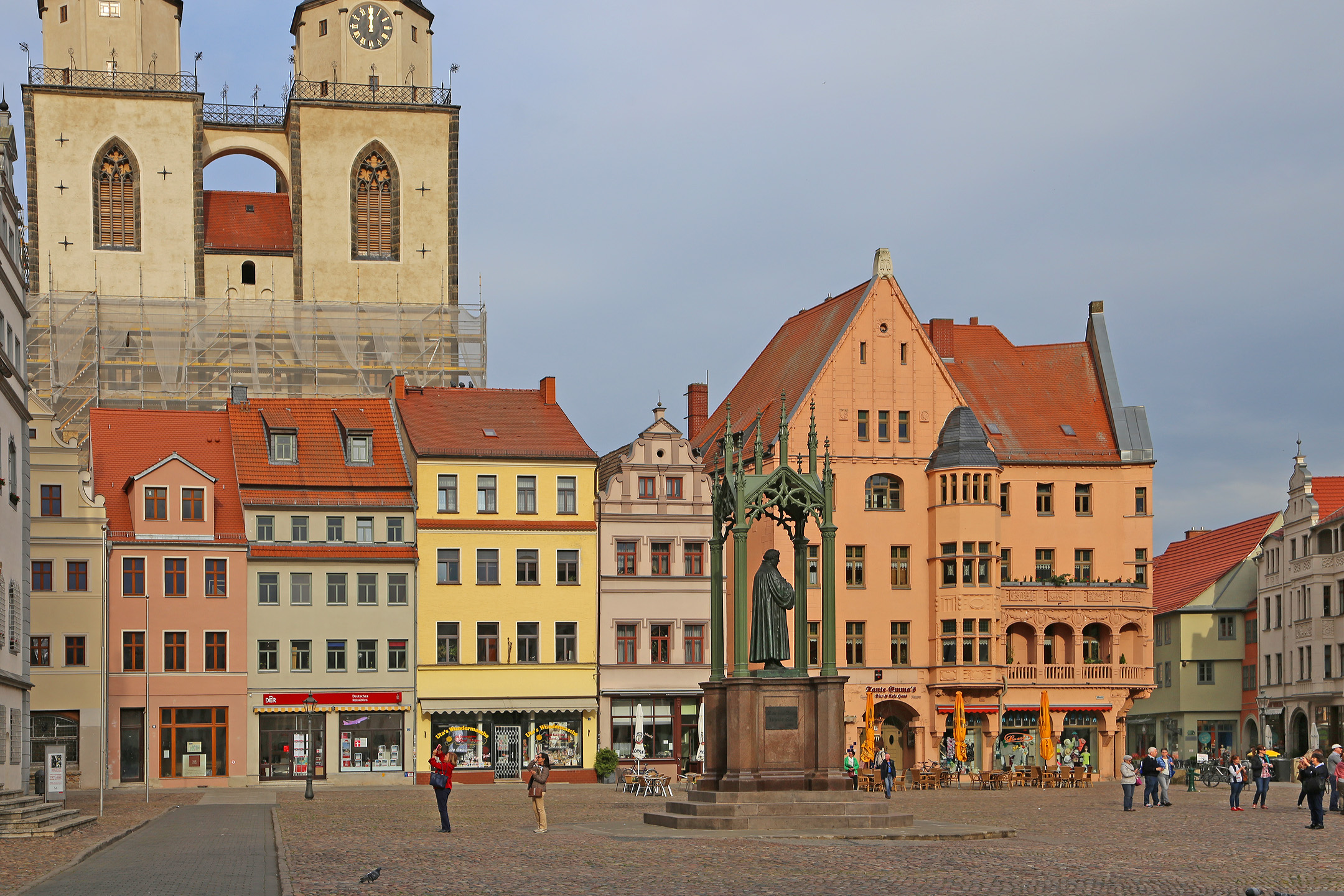
Wittenberg, cái nôi của Kháng Cách

Ngoài những biến đổi do chủ nghĩa tư bản và chủ nghĩa thực dân sơ khai mang lại, người châu Âu cận đại còn chứng kiến sự gia tăng quyền lực của nhà nước. Các nhà quân chủ chuyên chế tại Pháp, Nga, Đế chế Habsburg và Phổ đã xây dựng nên những quốc gia tập trung quyền lực mạnh mẽ với quân đội hùng hậu và bộ máy quan liêu hiệu quả, tất cả đều nằm dưới sự kiểm soát của nhà vua. Tại Nga, Ivan Bạo chúa đăng quang vào năm 1547 – trở thành Sa hoàng đầu tiên của nước Nga. Bằng việc sáp nhập các hãn quốc Thổ ở phía đông, ông đã biến Nga thành một cường quốc khu vực, dần soán ngôi Khối thịnh vượng chung Ba Lan–Litva để trở thành thế lực lớn ở Đông Âu. Các nước Tây Âu – trong quá trình mở rộng lãnh thổ một cách mạnh mẽ nhờ những tiến bộ công nghệ và các cuộc chinh phục thuộc địa – đã liên tục cạnh tranh với nhau cả về kinh tế lẫn quân sự, duy trì tình trạng chiến tranh gần như triền miên. Những cuộc xung đột đáng chú ý bao gồm Chiến tranh Ba Mươi Năm, Chiến tranh Kế vị Tây Ban Nha, Chiến tranh Bảy Năm và Chiến tranh Cách mạng Pháp. Cách mạng Pháp (bắt đầu từ năm 1789) đã đặt nền móng cho nền dân chủ tự do thông qua việc lật đổ chế độ quân chủ. Nó dẫn đến sự trỗi dậy của Napoléon Bonaparte và kéo theo đó là Các cuộc chiến tranh Napoléon vào đầu thế kỷ 19.

### Châu Phi hạ Sahara
Ở Sừng châu Phi, cuộc bành trướng của người Oromo vào thế kỷ 16 đã làm suy yếu Ethiopia và góp phần vào sự sụp đổ của Vương quốc Hồi giáo Adal. Sau đó, Ajuran cũng được kế tục bởi Geledi. Đến cuối thế kỷ 19 và đầu thế kỷ 20, Ethiopia nhanh chóng mở rộng lãnh thổ của mình.
Ở Tây Phi, Đế quốc Songhai sụp đổ do cuộc xâm lược của người Morocco vào cuối thế kỷ 16. Đế chế này sau đó bị thay thế bởi Đế quốc Bambara. Các cuộc thánh chiến của người Fula bắt đầu từ thế kỷ 18 đã dẫn đến sự thành lập của Vương quốc Hồi giáo Sokoto, Đế quốc Massina và Đế quốc Tukulor. Ở các vùng rừng rậm, Đế quốc Asante được thành lập tại Ghana ngày nay. Từ năm 1515 đến năm 1800, 8 triệu người châu Phi đã bị đưa ra khỏi lục địa trong hoạt động buôn bán nô lệ xuyên Đại Tây Dương.
Tại lưu vực sông Congo, Kongo tiến hành ba cuộc chiến chống lại người Bồ Đào Nha vốn đã bắt đầu công cuộc thực dân hóa Angola. Cuộc xung đột này kết thúc với việc Ndongo bị chinh phục vào thế kỷ 17. Xa hơn về phía đông, Đế quốc Lunda nổi lên trở thành thế lực thống trị trong khu vực. Song, đế chế ấy đã sụp đổ trước sự xâm lấn của người Chokwe vào thế kỷ 19. Ở phía bắc vùng Hồ Lớn, nhiều vương quốc hùng mạnh đã hình thành như Bunyoro-Kitara, Buganda và Rwanda, v.v..
Kilwa bị người Bồ Đào Nha chinh phạt vào thế kỷ 16 khi họ bắt đầu thực dân hóa Mozambique. Tuy nhiên, người Bồ Đào Nha sau đó đã bị đánh bại bởi Đế quốc Oman= và Oman giành quyền kiểm soát duyên hải Swahili. Tại Madagascar, từ thế kỷ 16 trở đi, các vương quốc Imerina, Betsileo và Sakalava lần lượt trỗi dậy; trong đó riêng Imerina đã chinh phục hầu hết hòn đảo vào thế kỷ 19. Ở lưu vực sông Zambezi, Đế quốc Mutapa suy yếu và được kế tục bởi Rozvi. Phía bắc của khu vực này, quanh hồ Malawi, là sự hiện diện của Maravi. Sau đó, Mthwakazi đã nổi lên thay thế Rozvi. Xuống phía nam, người Hà Lan bắt đầu quá trình thực dân hóa Nam Phi từ thế kỷ 16, nhưng sau đó đã để mất vùng đất nói trên vào tay người Anh. Sang thế kỷ 19, những người định cư Hà Lan đã thiết lập nhiều nước cộng hòa Boer – trong khi làn sóng Mfecane gây ra sự tàn phá lớn trong khu vực, cũng như mở đường cho sự hình thành của nhiều vương quốc châu Phi mới.

### Nam Á

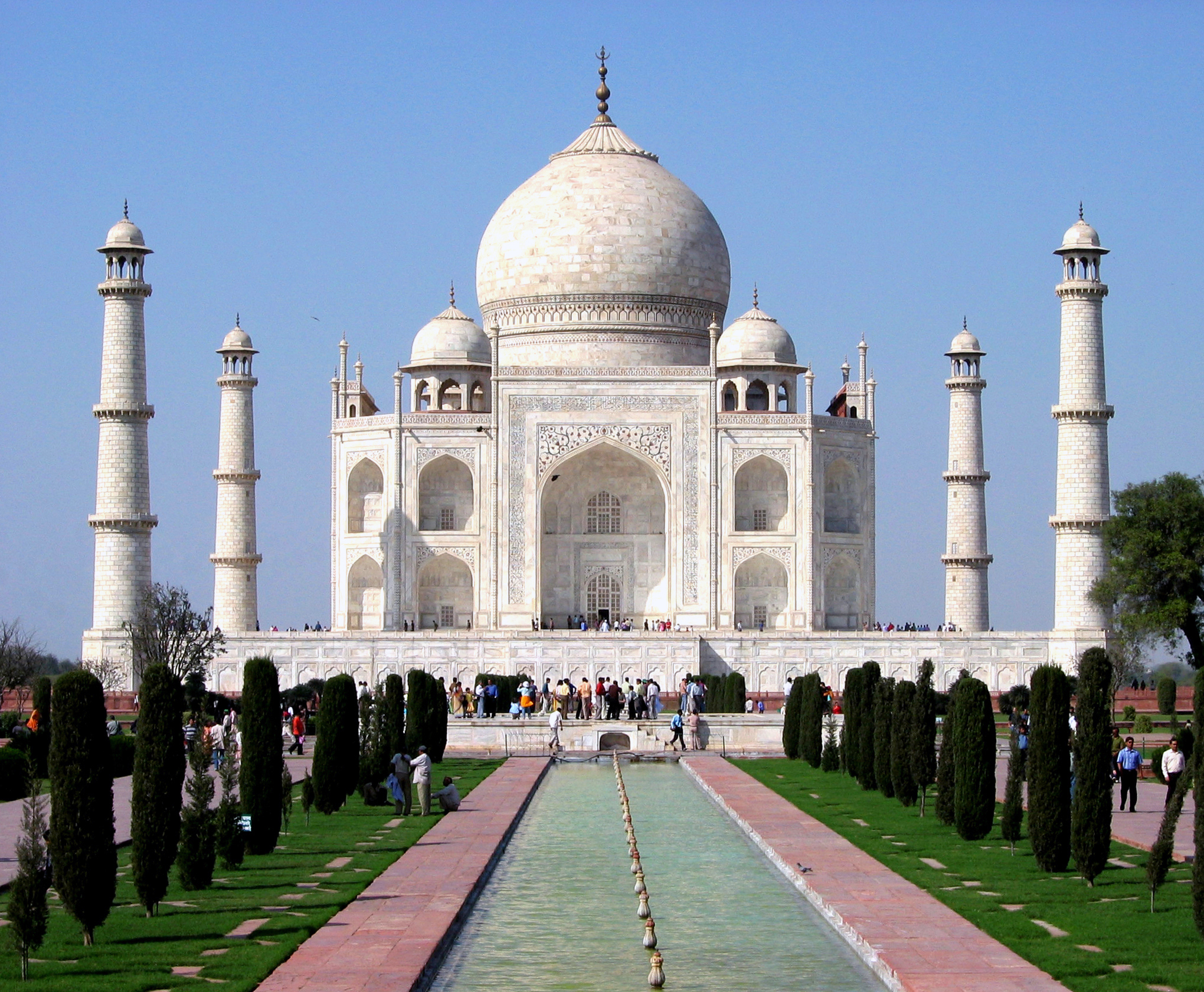
Taj Mahal, Đế quốc Mughal, Ấn Độ

Tại tiểu lục địa Ấn Độ, Đế quốc Mughal được Babur thành lập vào năm 1526 và tồn tại trong suốt hai thế kỷ. Khởi đầu từ vùng tây bắc, đế quốc này dần mở rộng lãnh thổ và đặt gần như toàn bộ tiểu lục địa Ấn Độ dưới sự cai trị của người Hồi giáo vào cuối thế kỷ 17 – ngoại trừ các tỉnh cực nam vẫn duy trì được nền độc lập. Nhằm chống lại sự cai trị của những nhà cầm quyền Hồi giáo, Đế quốc Maratha theo Ấn Độ giáo được Shivaji sáng lập tại duyên hải phía tây vào năm 1674. Qua nhiều thập kỷ, Maratha từng bước chiếm lại lãnh thổ từ tay Mughal, đặc biệt trong Các cuộc chiến Mughal–Maratha (1680–1707).
Sikh giáo được thành hình vào cuối thế kỷ 15 dựa trên các giáo lý tâm linh của mười vị guru. Đến năm 1799, Ranjit Singh đã thành lập Đế quốc Sikh tại vùng Punjab.

### Đông Bắc Á

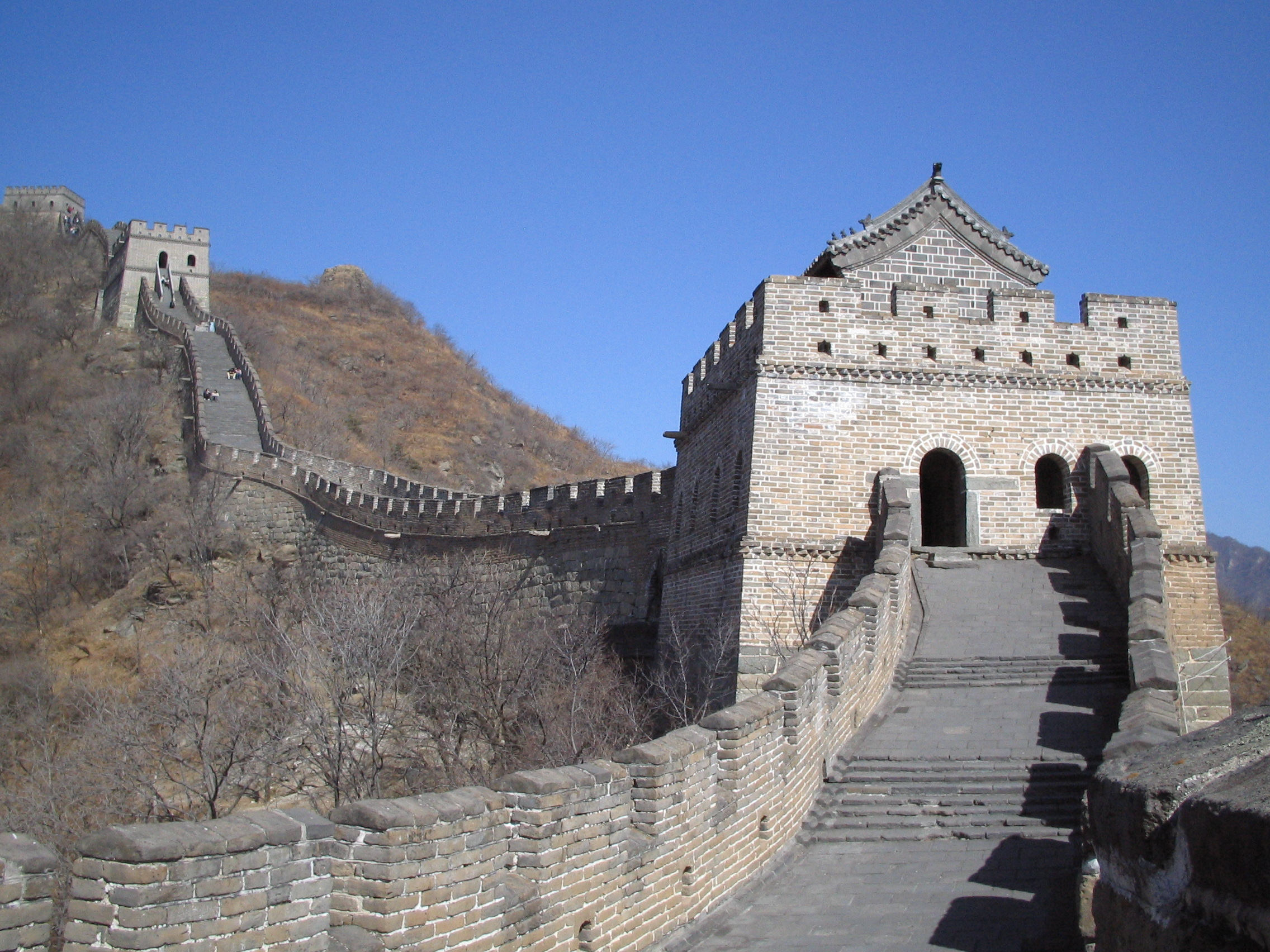
Đoạn Vạn Lý Trường Thành được xây dựng dưới thời nhà Minh

Năm 1644, nhà Minh nhường ngôi cho nhà Thanh, triều đại phong kiến cuối cùng trong lịch sử Trung Quốc, cầm quyền cho tới năm 1912. Nhật Bản trải qua thời kỳ Azuchi–Momoyama (1568–1600), tiếp đó là thời kỳ Edo (1600–1868). Tại Triều Tiên, nhà Joseon (1392–1910) cai trị trong suốt thời kỳ này, thành công đẩy lùi các cuộc xâm lược từ Nhật Bản và Trung Quốc trong thế kỷ 16 và 17. Sự mở rộng giao thương hàng hải với châu Âu đã tác động đáng kể đến Trung Quốc và Nhật Bản trong thời cận đại, đặc biệt thông qua sự hiện diện của người Bồ Đào Nha tại Ma Cao và người Hà Lan tại Nagasaki. Tuy nhiên, cả Trung Quốc và Nhật Bản sau đó đều thực thi các chính sách bế quan tỏa cảng nhằm loại bỏ những ảnh hưởng ngoại lai.

### Đông Nam Á
Năm 1511, người Bồ Đào Nha lật đổ Vương quốc Hồi giáo Malacca tại khu vực ngày nay là Malaysia và đảo Sumatra của Indonesia. Họ kiểm soát vùng lãnh thổ thương mại quan trọng nói trên (cùng với eo biển có giá trị chiến lược về hàng hải) cho đến khi bị người Hà Lan lật đổ vào năm 1641. Vương quốc Hồi giáo Johor, tọa lạc ở mũi phía nam bán đảo Mã Lai, vươn lên trở thành cường quốc thương mại thống trị trong khu vực.
Quá trình thuộc địa hóa của châu Âu tiếp tục mở rộng với sự hiện diện của người Hà Lan tại Indonesia, người Bồ Đào Nha tại Timor và người Tây Ban Nha tại Philippines.

### Châu Đại Dương
Các đảo ở khu vực Thái Bình Dương thuộc châu Đại Dương cũng chịu ảnh hưởng từ sự tiếp xúc với người châu Âu, khởi đầu bằng chuyến hải trình vòng quanh thế giới của Ferdinand Magellan (1519–1522), người đã cập bến quần đảo Mariana và một số hòn đảo khác. Tiếp đó, từ năm 1642 đến 1644, Abel Tasman thực hiện các chuyến thám hiểm tới khu vực ngày nay là Úc, New Zealand và nhiều hòn đảo lân cận. Từ năm 1768 đến 1779, James Cook trở thành người châu Âu đầu tiên được ghi nhận là có sự tiếp xúc với Hawaii. Năm 1788, Vương quốc Anh kiến lập thuộc địa đầu tiên của mình ở Úc.

### Châu Mỹ
Nhiều cường quốc châu Âu đã tiến hành thuộc địa hóa châu Mỹ, dẫn tới việc lấn át các cộng đồng dân cư bản địa và chinh phục những nền văn minh tiên tiến như Aztec và Inca. Các bệnh dịch do người châu Âu mang đến đã tàn phá nghiêm trọng các xã hội châu Mỹ, cướp đi sinh mạng của 60–90 triệu người trước năm 1600 và làm suy giảm dân số từ 90–95%. Trong một số trường hợp, chính sách thuộc địa còn bao hàm cả hành vi diệt chủng có chủ ý nhắm vào các dân tộc bản địa. Tây Ban Nha, Bồ Đào Nha, Anh và Pháp đều tuyên bố chủ quyền trên những vùng lãnh thổ rộng lớn và triển khai các cuộc định cư quy mô lớn, bao gồm cả việc đưa số lượng lớn nô lệ châu Phi đến đây. Một hệ quả của hoạt động buôn bán nô lệ là sự giao thoa văn hóa, qua đó nhiều truyền thống châu Phi đã du nhập vào châu Mỹ như ẩm thực, âm nhạc và vũ điệu. Bồ Đào Nha tuyên bố chủ quyền đối với Brazil, trong khi Tây Ban Nha kiểm soát phần còn lại của Nam Mỹ, Trung Bộ châu Mỹ và phía nam Bắc Mỹ. Người Tây Ban Nha đã khai thác cũng như xuất khẩu một lượng lớn vàng và bạc, dẫn đến một đợt bùng nổ lạm phát được gọi là Cách mạng giá cả vào thế kỷ 16 và 17 tại Tây Âu.
Tại Bắc Mỹ, Anh thuộc địa hóa vùng duyên hải phía đông, trong khi Pháp định cư ở khu vực trung tâm lục địa. Nga cũng mở rộng sự hiện diện của mình vào vùng duyên hải phía tây bắc Bắc Mỹ bằng việc thiết lập thuộc địa đầu tiên tại khu vực nay là Alaska vào năm 1784, rồi sau đó là tiền đồn Fort Ross tại khu vực nay là California vào năm 1812. Pháp để mất quyền kiểm soát lãnh thổ Bắc Mỹ của mình vào tay Anh và Tây Ban Nha sau Chiến tranh Bảy Năm (1756–1763). Mười ba thuộc địa của Vương quốc Anh đã tuyên bố độc lập và trở thành Hợp chúng quốc Hoa Kỳ vào năm 1776 – sự độc lập này được chính thức công nhận thông qua Hiệp định Paris năm 1783, chấm dứt Chiến tranh Cách mạng Mỹ. Năm 1791, các nô lệ châu Phi đã phát động một cuộc nổi dậy thành công tại thuộc địa Saint-Domingue của Pháp. Đến năm 1800, Pháp tái giành quyền kiểm soát các lãnh thổ ở lục địa Bắc Mỹ từ Tây Ban Nha, nhưng sau đó lại bán chúng cho Hoa Kỳ trong thương vụ Cấu địa Louisiana vào năm 1803.

## Thời kỳ hiện đại

### Thế kỷ 19 kéo dài

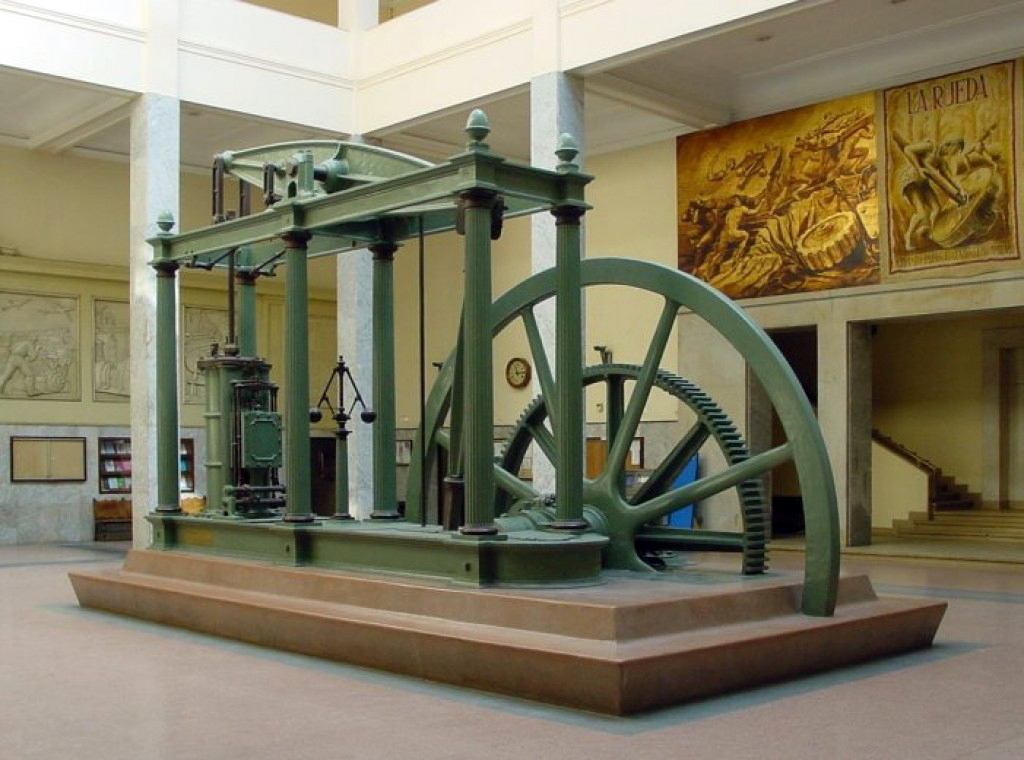
Động cơ hơi nước của James Watt đã thúc đẩy Cách mạng Công nghiệp.

Thế kỷ 19 kéo dài thường được xem là bắt đầu từ Cách mạng Pháp năm 1789 và kéo dài cho đến khi Thế chiến thứ nhất bùng nổ vào năm 1914. Thời kỳ này chứng kiến sự lan rộng trên toàn cầu của Cách mạng Công nghiệp, được đánh giá là cuộc chuyển biến sâu sắc nhất của nền kinh tế thế giới kể từ Cách mạng Đồ đá mới. Khởi phát ở Vương quốc Anh vào khoảng năm 1770, Cách mạng Công nghiệp đã áp dụng các phương thức sản xuất mới—nhà máy, sản xuất hàng loạt và cơ giới hóa—nhằm sản xuất nhiều loại hàng hóa đa dạng với tốc độ nhanh hơn và sử dụng ít nhân công hơn so với trước đây.
Công nghiệp hóa đã nâng cao mức sống toàn cầu nhưng cũng gây ra những xáo trộn xã hội do mâu thuẫn nảy sinh giữa chủ nhà máy và người lao động về vấn đề tiền lương và điều kiện làm việc. Song hành với quá trình công nghiệp hóa là sự xuất hiện của toàn cầu hóa hiện đại, biểu hiện qua sự gia tăng kết nối giữa các khu vực trên thế giới trong lĩnh vực kinh tế, chính trị và văn hóa. Toàn cầu hóa hình thành từ đầu thế kỷ 19 và được thúc đẩy bởi những tiến bộ trong công nghệ vận tải như đường sắt và tàu hơi nước.

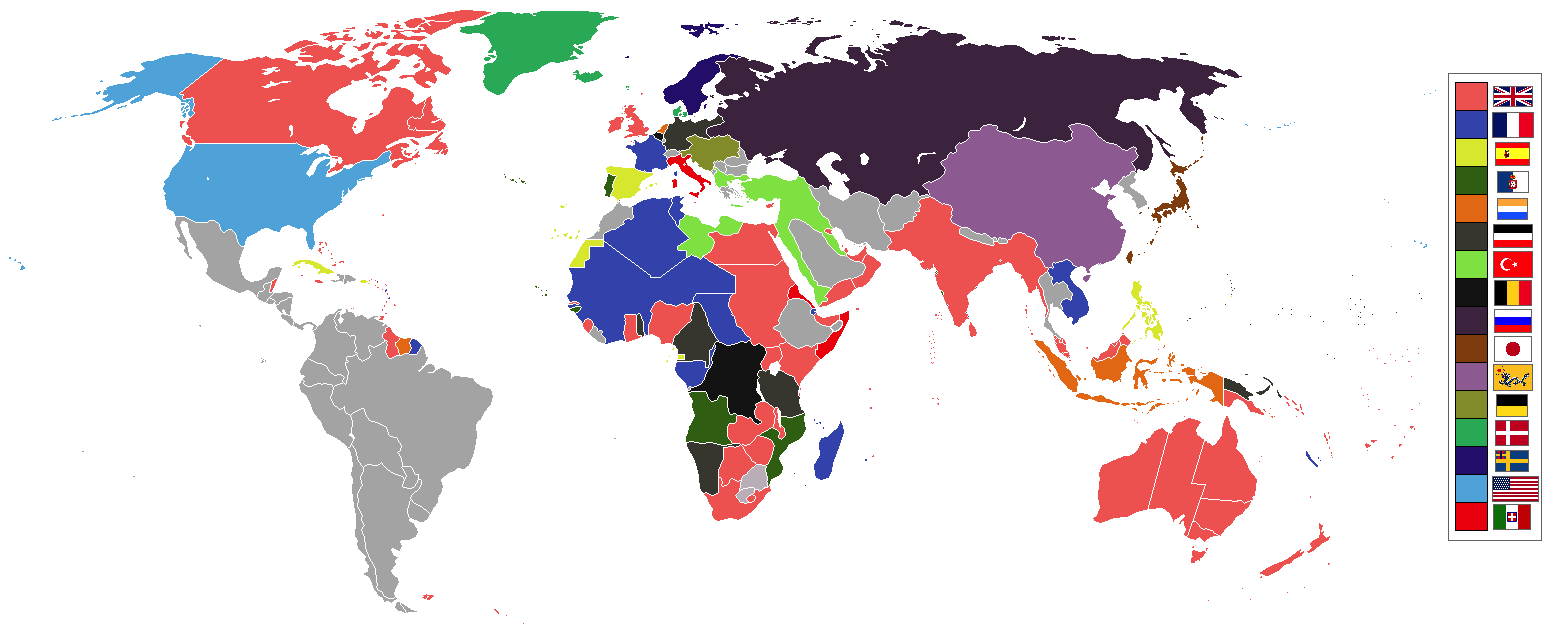
Các đế quốc trên thế giới vào năm 1898

Các đế quốc châu Âu dần mất đi nhiều vùng lãnh thổ tại Mỹ Latinh, nơi mà đã giành được độc lập vào thập niên 1820 thông qua các chiến dịch quân sự, song họ lại mở rộng lãnh thổ sang những khu vực khác nhờ vào lợi thế vượt trội mà nền kinh tế công nghiệp mang lại so với phần còn lại của thế giới. Vương quốc Anh giành quyền kiểm soát tiểu lục địa Ấn Độ, Miến Điện, Mã Lai, Bắc Borneo, Hồng Kông và Aden; Pháp chiếm lĩnh Đông Dương; trong khi Hà Lan củng cố sự cai trị tại Indonesia. Bên cạnh đó, Vương quốc Anh cũng thực dân hóa Canada, Úc, New Zealand và Nam Phi – thu hút số lượng lớn người Anh di cư đến các vùng đất nói trên.
Nga tiến hành thuộc địa hóa các vùng đất rộng lớn ở Siberia, vốn trước đây là những khu vực tiền nông nghiệp. Hoa Kỳ hoàn tất quá trình mở rộng lãnh thổ về phía tây, thiết lập quyền kiểm soát từ bờ Đại Tây Dương đến bờ Thái Bình Dương.
Từ cuối thế kỷ 19 đến đầu thế kỷ 20, các cường quốc châu Âu – được thúc đẩy bởi Cách mạng Công nghiệp lần thứ hai – đã nhanh chóng chinh phạt và thuộc địa hóa gần như toàn bộ châu Phi. Chỉ có Ethiopia và Liberia là hai quốc gia duy nhất vẫn giữ được độc lập. Chế độ cai trị thực dân tại lục địa đen gắn liền với nhiều hành vi tàn bạo, tiêu biểu như các vụ thảm sát tại Nhà nước Tự do Congo và cuộc diệt chủng người Herero và Nama.
Tại châu Âu, sự cạnh tranh về kinh tế lẫn quân sự đã thúc đẩy quá trình hình thành và củng cố các quốc gia dân tộc, đồng thời những cộng đồng văn hóa dân tộc khác cũng bắt đầu tự xác định mình là các quốc gia riêng biệt với khát vọng về sự tự chủ cả về văn hóa và chính trị. Chủ nghĩa dân tộc từ đó đã trở thành một yếu tố quan trọng đối với các dân tộc trên khắp thế giới trong thế kỷ 19 và 20. Trong làn sóng dân chủ đầu tiên diễn ra từ năm 1828 đến năm 1926, các thể chế dân chủ đã được kiến lập tại 33 quốc gia trên toàn thế giới.
Phần lớn thế giới đã bãi bỏ chế độ nô lệ và chế độ nông nô trong thế kỷ 19. Bắt đầu từ cuối thế kỷ 19 và kéo dài suốt thế kỷ 20, phong trào đấu tranh đòi quyền bầu cử của phụ nữ ở nhiều quốc gia đã thành công trong việc mang lại quyền bỏ phiếu cho phái nữ, cũng như họ bắt đầu có cơ hội tiếp cận nhiều hơn với giáo dục và các ngành nghề vượt ra ngoài công việc nội trợ.

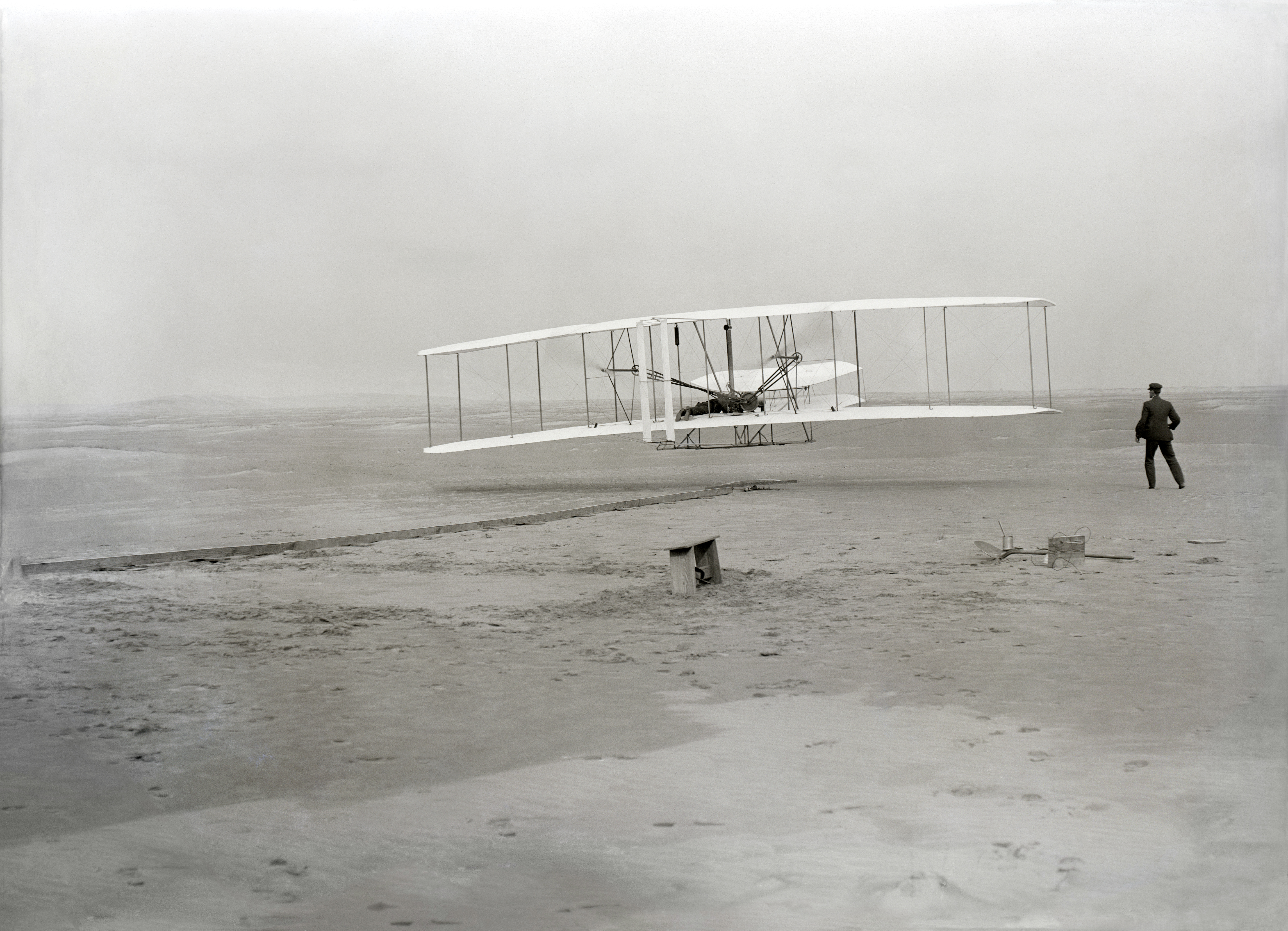
Chiếc máy bay đầu tiên, Wright Flyer, cất cánh vào ngày 17 tháng 12 năm 1903.

Trước sự lấn át của các cường quốc châu Âu, một số quốc gia đã tiến hành những chương trình công nghiệp hóa và cải cách chính trị theo mô hình phương Tây. Minh Trị Duy tân ở Nhật Bản đã dẫn đến việc thiết lập một đế quốc thuộc địa, trong khi các cải cách tanzimat ở Ottoman lại không chặn được đà suy thoái của đế chế này. Trung Quốc đã đạt được một số thành công với Phong trào Tự cường nhưng đã bị tàn phá nặng nề bởi cuộc nổi dậy Thái Bình Thiên Quốc – cuộc nội chiến đẫm máu nhất trong lịch sử, cướp đi sinh mạng của khoảng 20–30 triệu người trong giai đoạn từ năm 1850 đến năm 1864.
Đến cuối thế kỷ 19, Hoa Kỳ trở thành nền kinh tế lớn nhất thế giới. Trong Cách mạng Công nghiệp lần thứ hai, những tiến bộ công nghệ mới liên quan đến năng lượng điện, động cơ đốt trong và sản xuất dây chuyền lắp ráp đã giúp gia tăng đáng kể năng suất lao động. Các đổi mới về công nghệ cũng mở ra hướng đi mới cho việc biểu đạt nghệ thuật thông qua các phương tiện như nhiếp ảnh, ghi âm và điện ảnh.
Trong khi đó, ô nhiễm công nghiệp và sự suy thoái môi trường cũng gia tăng một cách nghiêm trọng. Khinh khí cầu đã được phát minh từ cuối thế kỷ 18, nhưng mãi tới đầu thế kỷ 20 thì máy bay chạy bằng động cơ mới được phát triển.
Thế kỷ 20 mở ra trong bối cảnh châu Âu đang ở đỉnh cao của sự giàu có và quyền lực. Phần lớn thế giới hoặc nằm dưới sự cai trị thuộc địa trực tiếp của châu Âu hoặc chịu ảnh hưởng gián tiếp từ các quốc gia bị Âu hóa sâu sắc như Hoa Kỳ và Nhật Bản. Tuy nhiên, khi thế kỷ này tiếp diễn, hệ thống toàn cầu do các cường quốc đối địch nhau chi phối đã phải đối mặt với những áp lực nặng nề và cuối cùng nhường chỗ cho một cấu trúc linh hoạt hơn, được cấu thành từ các quốc gia dân tộc độc lập.

### Hai cuộc đại chiến thế giới
Sự chuyển đổi nói trên được thúc đẩy bởi các cuộc chiến tranh có quy mô và mức độ tàn phá chưa từng có. Chiến tranh thế giới thứ nhất là một cuộc xung đột toàn cầu diễn ra từ năm 1914 đến năm 1918 giữa phe Hiệp ước do Pháp, Nga và Vương quốc Anh lãnh đạo với phe Liên minh Trung tâm do Đức, Áo-Hung, Đế quốc Ottoman và Bulgaria lãnh đạo. Cuộc chiến đã cướp đi sinh mạng của khoảng 10 đến 22,5 triệu người và đánh dấu sự sụp đổ của bốn đế chế: Áo-Hung, Đức, Ottoman và Nga. Việc áp dụng các công nghệ công nghiệp tiên tiến trong chiến tranh đã khiến những chiến thuật quân sự truyền thống trở nên lỗi thời.
Các cuộc diệt chủng người Armenia, Assyria và Hy Lạp đã chứng kiến sự hủy diệt có hệ thống, các vụ thảm sát hàng loạt và việc trục xuất những cộng đồng này khỏi Đế quốc Ottoman. Từ năm 1918 đến năm 1920, đại dịch cúm Tây Ban Nha đã khiến ít nhất 25 triệu người thiệt mạng.
Sau chiến tranh, Hội Quốc Liên được thành lập với kỳ vọng ngăn chặn các cuộc xung đột quốc tế trong tương lai; cùng thời điểm đó, những ý thức hệ quyền lực bắt đầu trỗi dậy. Cách mạng Nga năm 1917 đã khai sinh ra nhà nước cộng sản đầu tiên, trong khi thập niên 1920 và 1930 chứng kiến các đảng phái phát xít lên nắm quyền tại Ý và Đức. Trong thời kỳ Joseph Stalin lãnh đạo Liên Xô từ năm 1924 đến năm 1953, chính quyền Xô viết đã thực hiện vô số hành động tàn bạo đối với chính người dân của mình bao gồm những cuộc thanh trừng quy mô lớn, các trại lao động cưỡng bức và nạn đói lan rộng do các chính sách của nhà nước gây ra.
Những mâu thuẫn dai dẳng giữa các quốc gia, nay lại trở nên trầm trọng hơn bởi cuộc khủng hoảng kinh tế trong thời kỳ Đại khủng hoảng, đã góp phần châm ngòi cho Chiến tranh thế giới thứ hai. Trong cuộc chiến đó, hầu hết quốc gia trên thế giới – bao gồm tất cả các cường quốc – đã tham gia vào hai liên minh quân sự đối địch: phe Đồng minh và phe Trục. Các cường quốc chủ chốt của phe Trục gồm Đức, Nhật Bản và Ý; trong khi "Tứ cường" của phe Đồng minh gồm Vương quốc Anh, Hoa Kỳ, Liên Xô và Trung Hoa Dân Quốc.

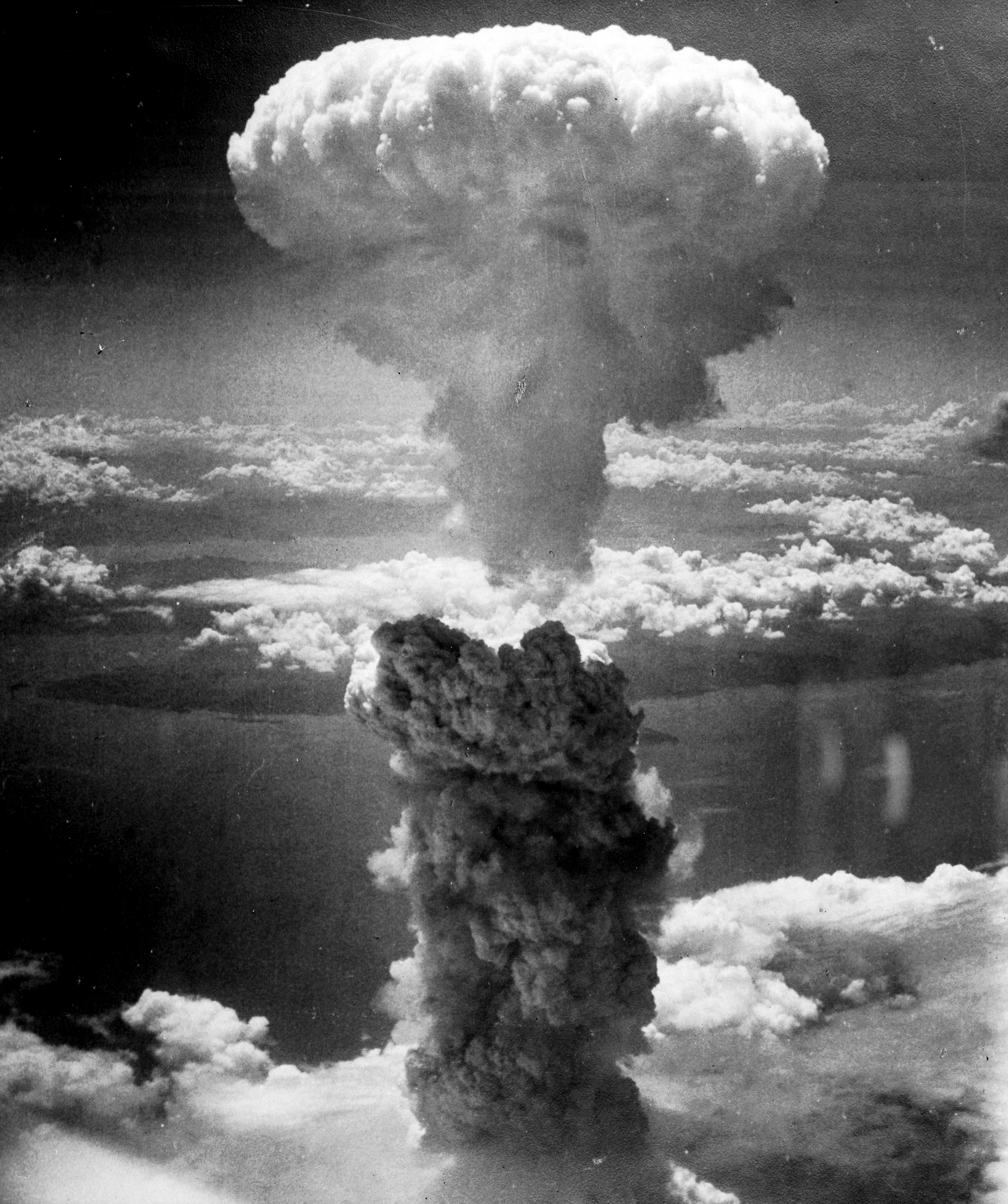
Vụ ném bom nguyên tử xuống Nagasaki, 1945

Chính phủ theo chủ nghĩa quân phiệt của Đức và Nhật Bản đã theo đuổi chính sách bành trướng đế quốc nhưng cuối cùng phải gánh chịu thất bại. Trong quá trình ấy, Đức tiến hành cuộc diệt chủng Holocaust, cướp đi sinh mạng của 6 triệu người Do Thái cùng hàng triệu người không phải Do Thái trên khắp các vùng lãnh thổ do Đức chiếm đóng ở châu Âu. Tương tự, Nhật Bản cũng gây ra cái chết cho hàng triệu người Trung Quốc. Thế chiến thứ hai còn đánh dấu lần đầu tiên vũ khí hạt nhân được sử dụng, mang đến sự tàn phá chưa từng có và cuối cùng dẫn tới việc Nhật Bản đầu hàng. Ước tính tổng số người thiệt mạng trong cuộc chiến dao động từ 55 đến 80 triệu người.

### Lịch sử đương đại
Khi Chiến tranh thế giới thứ hai kết thúc vào năm 1945, Liên Hợp Quốc được thành lập với hy vọng ngăn chặn các cuộc chiến tranh trong tương lai, tương tự như cách Hội Quốc Liên được thành hình sau Chiến tranh thế giới thứ nhất. Liên Hợp Quốc đã đóng vai trò tiên phong trong phong trào nhân quyền – và vào năm 1948, tổ chức này thông qua Tuyên ngôn Quốc tế về Nhân quyền. Đồng thời, một số quốc gia châu Âu đã hợp tác thành lập một tổ chức mà về sau phát triển thành cộng đồng kinh tế và chính trị bao gồm 27 quốc gia thành viên gọi là Liên minh châu Âu.
Chiến tranh thế giới thứ hai đã mở đường cho sự lan rộng của chủ nghĩa cộng sản vào Đông Âu, Trung Âu, Trung Quốc, Bắc Triều Tiên, Bắc Việt Nam và Cuba. Nhằm ngăn chặn làn sóng đỏ, Hoa Kỳ đã thiết lập một mạng lưới liên minh toàn cầu. Liên minh lớn nhất trong số đó là NATO, được thành lập vào năm 1949 và dần phát triển lên tới 32 quốc gia thành viên. Để đáp trả, vào năm 1955, Liên Xô cùng các đồng minh Đông Âu đã thành lập Hiệp ước Warsaw – một liên minh phòng thủ chung.

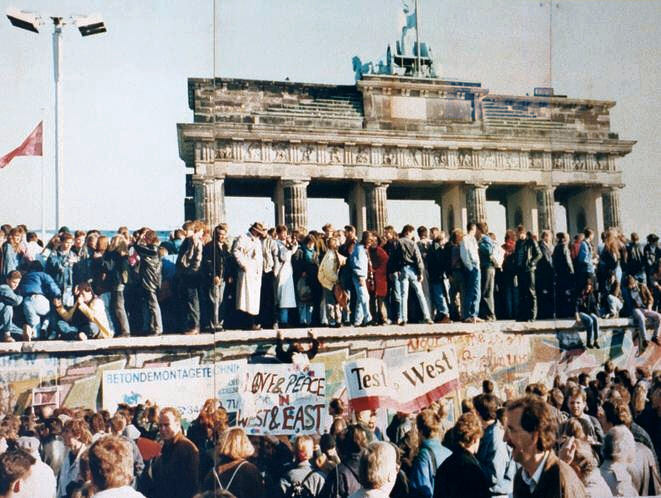
Sự sụp đổ của Bức tường Berlin, 1989

Sau Đệ nhị thế chiến, Hoa Kỳ và Liên Xô vươn lên trở thành hai siêu cường toàn cầu. Nhưng cả hai quốc gia đều mang trong mình những nghi kỵ và lo ngại sâu sắc về việc hệ thống chính trị-kinh tế của đối phương có thể bành trướng ra toàn thế giới: chủ nghĩa tư bản đối với Hoa Kỳ và chủ nghĩa cộng sản đối với Liên Xô. Chính sự bất tín này đã châm ngòi cho Chiến tranh Lạnh, một cuộc đối đầu và chạy đua vũ trang kéo dài 45 năm giữa hai nước và các đồng minh của họ.
Sự phát triển của vũ khí hạt nhân trong Thế chiến thứ hai và sự phổ biến của chúng sau đó đã đặt toàn thể nhân loại vào nguy cơ chiến tranh hạt nhân giữa hai siêu cường. Nguy cơ trên được minh chứng rõ nét qua nhiều sự kiện, trong đó nổi bật nhất là Khủng hoảng tên lửa Cuba vào tháng 10 năm 1962. Do chiến tranh hạt nhân được xem là không khả thi và tiềm ẩn nguy cơ hủy diệt toàn cầu, hai siêu cường đã chọn cách tiến hành các cuộc chiến tranh ủy nhiệm tại những quốc gia thuộc Thế giới thứ ba không sở hữu vũ khí hạt nhân. Chiến tranh Lạnh kết thúc trong hòa bình vào năm 1991 sau khi Liên Xô tan rã, một phần do nước này không thể cạnh tranh về mặt kinh tế với Hoa Kỳ và Tây Âu.
Trong bối cảnh Chiến tranh Lạnh, những sự chuẩn bị nhằm ngăn chặn hoặc đối phó với nguy cơ Chiến tranh thế giới thứ ba đã đẩy nhanh sự phát triển của các công nghệ vốn đã được thai nghén từ trước Chiến tranh thế giới thứ hai, nhưng chỉ thực sự được triển khai do nhu cầu cấp bách của cuộc chiến ý thức hệ này như máy bay phản lực, tên lửa, và máy tính. Trong nhiều thập kỷ sau Thế chiến thứ hai, chính những tiến bộ nói trên đã mang lại các thành tựu vượt bậc bao gồm du lịch bằng máy bay phản lực; vệ tinh nhân tạo với hàng tá ứng dụng thực tiễn, trong đó có GPS; và Internet, một phương thức giao tiếp bắt đầu trở nên phổ biến từ những năm 1990. Những phát minh này đã cách mạng hóa cách con người di chuyển, truyền đạt tư tưởng và trao đổi thông tin.

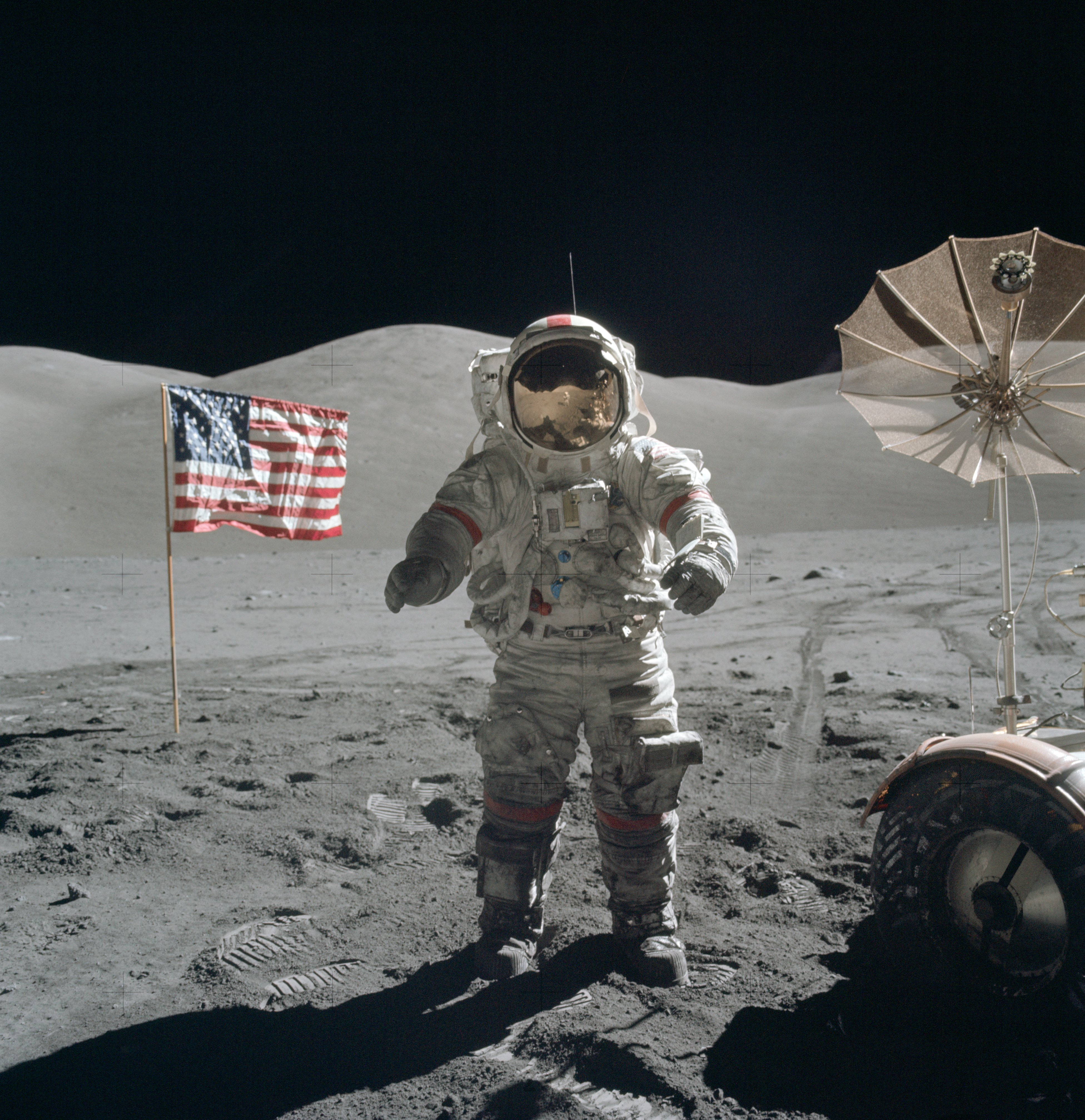
Lần cuối cùng con người đặt chân lên Mặt Trăng: Apollo 17 (1972)

Nửa sau thế kỷ 20 cũng chứng kiến những bước đột phá mang tính cách mạng trong khoa học và công nghệ, tiêu biểu như việc phát hiện ra cấu trúc của DNA và công nghệ giải trình tự DNA, thành tựu xóa sổ bệnh đậu mùa trên toàn thế giới, Cách mạng xanh trong nông nghiệp, khám phá thuyết kiến tạo mảng, các sứ mệnh đưa con người lên Mặt Trăng, những chuyến thám hiểm không gian cả có người lái lẫn không người lái, những tiến bộ trong công nghệ năng lượng, cùng với các phát kiến nền tảng trong lĩnh vực vật lý trải dài từ những thực thể nhỏ nhất (vật lý hạt) đến lớn nhất (vũ trụ học vật lý).
Các cải tiến kỹ thuật này đã mang lại những ảnh hưởng sâu rộng. Trong thế kỷ 20, dân số thế giới đã tăng gấp bốn lần (đạt mức sáu tỷ người), trong khi tổng sản lượng kinh tế toàn cầu tăng gấp 20 lần. Đến cuối thế kỷ 20, tốc độ gia tăng dân số bắt đầu chững lại, một phần là do nhận thức về kế hoạch hóa gia đình được nâng cao và việc tiếp cận các biện pháp tránh thai ngày càng trở nên dễ dàng hơn. Một số khu vực trên thế giới hiện ghi nhận tỷ lệ sinh dưới mức thay thế.
Các biện pháp y tế công cộng cùng những tiến bộ vượt bậc trong y khoa đã góp phần nâng cao đáng kể tuổi thọ trung bình toàn cầu, từ khoảng 31 tuổi vào năm 1900 lên hơn 66 tuổi vào năm 2000. Vào năm 1820, 75% dân số thế giới sống với mức thu nhập dưới một đô la mỗi ngày, song tỷ lệ này giảm xuống chỉ còn khoảng 20% vào năm 2001. Cùng lúc đó, bất bình đẳng kinh tế lại gia tăng ở cả trong nội bộ từng quốc gia và giữa nước giàu với nước nghèo. Tầm quan trọng của giáo dục công lập đã bắt đầu được nhấn mạnh từ thế kỷ 18 và 19, nhưng mãi đến cuối thế kỷ 20 và đầu thế kỷ 21 thì hầu hết trẻ em trên toàn thế giới mới được hưởng nền giáo dục bắt buộc và miễn phí.
Tại Trung Quốc, chính quyền Mao Trạch Đông đã triển khai các chính sách công nghiệp hóa và tập thể hóa trong khuôn khổ chiến dịch Đại nhảy vọt (1958–1962), dẫn đến nạn đói lớn (1959–1961) khiến 30–40 triệu người thiệt mạng. Sau khi những chính sách trên bị bãi bỏ, Trung Quốc bước vào giai đoạn tự do hóa kinh tế và tăng trưởng nhanh chóng, với nền kinh tế tăng trưởng 6,6% mỗi năm từ 1978 đến 2003.
Trong nhiều thập kỷ sau chiến tranh, quá trình phi thực dân hóa đã giúp những thuộc địa của các đế quốc châu Âu ở châu Phi, châu Á và châu Đại Dương giành được độc lập chính thức. Tuy vậy, các quốc gia hậu thuộc địa tại châu Phi gặp nhiều khó khăn trong việc phát triển kinh tế, do phải đối mặt với những rào cản mang tính cấu trúc như sự phụ thuộc vào xuất khẩu àng hóa cơ bản thay vì hàng hóa chế biến. Châu Phi hạ Sahara là khu vực chịu tác động nặng nề nhất bởi đại dịch HIV/AIDS vào cuối thế kỷ 20. Bên cạnh đó, khu vực này còn phải hứng chịu mức độ bạo lực nghiêm trọng, điển hình là Chiến tranh Congo lần thứ hai (1998–2003), được xem là cuộc xung đột đẫm máu nhất kể từ Thế chiến thứ hai.
Vùng Cận Đông đã trải qua nhiều cuộc xung đột bao gồm Chiến tranh Iran-Iraq, Chiến tranh vùng Vịnh lần thứ nhất và thứ hai cùng với Nội chiến Syria, cũng như những căng thẳng và xung đột giữa Israel và Palestine. Những nỗ lực phát triển ở Mỹ Latinh bị cản trở bởi sự phụ thuộc quá mức vào xuất khẩu hàng hóa cơ bản và tình trạng bất ổn chính trị, mà một phần nguyên do bắt nguồn từ sự can thiệp của Hoa Kỳ trong việc thay đổi chế độ tại khu vực này.

Thượng Hải. Trung Quốc đã đô thị hóa nhanh chóng trong thế kỷ 21.

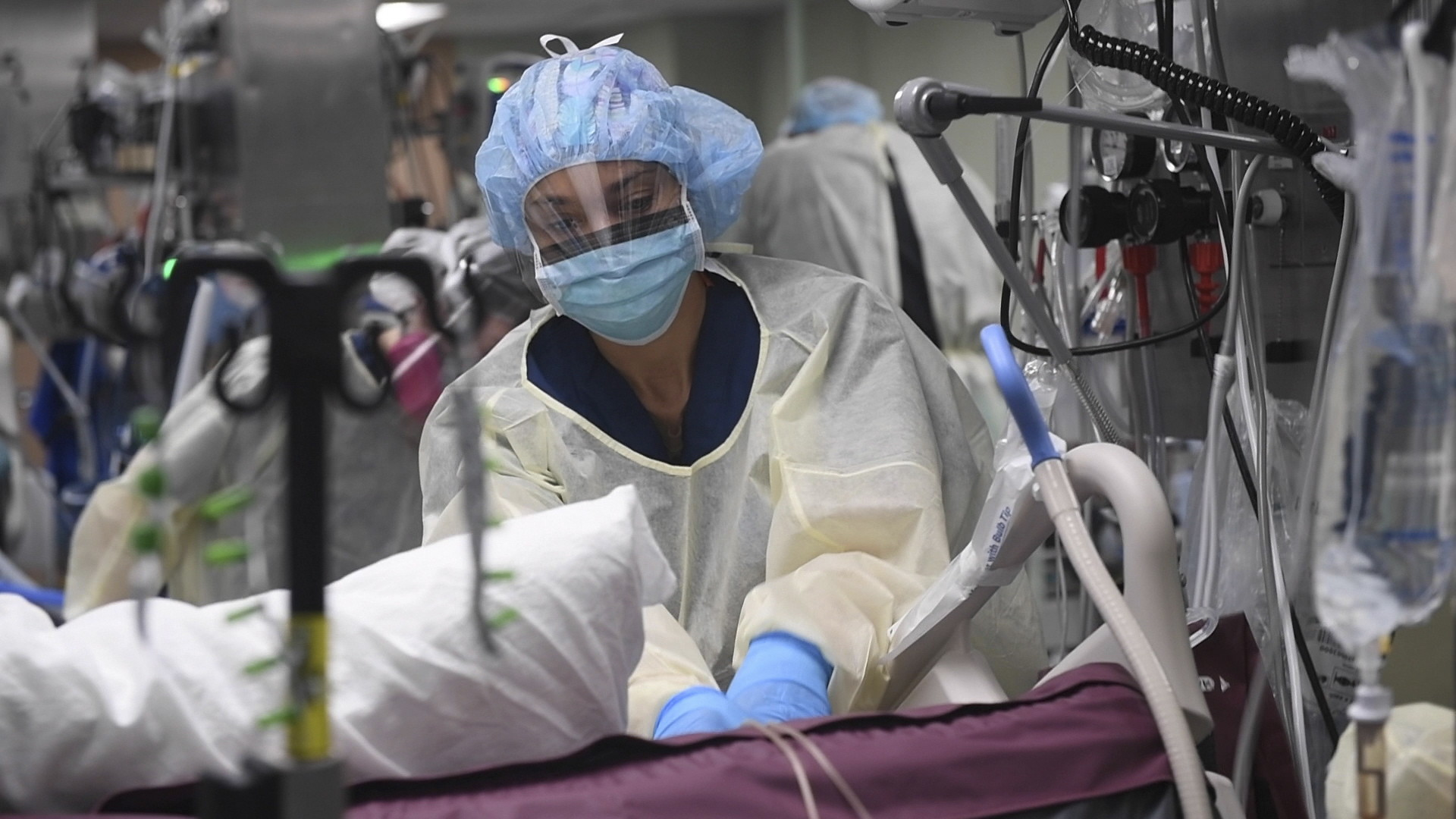
Đại dịch COVID-19, 2020

Đầu thế kỷ 21 chứng kiến sự gia tăng của toàn cầu hóa và hội nhập kinh tế, mang tới cả lợi ích lẫn rủi ro cho các nền kinh tế liên kết, mà cuộc Đại suy thoái vào cuối những năm 2000 và đầu những năm 2010 là minh chứng điển hình. Công nghệ truyền thông phát triển mạnh mẽ, với sự phổ biến rộng rãi trên toàn cầu của điện thoại thông minh và mạng xã hội vào giữa thập niên 2010. Đến đầu thập niên 2020, các hệ thống trí tuệ nhân tạo đã phát triển đến mức vượt trội hơn con người trong nhiều tác vụ cụ thể.
Ảnh hưởng của tôn giáo tiếp tục suy giảm ở nhiều quốc gia phương Tây, trong khi một số khu vực thuộc thế giới Hồi giáo chứng kiến sự trỗi dậy của các phong trào toàn thống. Năm 2020, đại dịch COVID-19 đã gây ra sự gián đoạn lớn đối với thương mại toàn cầu, làm suy thoái nền kinh tế thế giới và thúc đẩy những thay đổi sâu sắc trong các quan niệm văn hóa.
Mối lo ngại về các thách thức hiện sinh từ sự suy thoái môi trường và hiện tượng nóng lên toàn cầu ngày càng trở nên rõ rệt hơn, trong khi những nỗ lực giảm thiểu bao gồm việc chuyển đổi sang năng lượng bền vững, chỉ đạt được tiến triển nhỏ giọt.

## Nghiên cứu học thuật
Việc nghiên cứu lịch sử loài người đã có một truyền thống lâu đời, với những tiền đề sơ khai được hình thành từ thời cổ đại khi con người cố gắng tạo ra những ghi chép toàn diện về lịch sử thế giới. Phần lớn các nghiên cứu trước thế kỷ 20 đều tập trung vào lịch sử của từng cộng đồng và xã hội riêng lẻ sau thời kỳ tiền sử. Tuy nhiên, điều ấy đã thay đổi vào cuối thế kỷ 20 khi nỗ lực của các nhà nghiên cứu nhằm hợp nhất những câu chuyện đa dạng này vào một bối cảnh chung, truy nguyên nguồn gốc từ sự xuất hiện của những con người đầu tiên – trở thành một chủ đề nghiên cứu trọng tâm. Sự chuyển biến trên không chỉ mở rộng góc nhìn lịch sử mà còn đặt ra những thách thức đối với chủ nghĩa trọng Âu và quan điểm thiên lệch phương Tây, vốn trước đây chi phối mạnh mẽ nền sử học hàn lâm.
Giống như trong các ngành sử học khác, phương pháp luận phân tích các nguồn tư liệu văn bản nhằm xây dựng những tường thuật và cách diễn giải về các sự kiện trong quá khứ đã đóng vai trò then chốt trong việc nghiên cứu lịch sử nhân loại. Song phạm vi rộng lớn của chủ đề này đặt ra một thách thức đặc thù: đó là làm thế nào để tổng hợp một câu chuyện vừa mạch lạc vừa toàn diện, bao quát nhiều nền văn hóa, khu vực và thời kỳ khác nhau, đồng thời vẫn xét đến những quan điểm đa chiều của từng cá nhân. Điều đấy cũng được thể hiện rõ qua cách tiếp cận liên ngành bằng việc tích hợp các tri thức từ nhiều lĩnh vực thuộc khoa học nhân văn và xã hội, sinh học và khoa học vật lý – chẳng hạn như các ngành lịch sử khác, khảo cổ học, nhân chủng học, ngôn ngữ học, di truyền học, cổ sinh vật học và địa chất học. Cách tiếp cận liên ngành nói trên đặc biệt quan trọng đối với việc nghiên cứu lịch sử nhân loại trước khi chữ viết ra đời.

### Phân kỳ lịch sử
Để cung cấp một cái nhìn tổng quan dễ tiếp cận, các nhà sử học thường chia lịch sử loài người thành các giai đoạn khác nhau, được sắp xếp dựa trên những chủ đề, sự kiện hoặc bước phát triển chính yếu đã định hình các xã hội loài người theo dòng thời gian. Số lượng thời kỳ và khung thời gian của chúng phụ thuộc vào những chủ đề được lựa chọn và giai đoạn chuyển tiếp giữa các thời kỳ thường mang tính linh hoạt hơn so với những gì mà các sơ đồ phân kỳ truyền thống hay thể hiện.
Một cách phân kỳ truyền thống có tầm ảnh hưởng sâu sắc trong giới học thuật châu Âu là phân chia lịch sử thành ba thời kỳ cổ đại, trung đại và hiện đại dựa trên các sự kiện lịch sử quan trọng tạo ra những biến đổi to lớn trong cấu trúc chính trị, kinh tế và văn hóa nhằm đánh dấu sự chuyển giao giữa các giai đoạn: trước hết là sự cáo chung của Đế quốc Tây La Mã và sau đó là sự khởi đầu của thời kỳ Phục hưng. Một cách phân kỳ khác chia lịch sử nhân loại thành ba giai đoạn dựa trên cách con người tương tác với thiên nhiên để sản xuất hàng hóa. Sự chuyển đổi đầu tiên xảy ra khi nông nghiệp và chăn nuôi thay thế săn bắt hái lượm làm phương thức sản xuất lương thực chính. Cách mạng Công nghiệp được xem là dấu mốc cho sự chuyển đổi thứ hai. Một cách tiếp cận khác sử dụng mối quan hệ giữa các xã hội để phân chia lịch sử thế giới thành ba giai đoạn: sự thống trị của Trung Đông trước năm 500 TCN, sự cân bằng văn hóa giữa những nền văn minh Á-Âu cho đến năm 1500 CN và sự thống trị của phương Tây kể từ thời điểm đó trở đi. Việc phát minh ra chữ viết thường được sử dụng để phân định thời tiền sử và thời cổ đại, trong khi một cách phân chia khác dựa trên loại công cụ được sử dụng trong các thời kỳ đồ đá, đồ đồng và đồ sắt. Các nhà sử học tập trung vào tôn giáo và văn hóa thì xác định Thời kỳ Trục tâm là một bước ngoặt quan trọng đã đặt nền tảng tinh thần và triết học cho nhiều nền văn minh lớn trên thế giới. Một số sử gia khác lại kết hợp nhiều cách tiếp cận khác nhau hòng đưa ra một cách phân kỳ lịch sử tinh tế và toàn diện hơn.